# Liste des phares de France

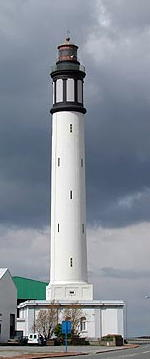
Dunkerque : le phare le plus haut de 1er ordre et le plus septentrional de France métropolitaine.

Cette liste recense les phares et quelques-uns des feux balisant les côtes de France.
Pour le ministère français de la Culture, le phare est « une tour construite sur un point de la côte, à l'extrémité d'une jetée, sur une île, et portant une lanterne servant à guider les navires » (thesaurus de la base Mérimée du ministère de la Culture). Cette définition se rapproche de celle de l'Encyclopédie ou Dictionnaire raisonné des sciences, des arts et des métiers de Diderot et d'Alembert pour qui le phare est une « tour construite à l'entrée des ports ou aux environs, laquelle par le moyen des feux qu'on y tient allumés, servent sur mer à guider pendant la nuit ceux qui approchent des côtes ».
Pour l’administration chargée des phares, le ministère de l’Équipement, le phare est défini par une combinaison de critères à satisfaire partiellement (trois critères sur quatre) : une fonction d’atterrissage, qualité des phares qui permettent d’identifier la côte quand on arrive du grand large ; une hauteur ou une portée minimale (20 mètres, 20 milles nautiques) ; la présence d’un ensemble bâti, en particulier des logements de gardiens.
Pendant la Seconde Guerre mondiale, les phares en mer ont, pour la plupart, été laissés à l'abandon. Une grande partie des phares métropolitains de la Manche et de l'Atlantique ont été dynamités, en 1944, par les Allemands pour qu'ils ne servent pas aux Alliés, mais aussi par les Américains et les Anglais. Les quelque 150 feux et phares détruits ou endommagés ont été reconstruits ou réparés après guerre.
Le Service des phares et balises recense ainsi 150 grands phares sur les côtes françaises, métropole et outre-mer, dont 25 en pleine mer. Le plus ancien phare attesté sur le territoire actuel de la France est la tour d'Ordre à Boulogne-sur-Mer (Pas de Calais) . Le plus grand est le phare de l'île Vierge (Finistère) avec une hauteur de 82,5 m, suivi du phare de Gatteville. Culminant à 162,55 m au-dessus du niveau de la mer, le phare de La Caravelle (Martinique), est le plus haut phare de France.

## Phares de la mer du Nord

### Nord

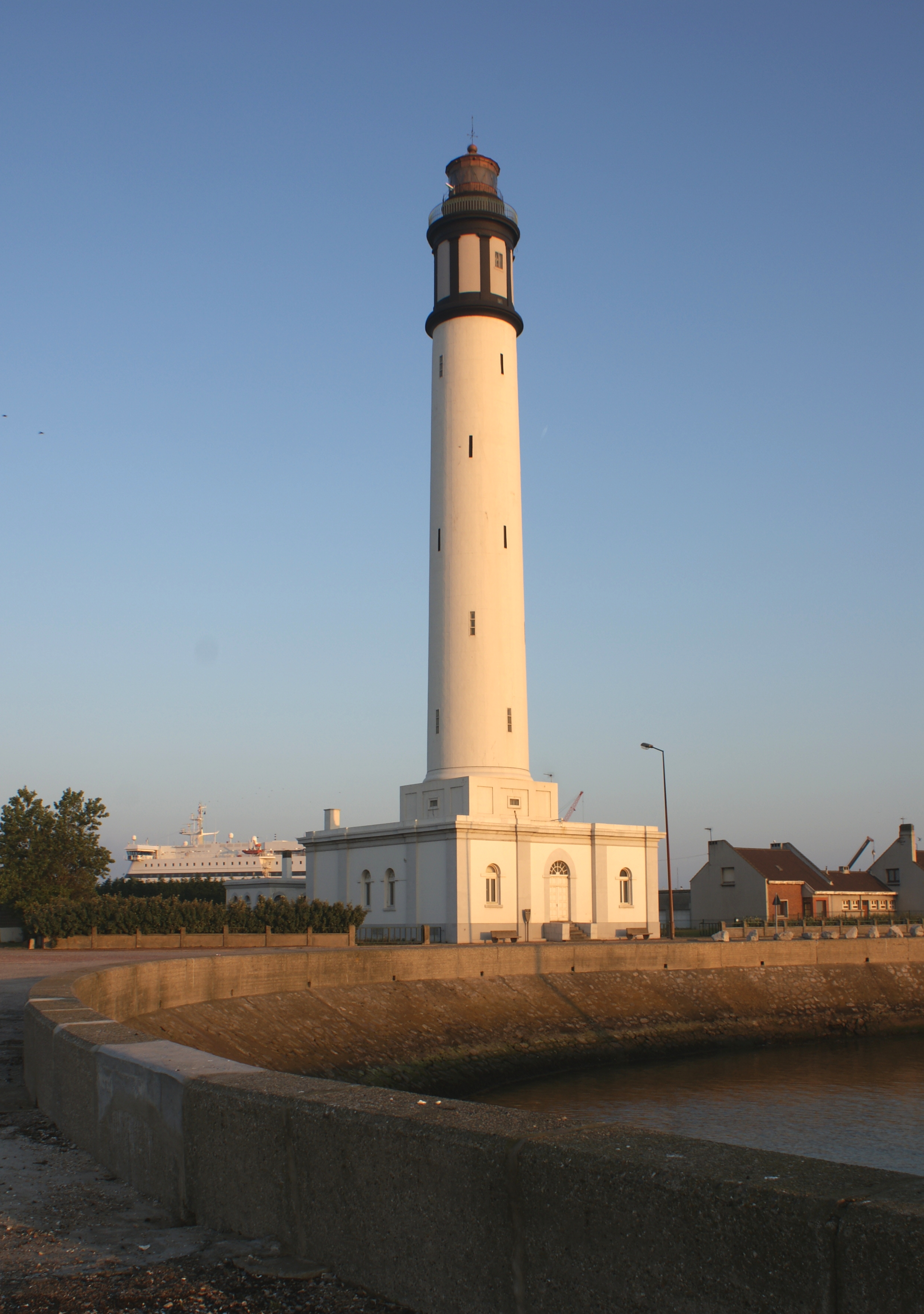
Dunkerque.

- Phare de Dunkerque (ou phare de Risban)
- Feu de Saint-Pol (Dunkerque)
- Phare de Gravelines (petit fort Philippe)

## Phares de la Manche

### Pas-de-Calais

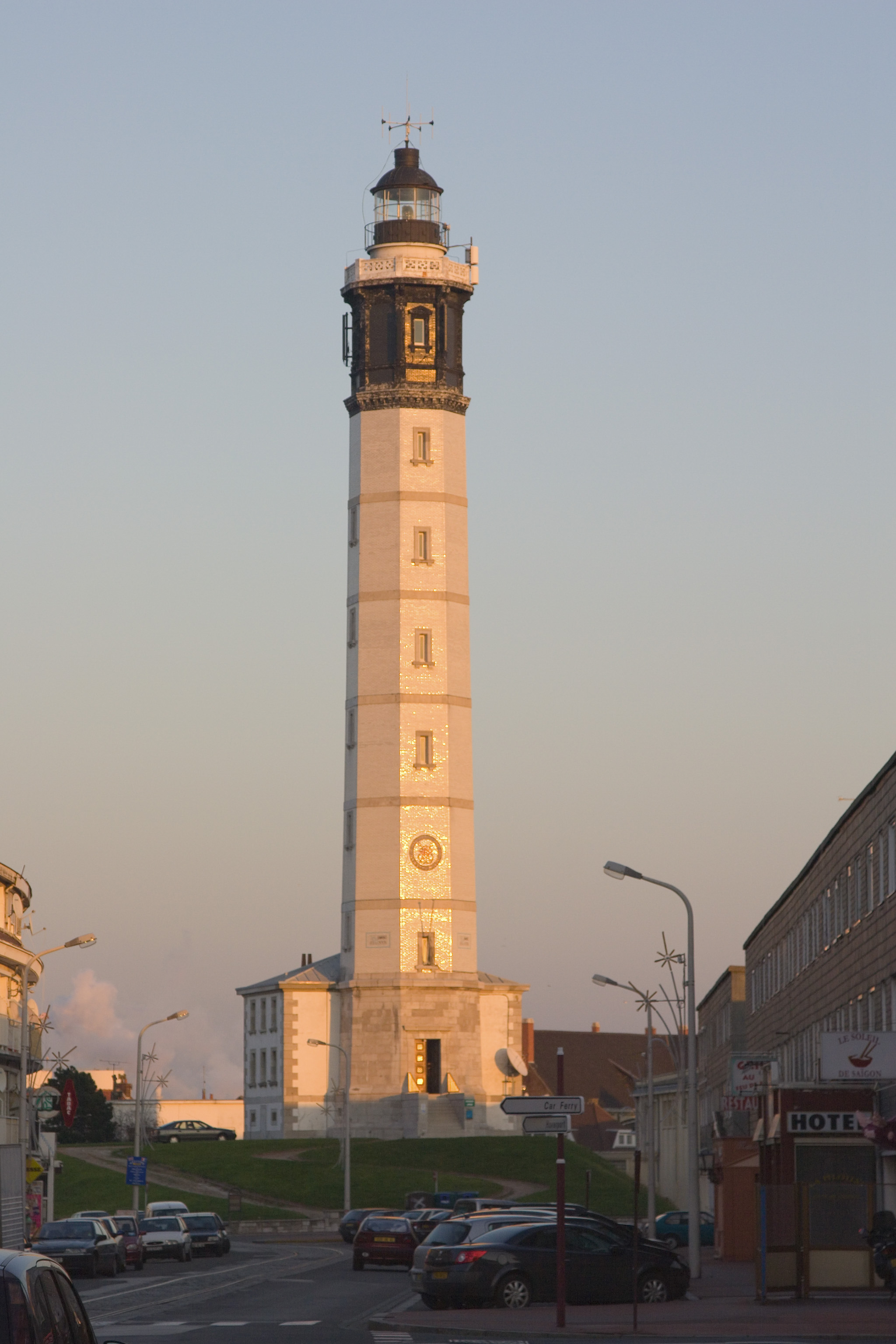
Calais

- Phare du cap Gris-Nez
- Phare d'Alprech
- Phare de la Canche
- Phare de Berck

- Phare de Walde
- Phare de Calais

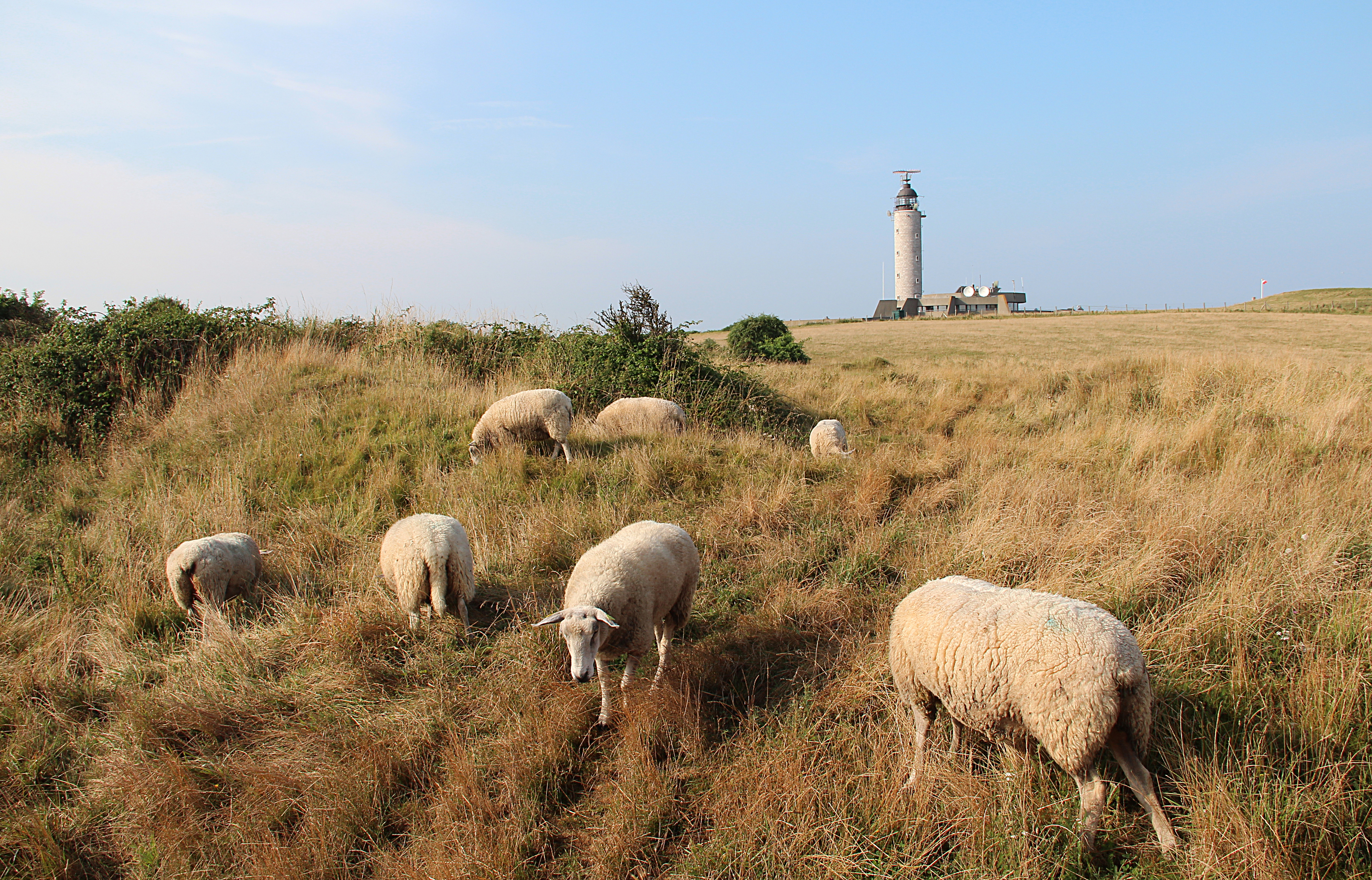
Phare du cap Gris-Nez
- Phare de Boulogne-sur-Mer
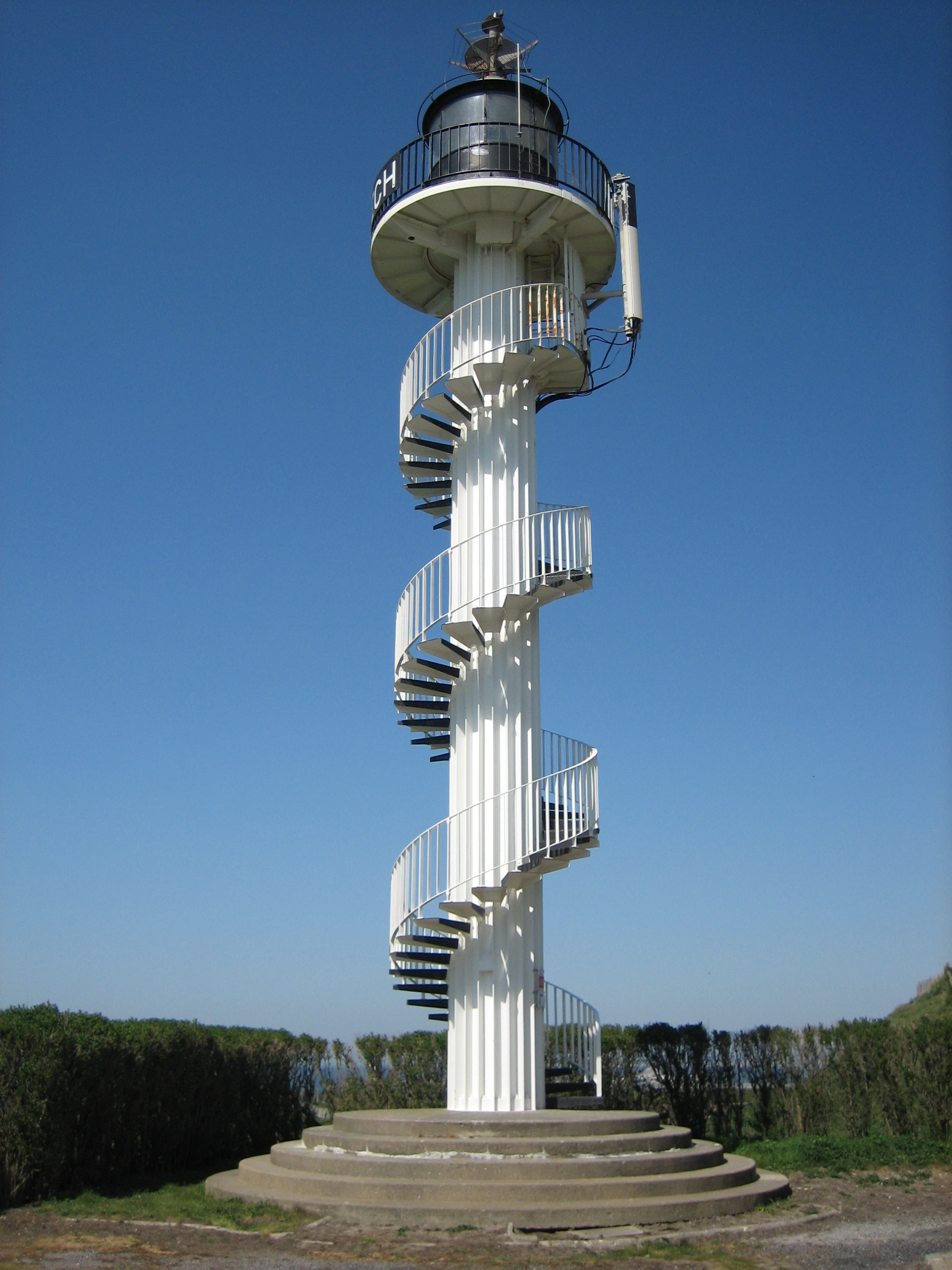
Phare d'Alprech (Le Portel)
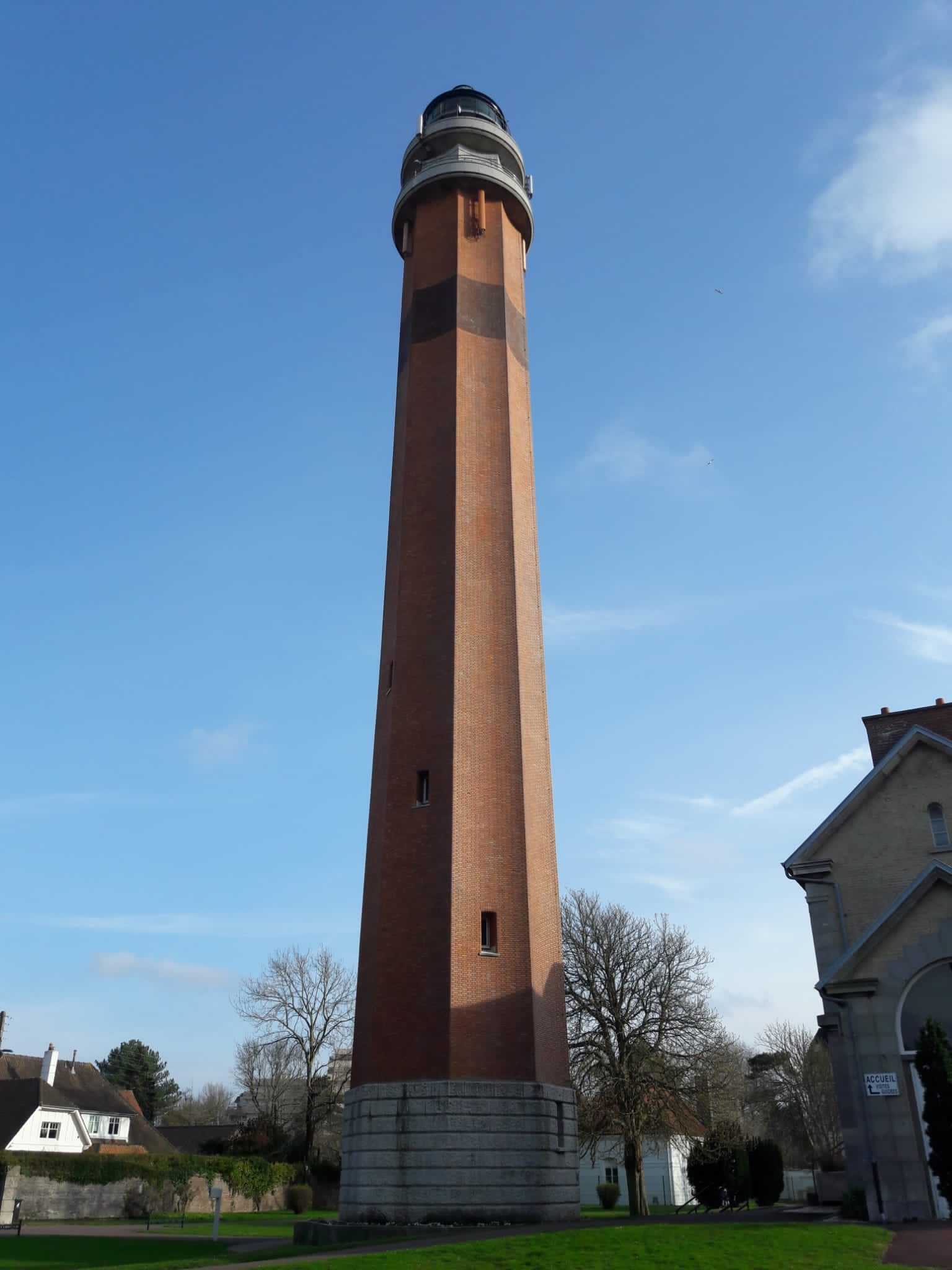
Phare d'Armand (ou phare de Camiers)
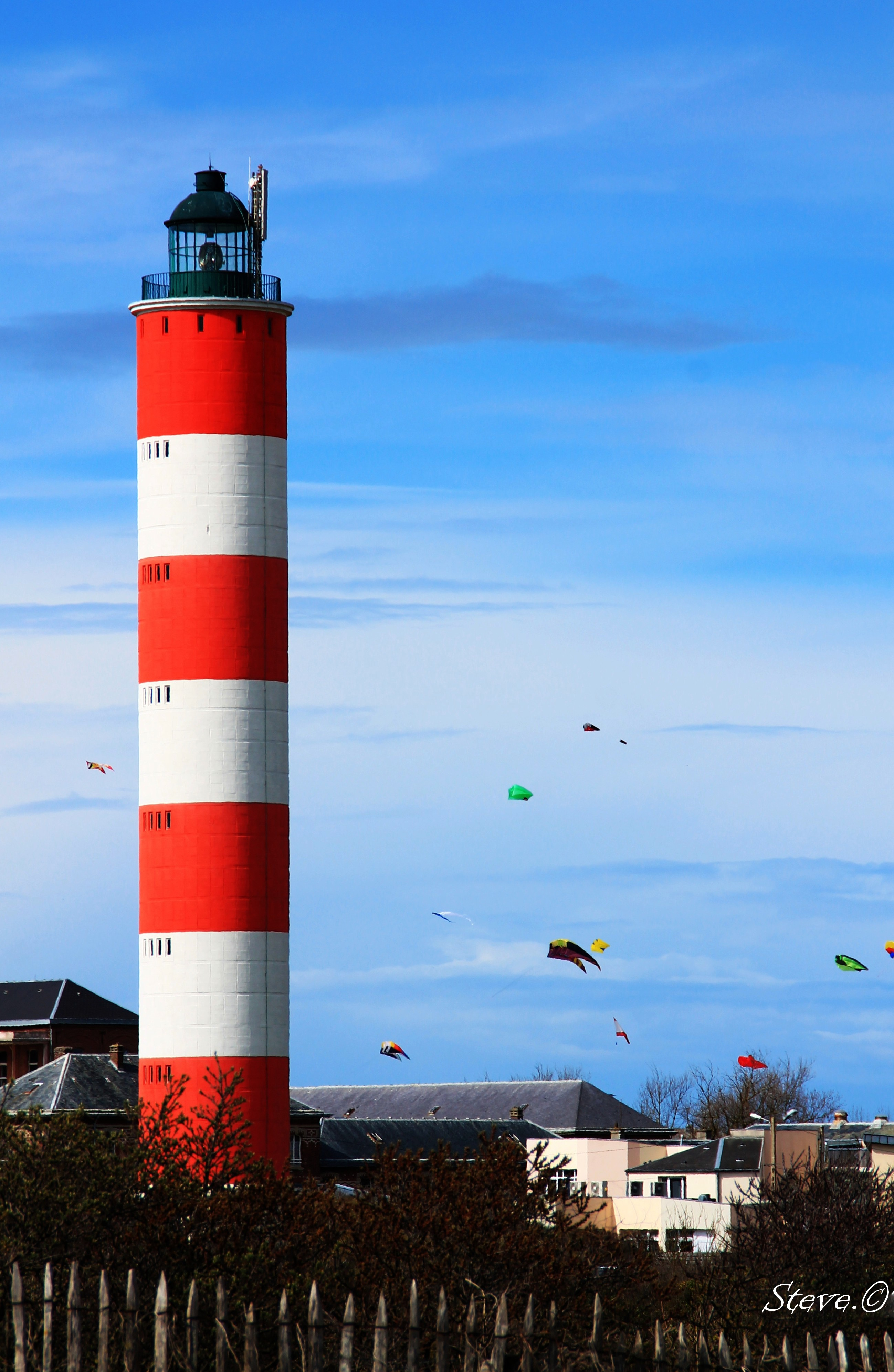
Phare de la Canche (ou phare du Touquet)
- Phare de Berck

### Somme
- Phare d'Ault
- Phare de Cayeux (ou de Brighton)
- Phare du Crotoy
- Phare de Saint-Valery-sur-Somme
- Phare du Hourdel

### Seine-Maritime

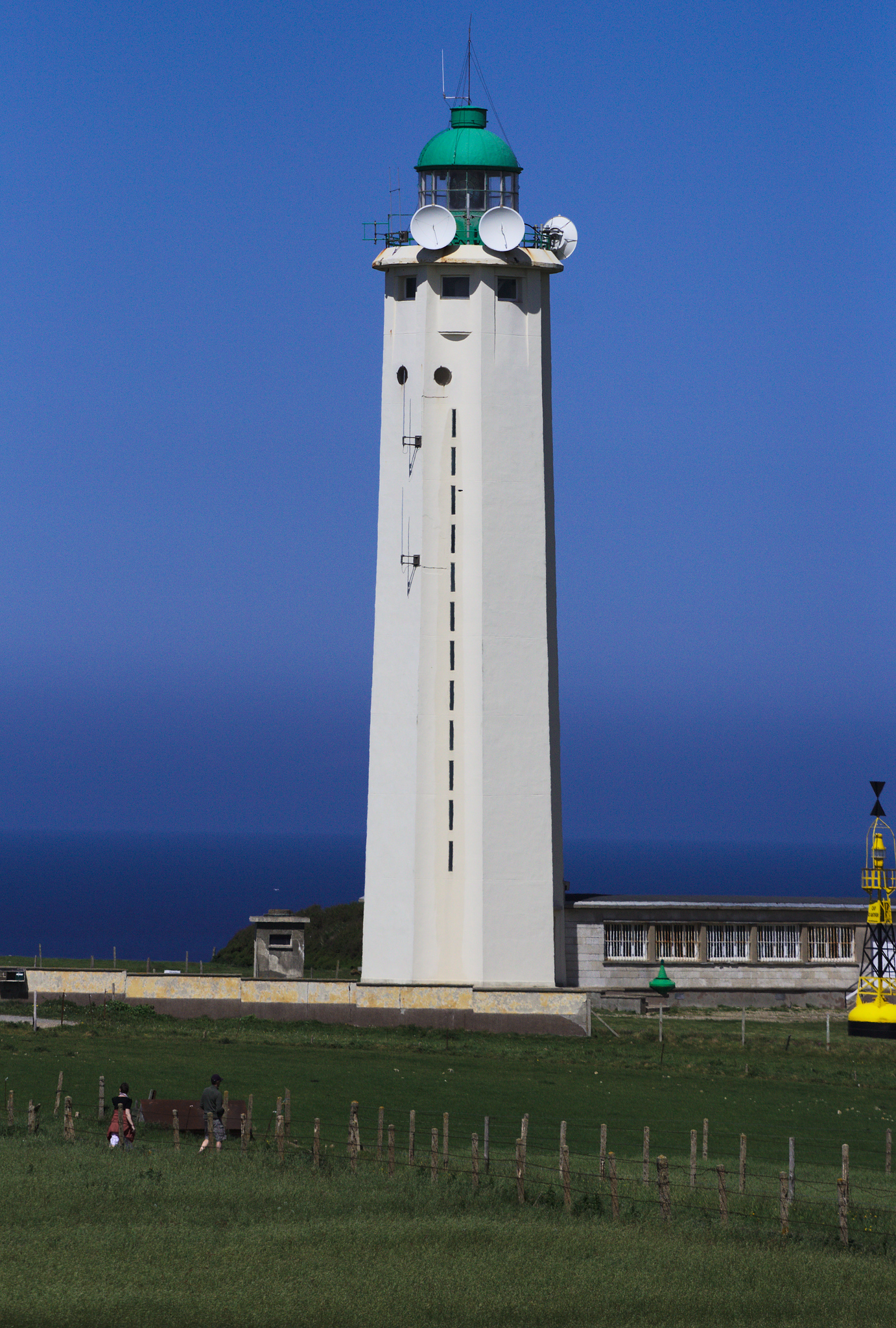
Cap d'Antifer

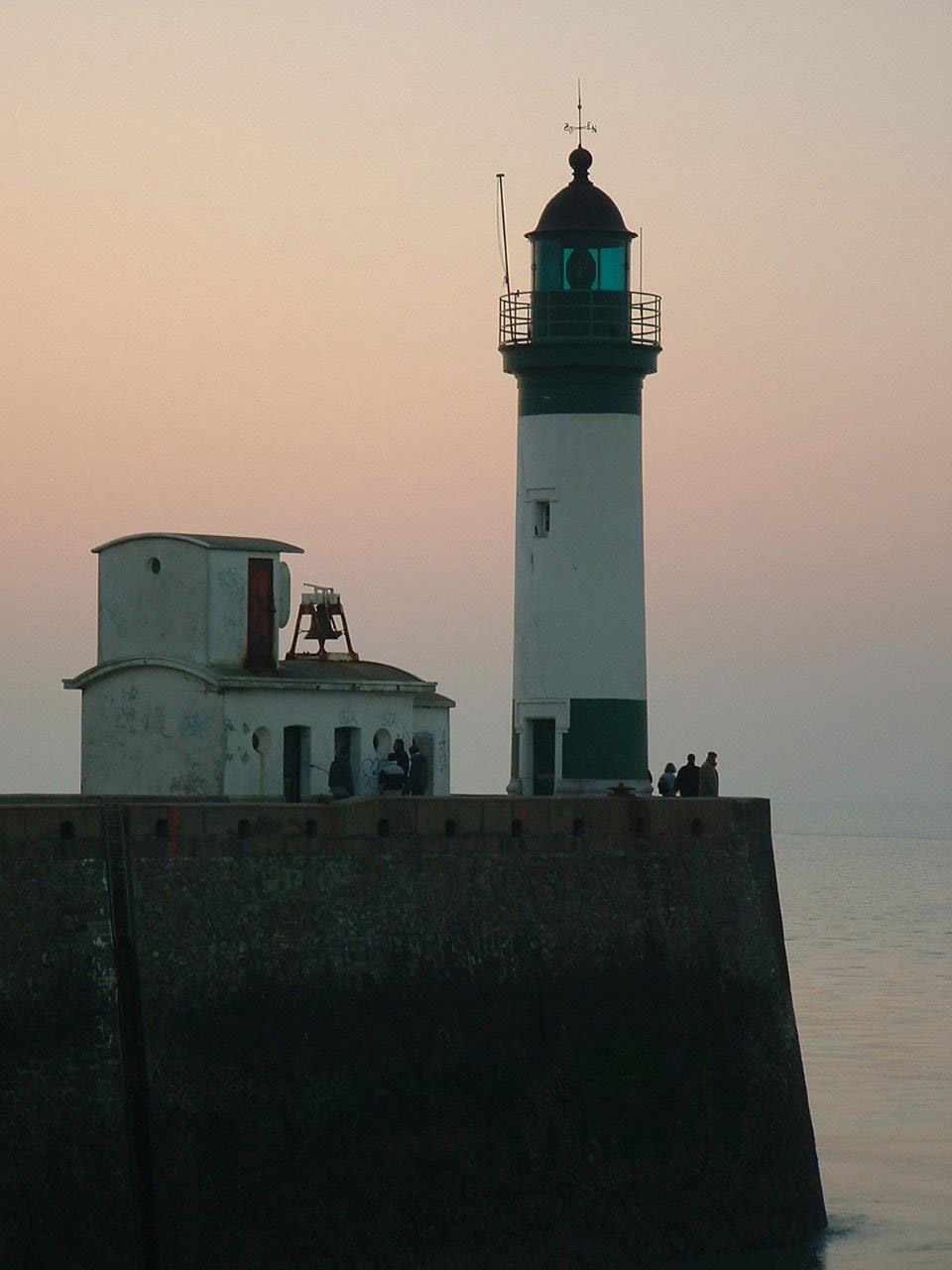
Le Tréport
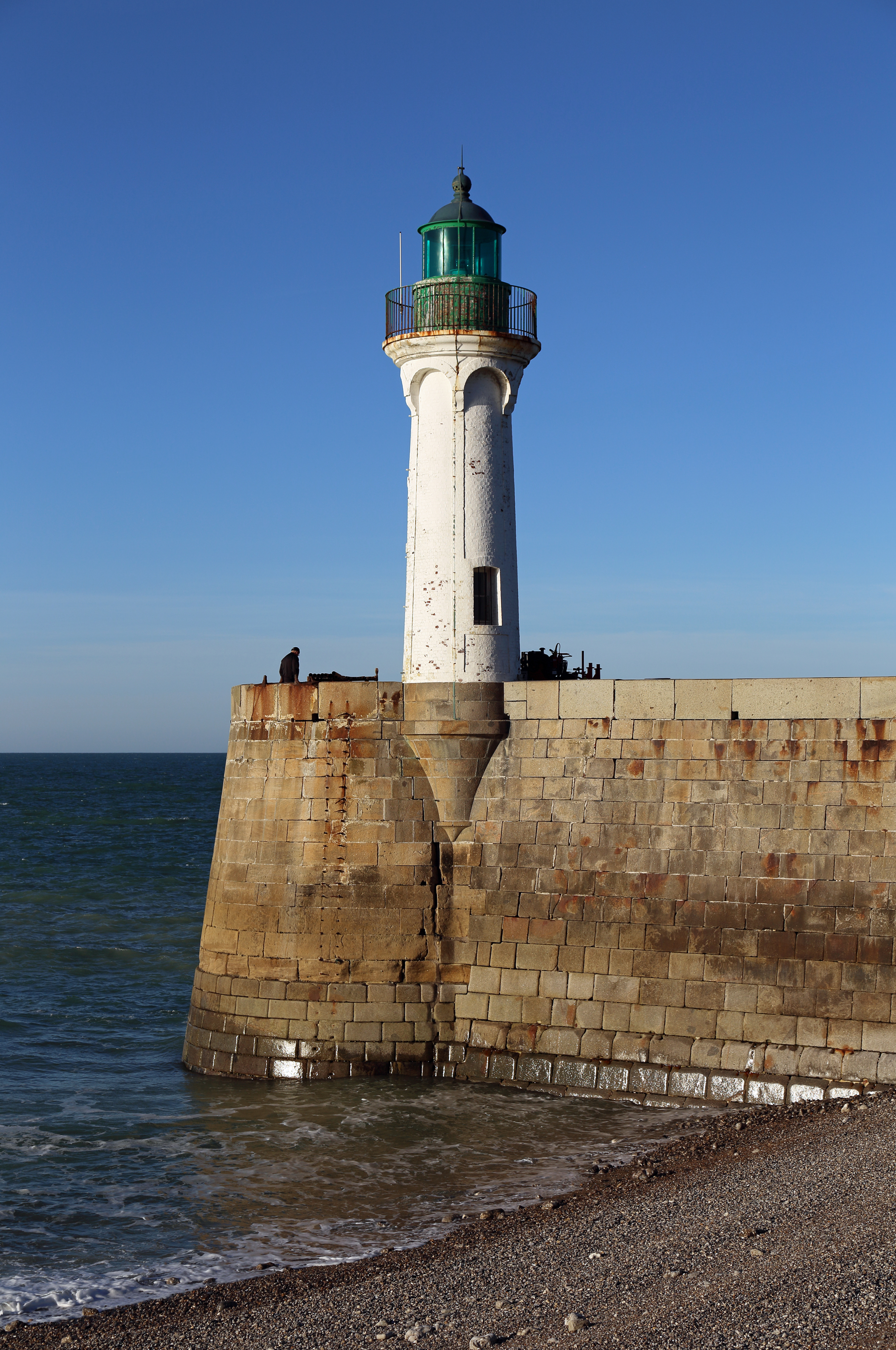
Saint-Valéry-en-Caux
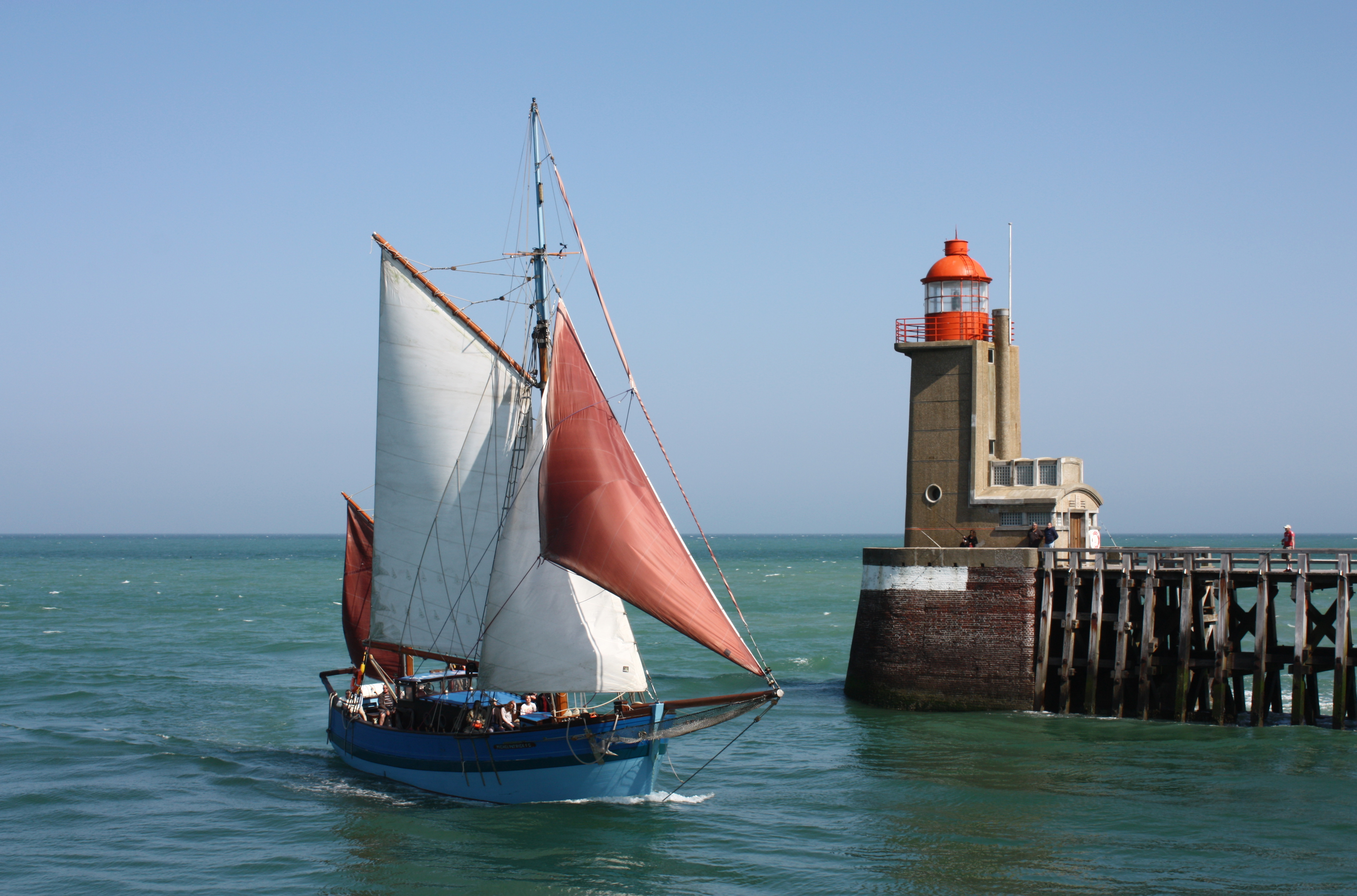
Phare de Fécamp

- Phare du Tréport
- Phare de Dieppe
- Phare d'Ailly
- Phare de Saint-Valery-en-Caux
- Phare de Fécamp
- Phare d'Antifer
- Phare de la Hève
- Phare du Havre
- Phare de Tancarville

### Eure
- Phare de Quillebeuf
- Phare de Fatouville - (éteint)
- Phare de la Roque - (éteint)

### Calvados

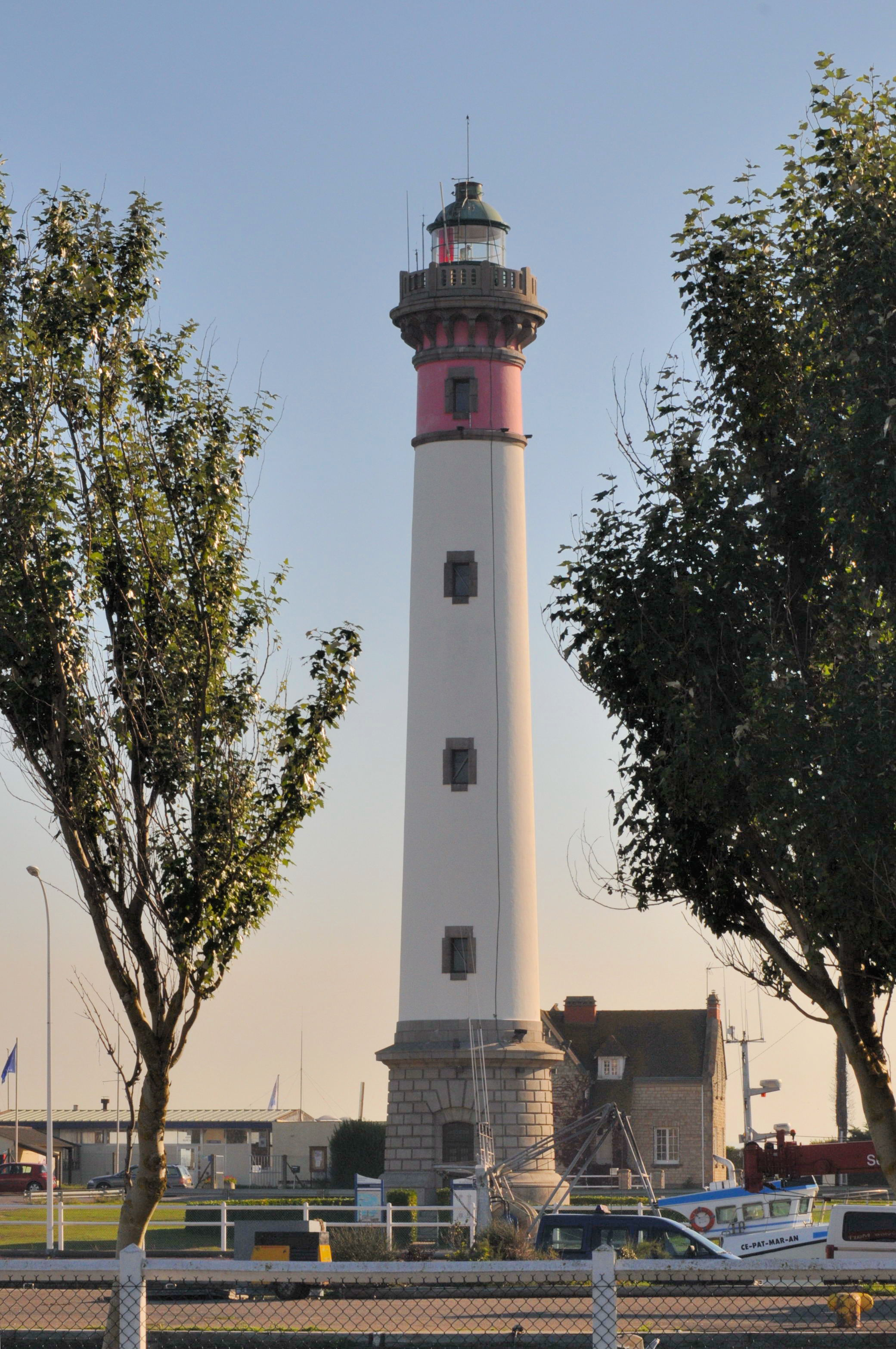
Phare de Ouistreham

- Phare de Honfleur
- Phare de Trouville
- Phare de Deauville
- Phare de Ouistreham
- Phare de Courseulles-sur-Mer
- Phare de Ver-sur-Mer
- Phare de Port-en-Bessin

### Manche

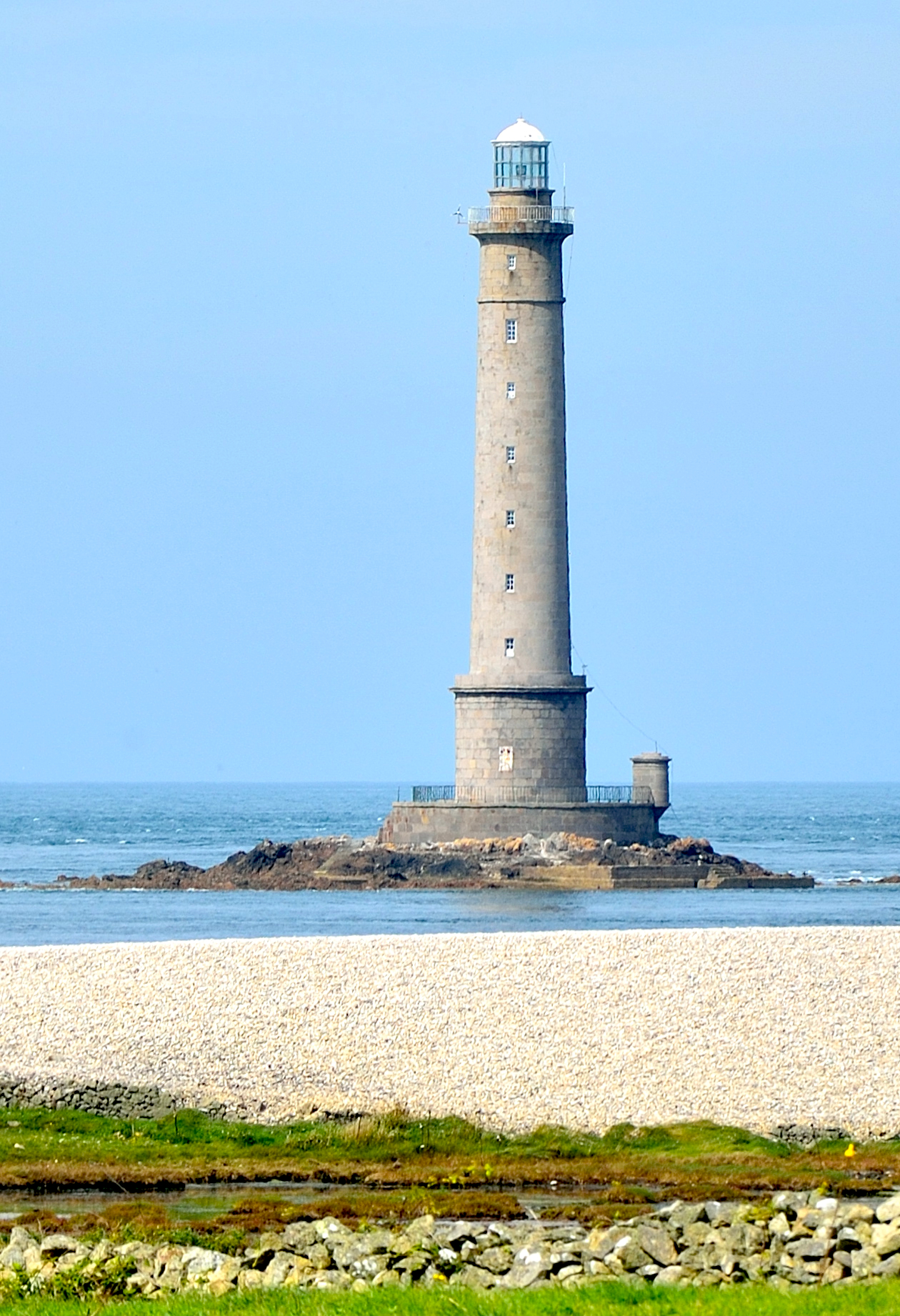
La Hague
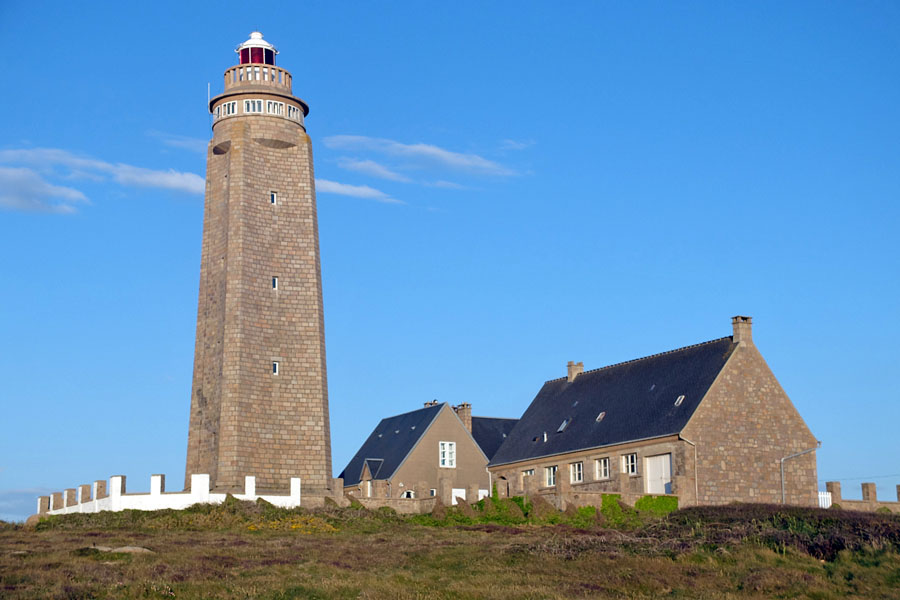
Cap Lévi
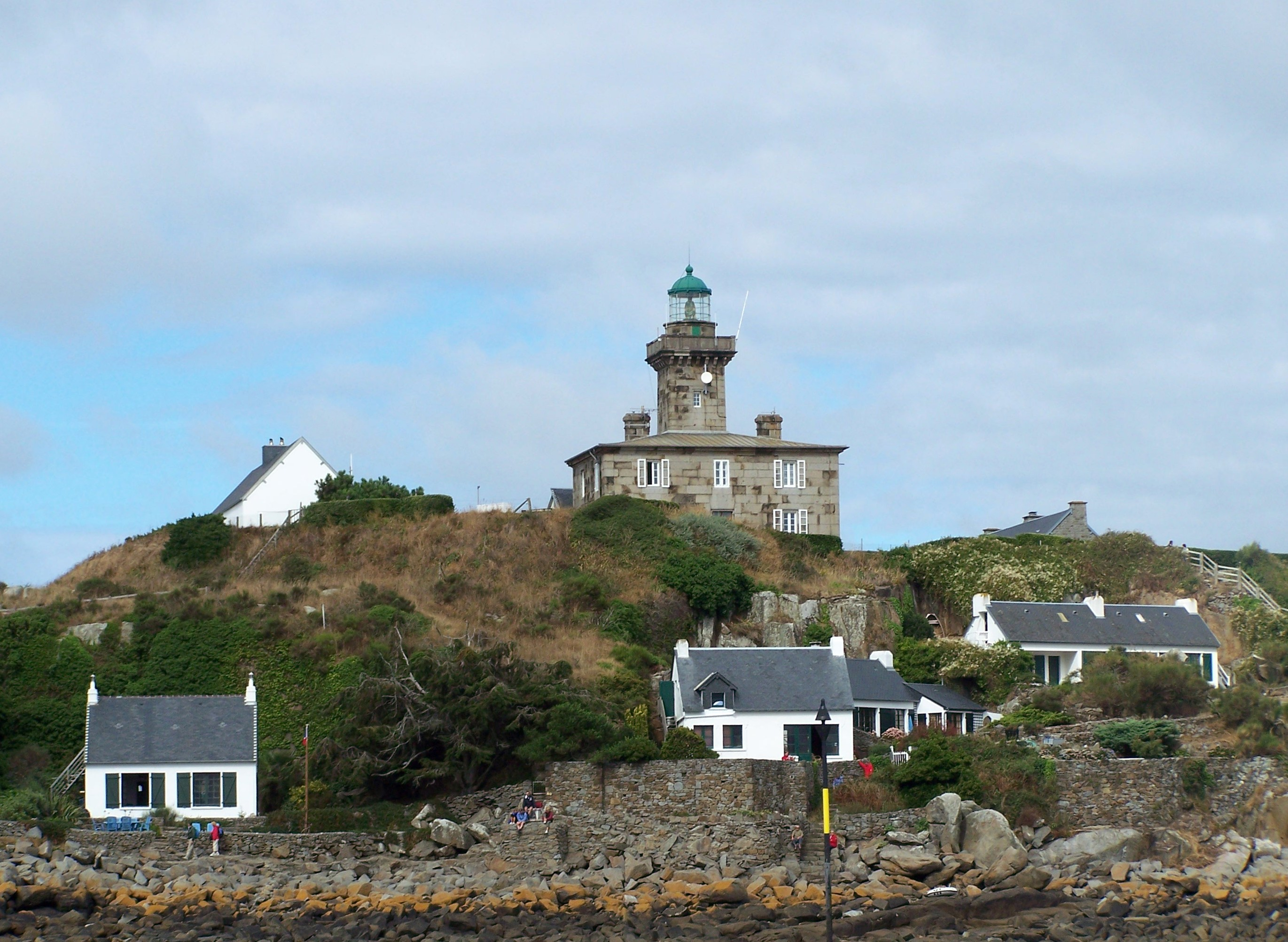
Chausey
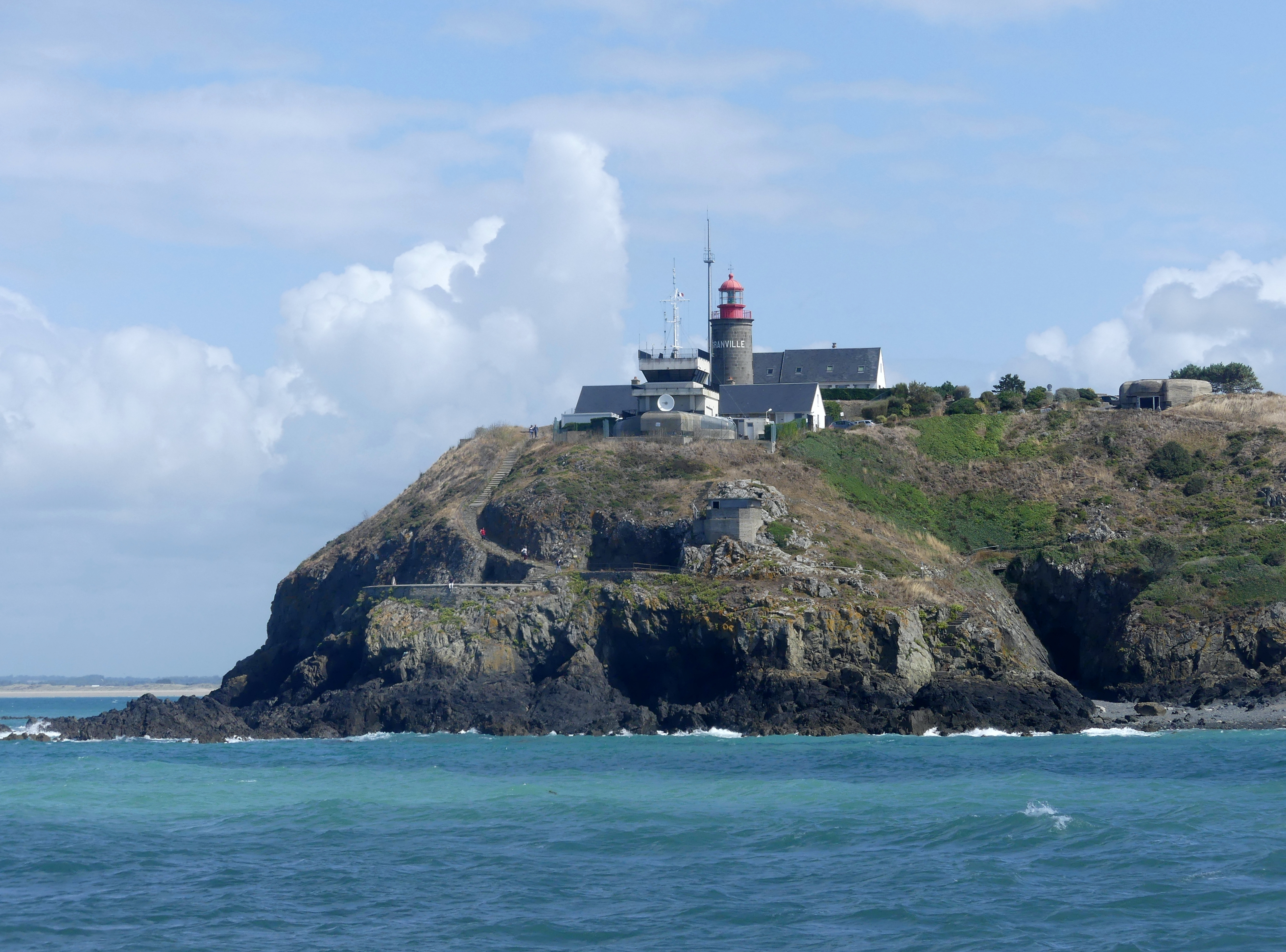
Granville

- Phare de Saint-Vaast-la-Hougue

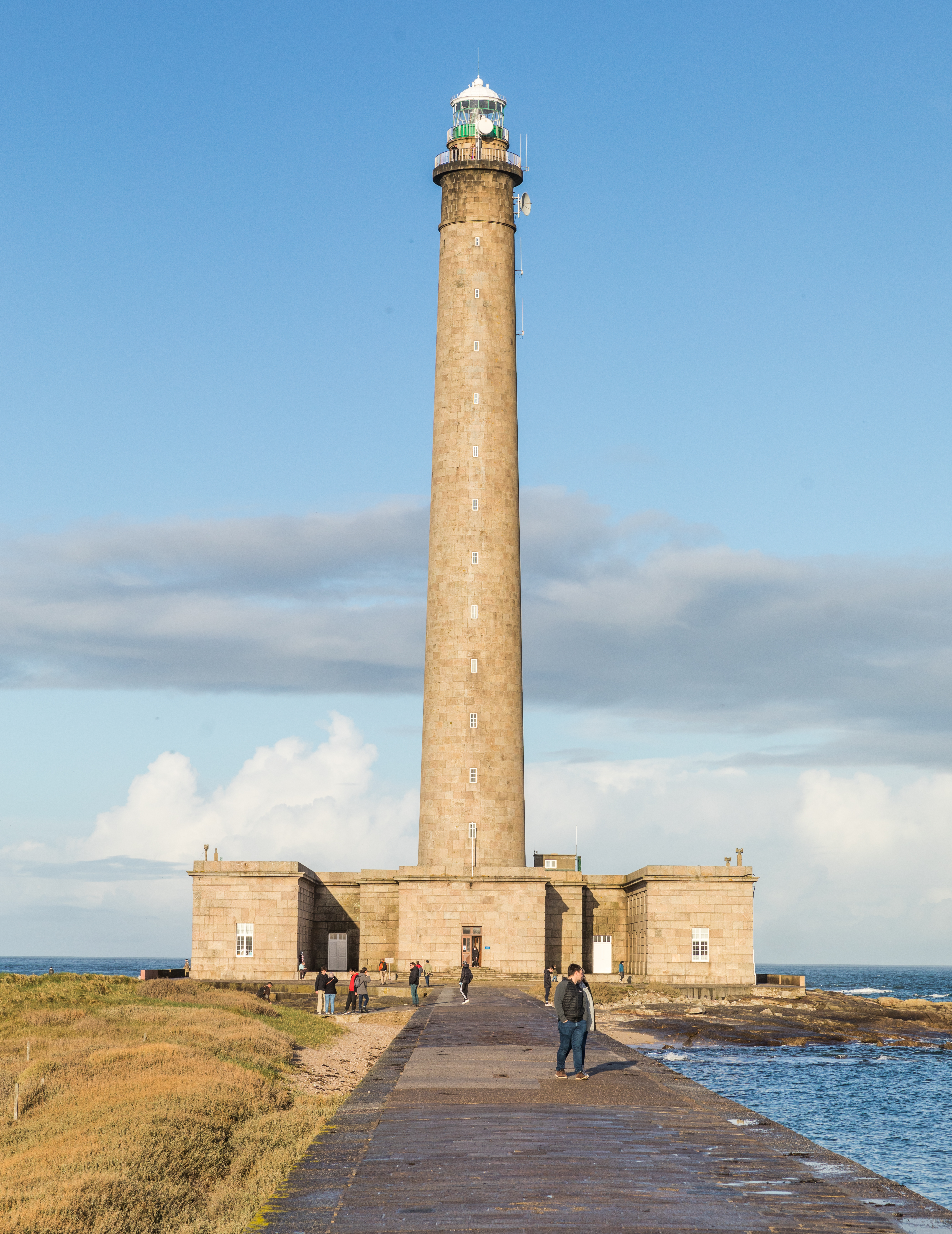
Phare de Gatteville

- Phare de Gatteville sur la pointe de Barfleur
- Phare du cap Lévi à Fermanville
- Phare du fort de l'Ouest à Cherbourg
- Phare de La Hague
- Phare de Carteret
- Phare du Sénéquet
- Phare du Ronquet
- Phare de la pointe d'Agon
- Phare de Chausey, sur la Grande-Île de Chausey
- Phare de Granville, sur la pointe du Roc à Granville

## Phares de la Côte d'Emeraude

### Ille-et-Vilaine

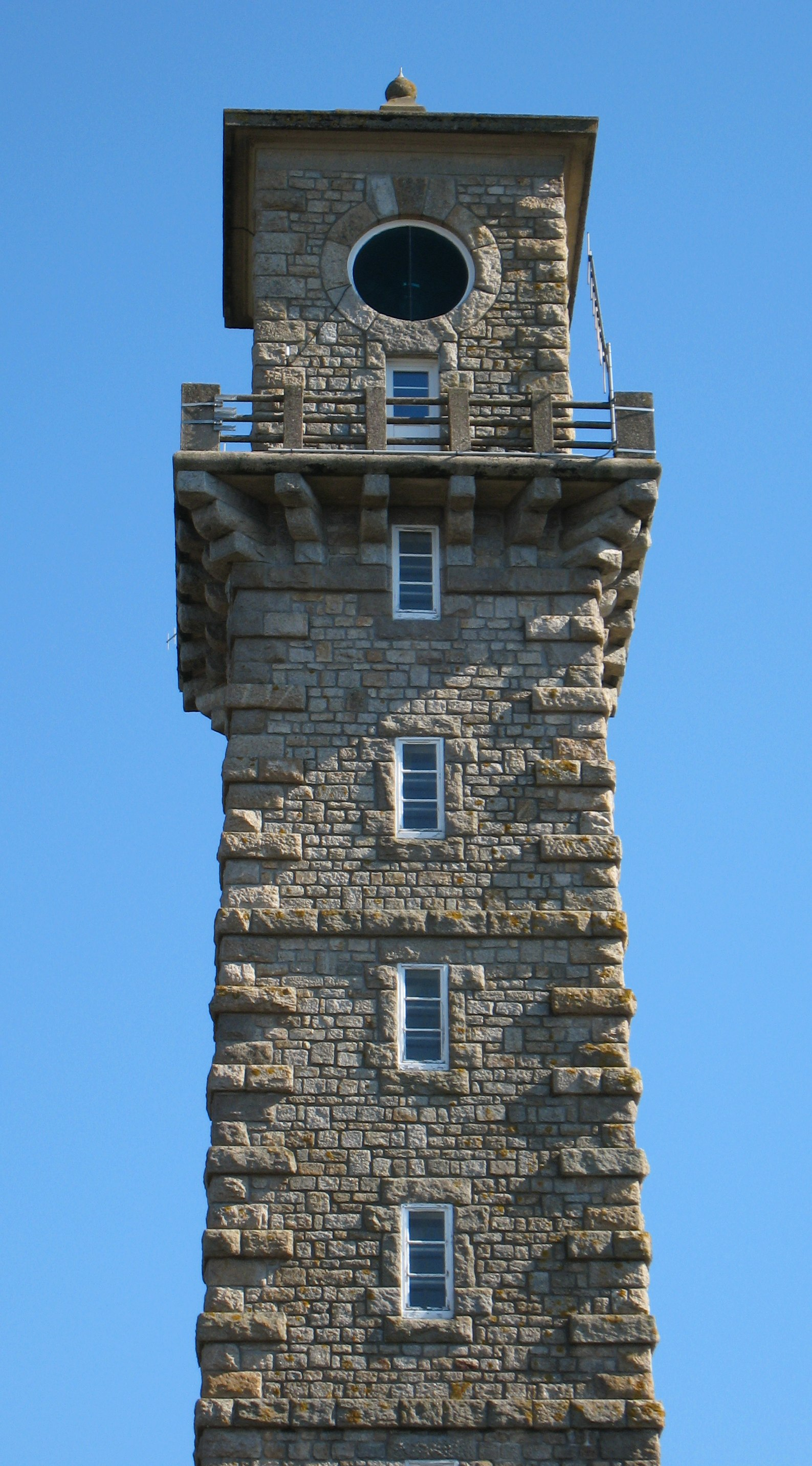
Phare de la Balue à Saint-Malo.

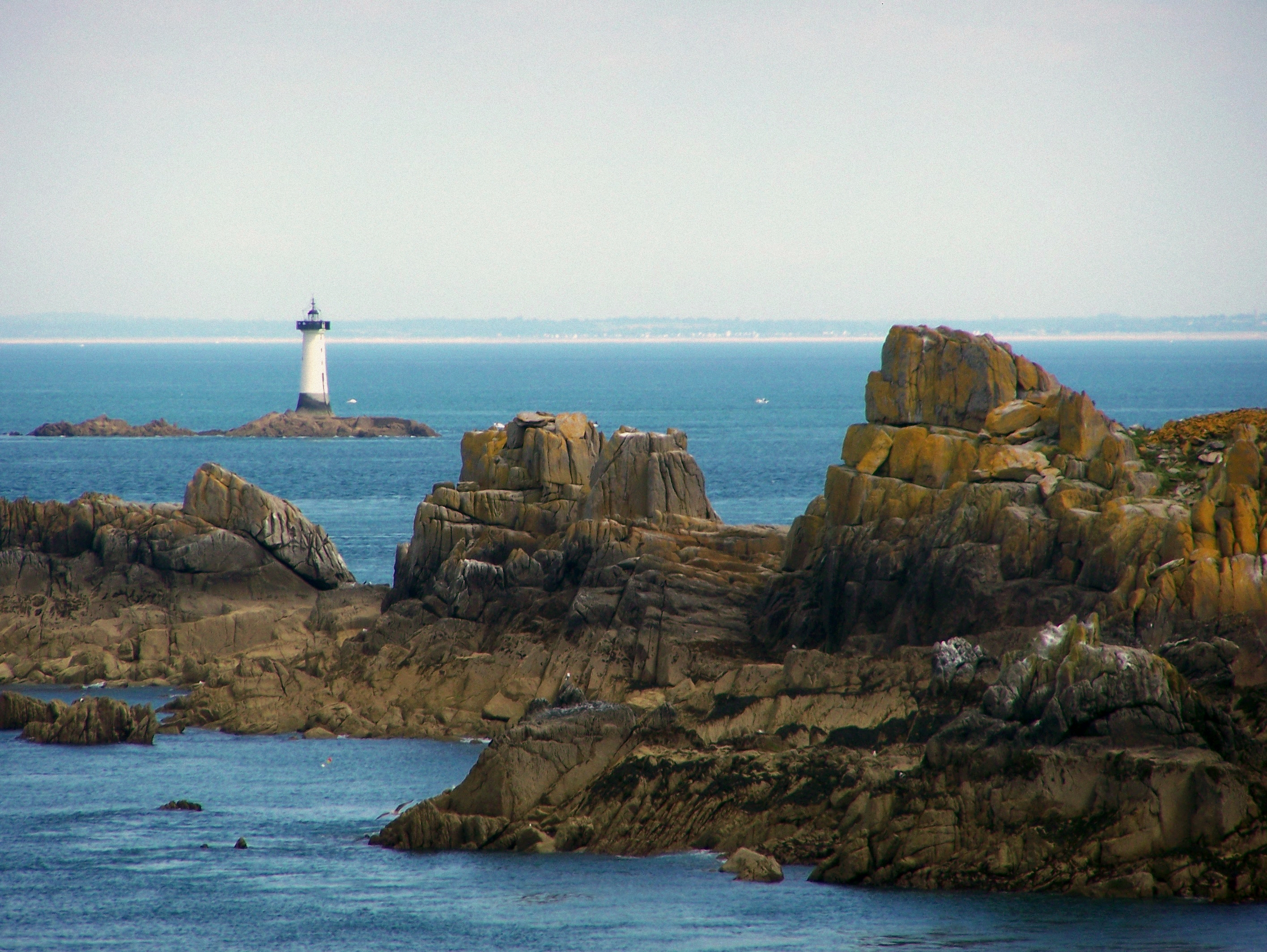
La pierre du Herpin
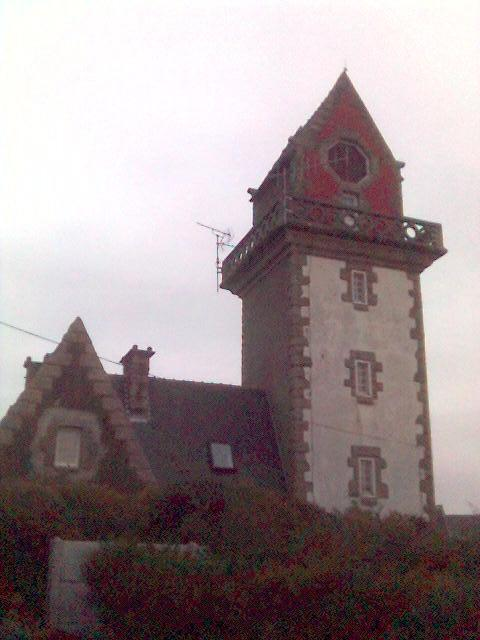
Rochebonne
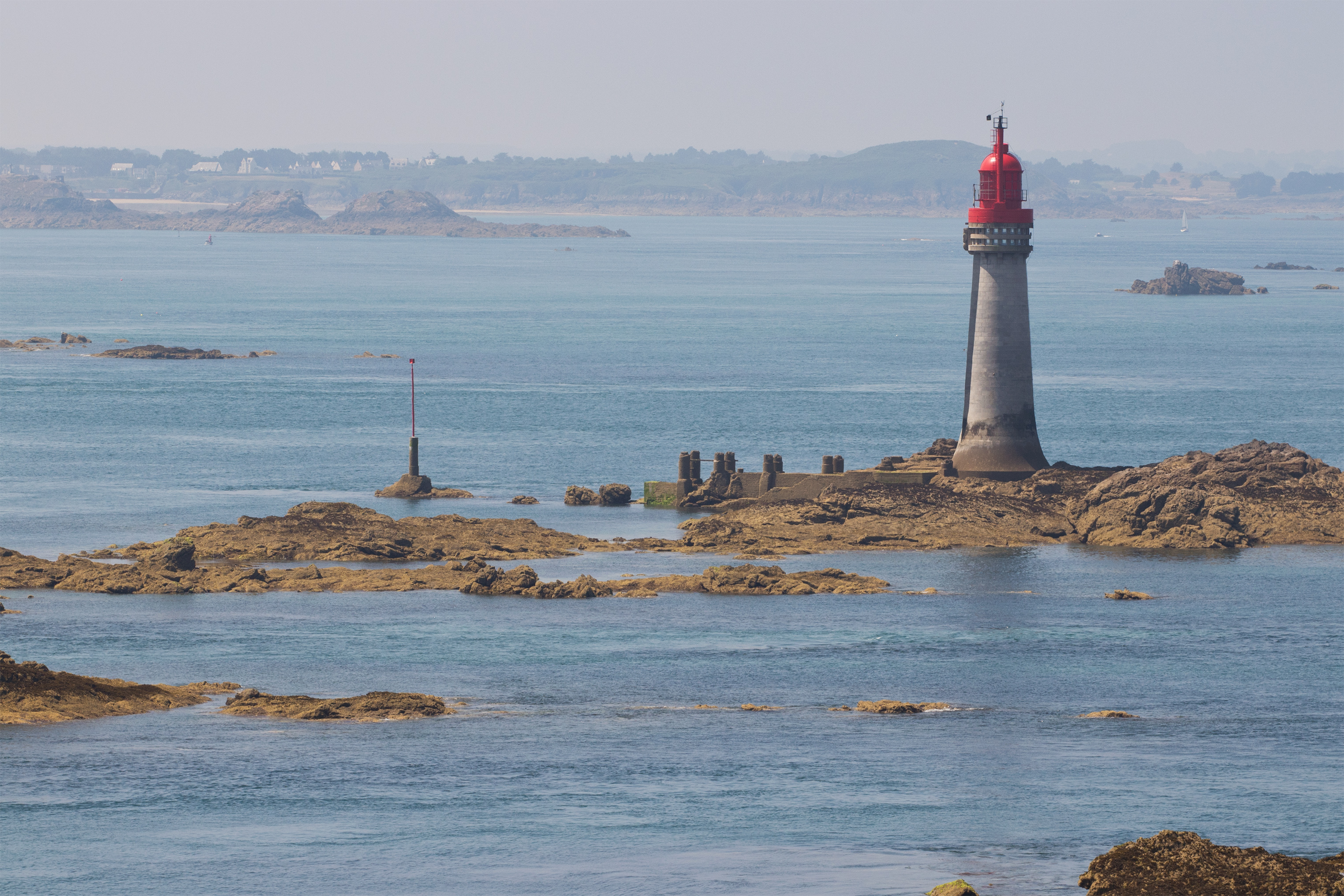
Le grand jardin
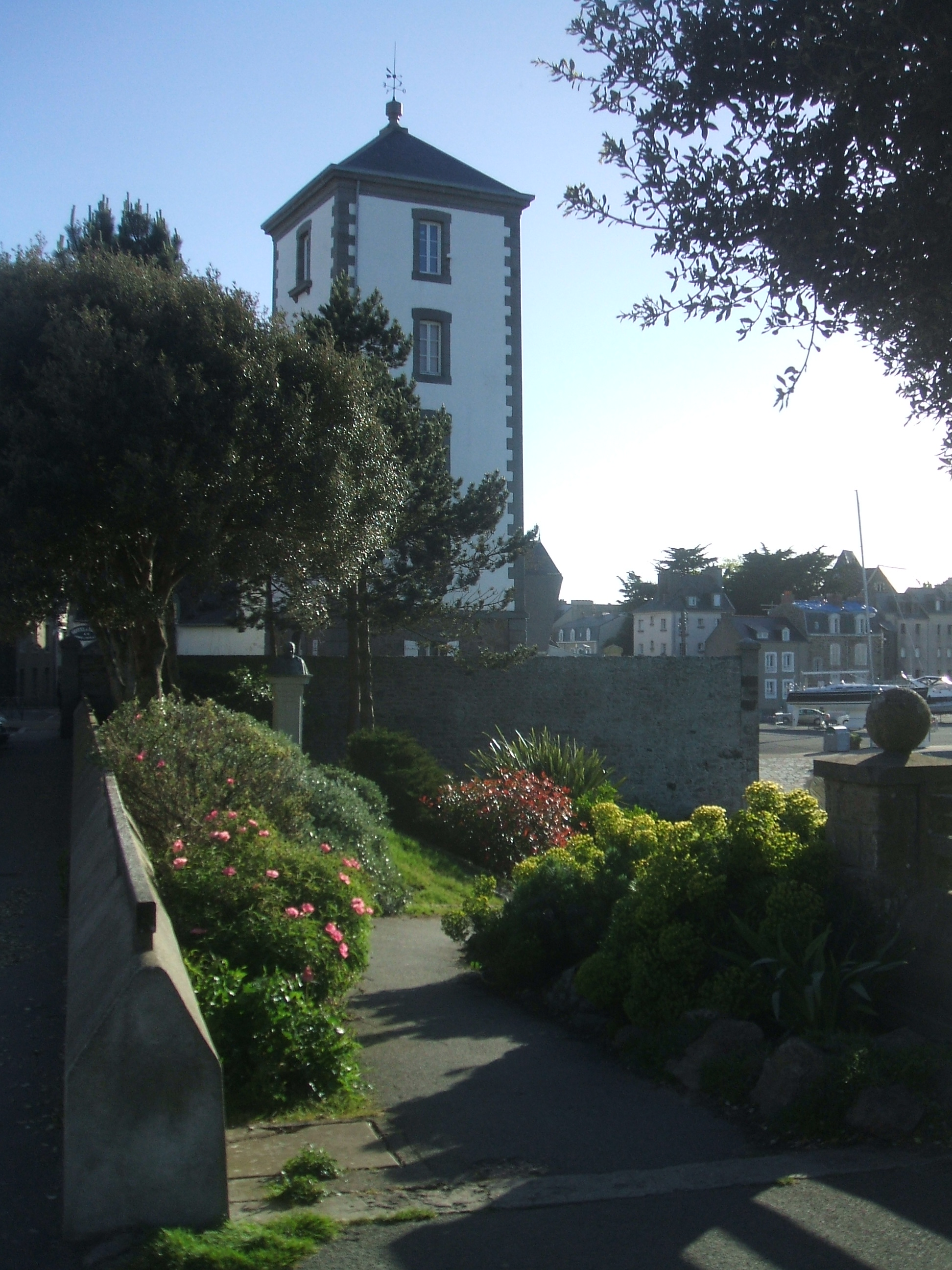
Les bas sablons

voir Liste des phares d'Ille-et-Vilaine
- Phare de la Pierre-de-Herpin
- Phares de Saint-Malo
  - Phare de Rochebonne
  - Phare du Grand Jardin
  - Phare des Bas-Sablons
  - Phare de la Balue

## Phares de la Côte d'Armor

### Côtes-d'Armor

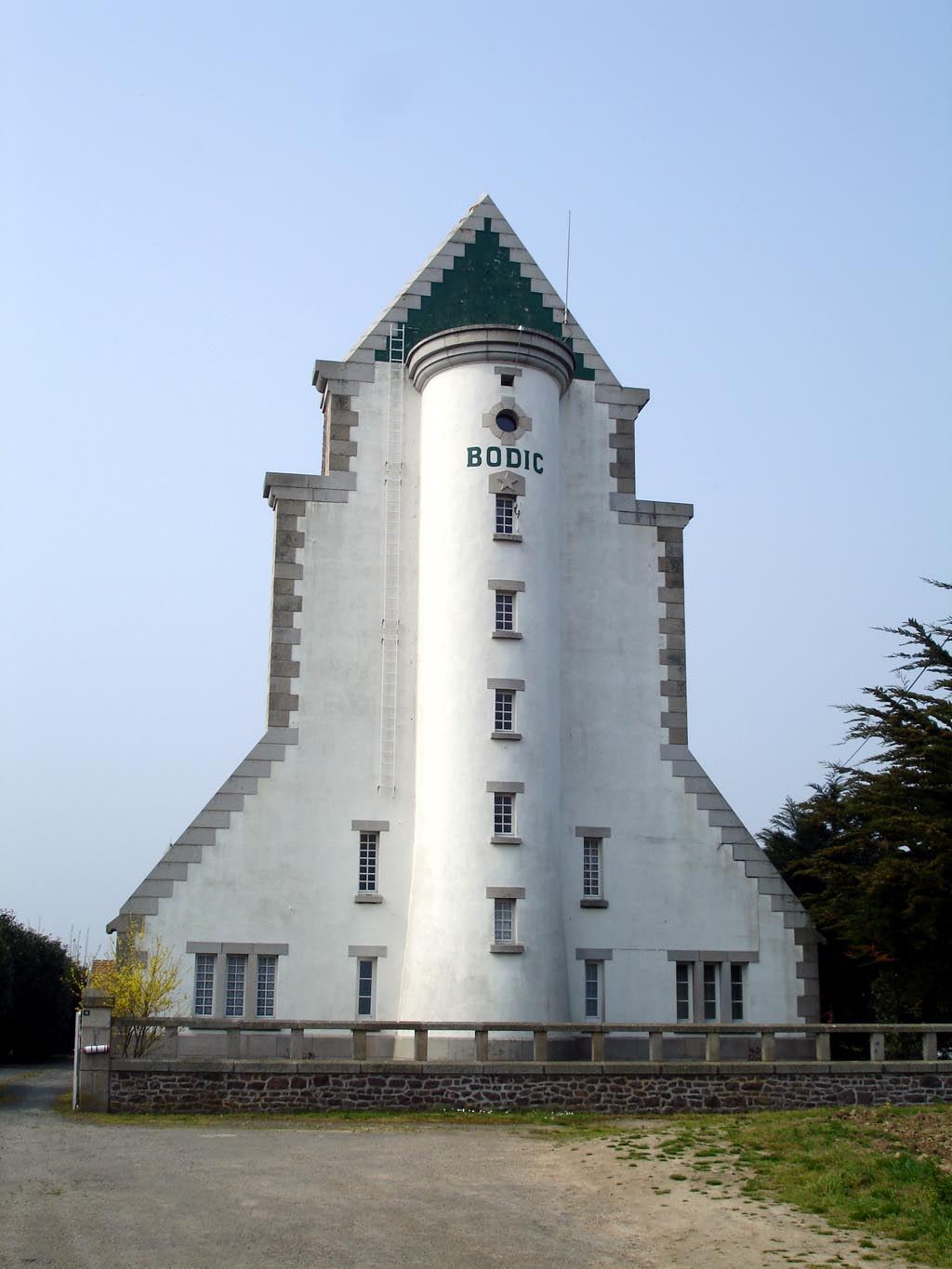
Phare de Bodic.

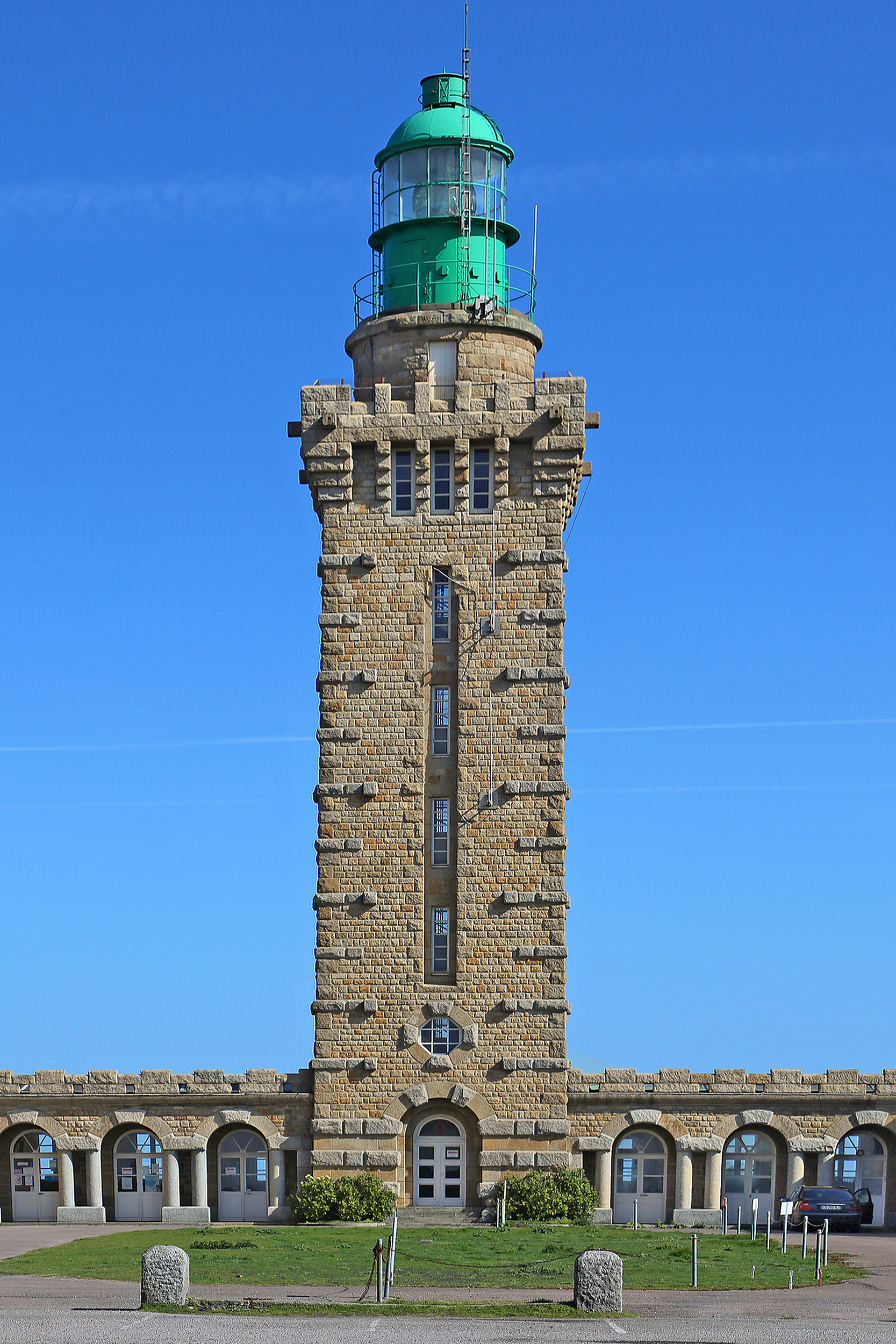
Cap Fréhel
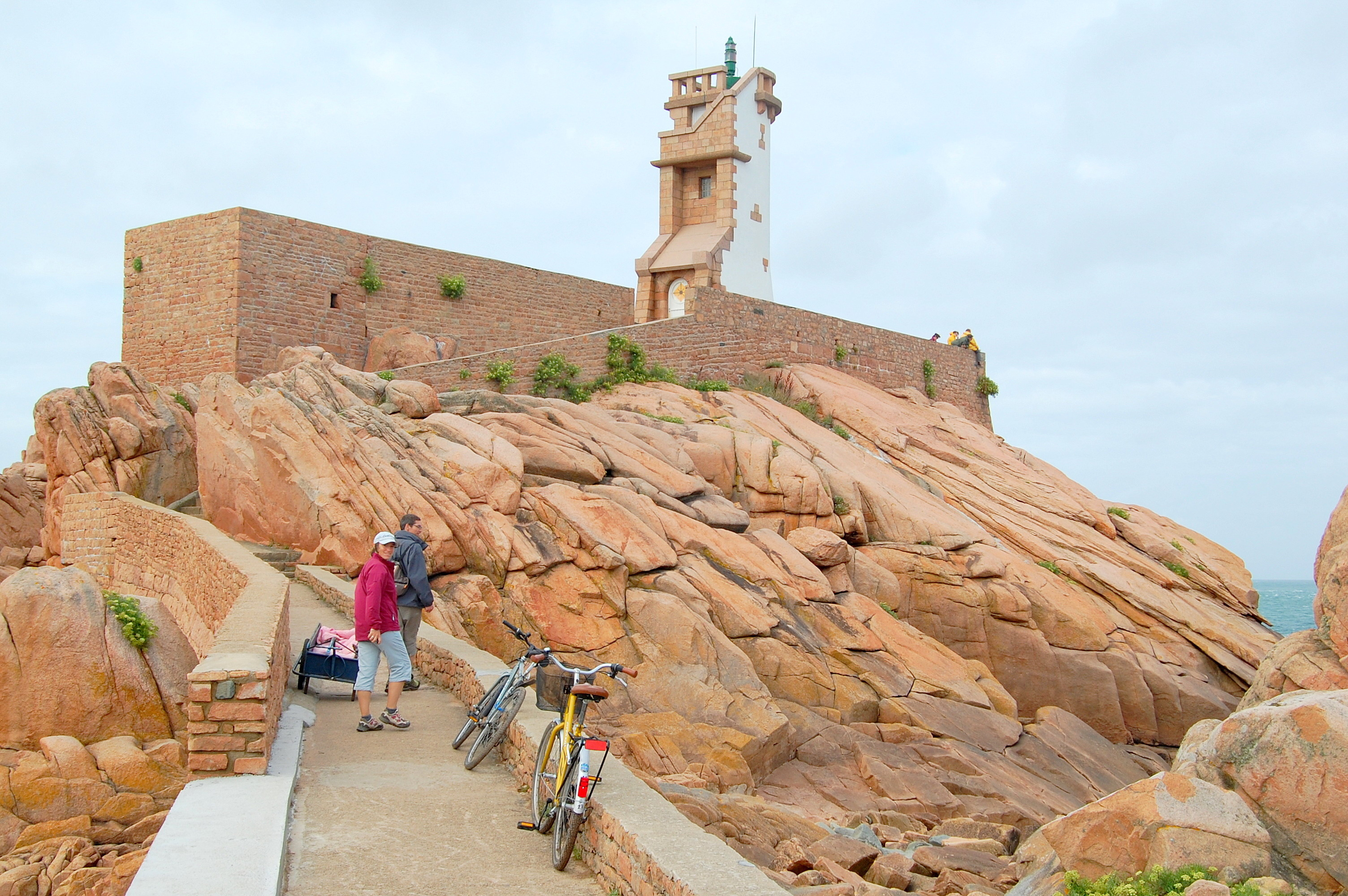
Le Paon
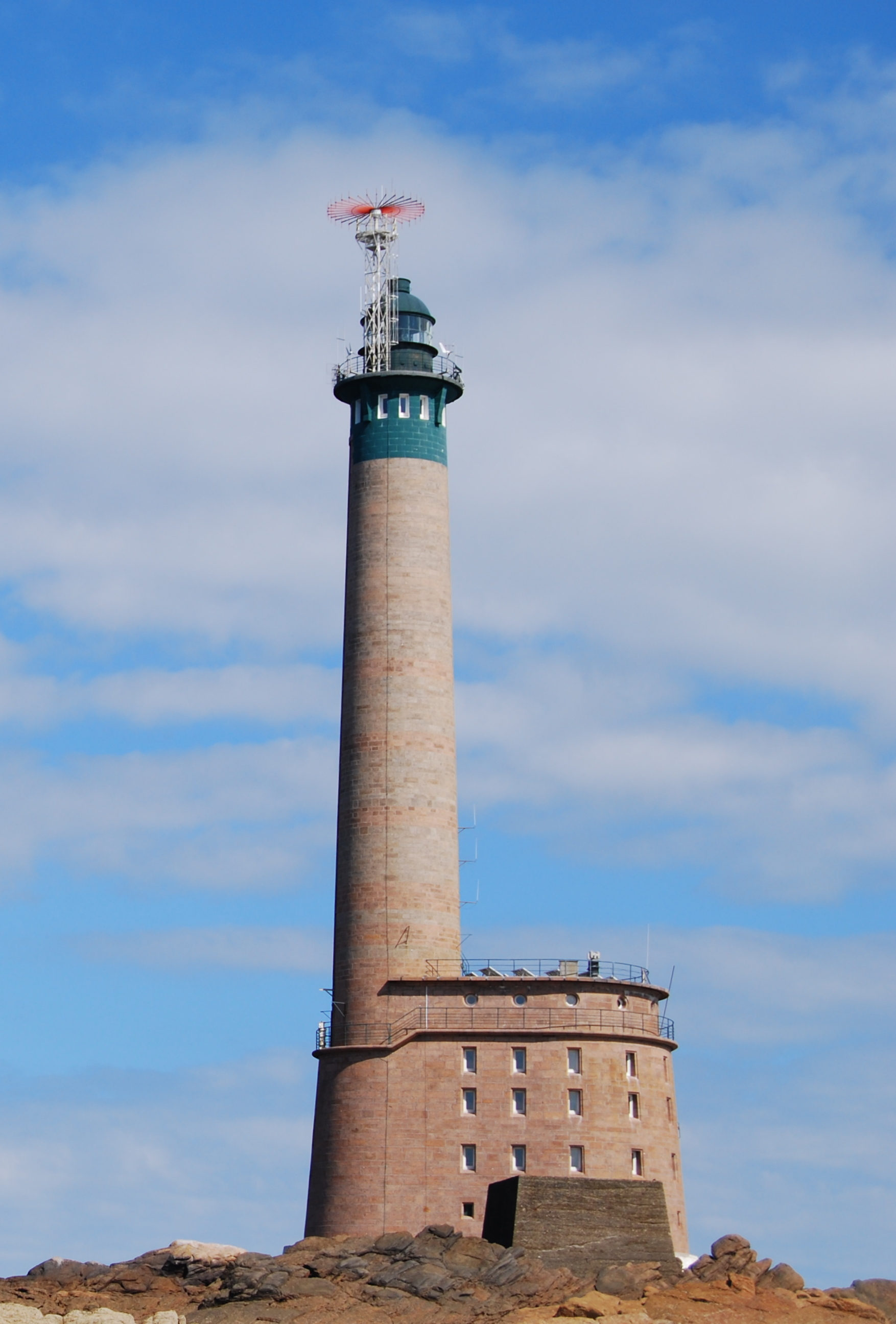
Roches-Douvres
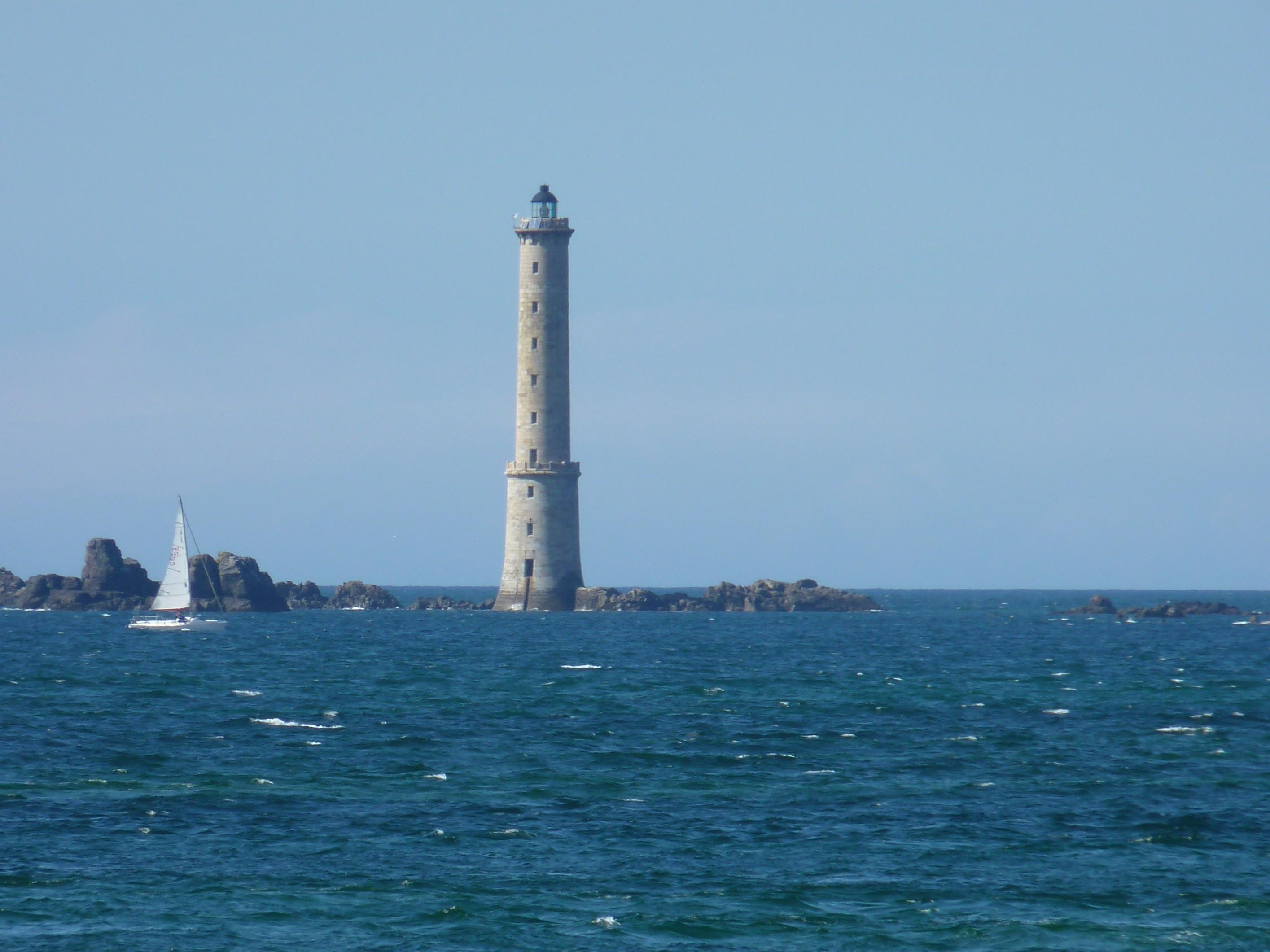
Les Héaux de Bréhat

voir Liste des phares des Côtes-d'Armor
- Coat Mer Amont
- Coat Mer Aval
- Phare du cap Fréhel
- Phare du Grand Léjon
- Phare des Roches-Douvres
- Phare de L'Ost-Pic
- Phare du Rosédo à Bréhat
- Phare du Paon à BréhatPhare de Ploumanac'h

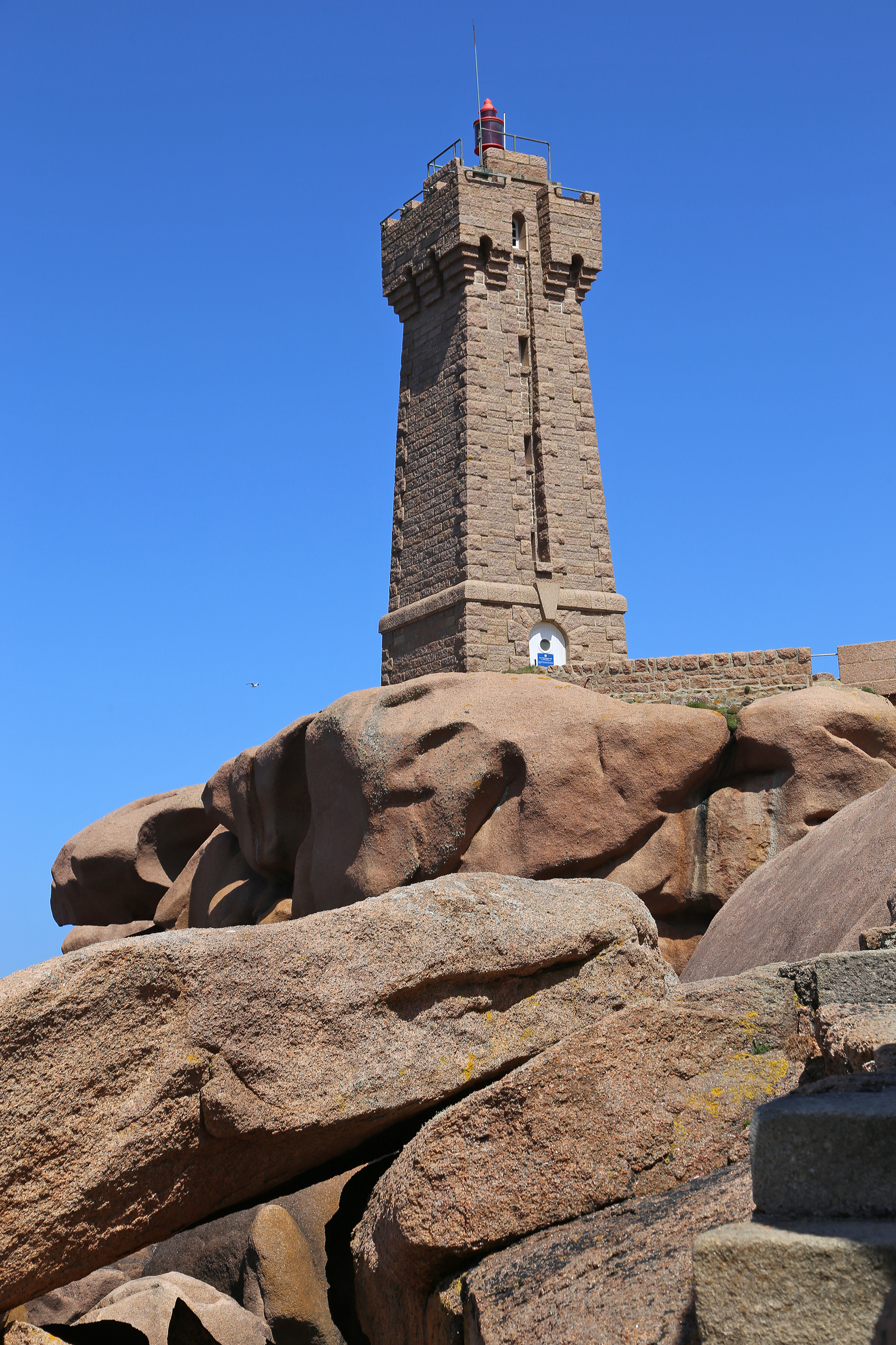
Phare de Ploumanac'h

- Phare de la Croix dans l'archipel de Bréhat
- Phare de Bodic
- Phare des Héaux de Bréhat
- Feu de La Corne
- Feu de la Chaîne
- Feu de Barnouic
- Feu de la Horaine
- Phare Le Colombier
- Phare de Kerjean
- Phare de Kerprigent
- Phare de Ploumanac'h
- Phare des Sept-Îles
- Phare des Triagoz
- Phare de Beg Leger

### Finistère

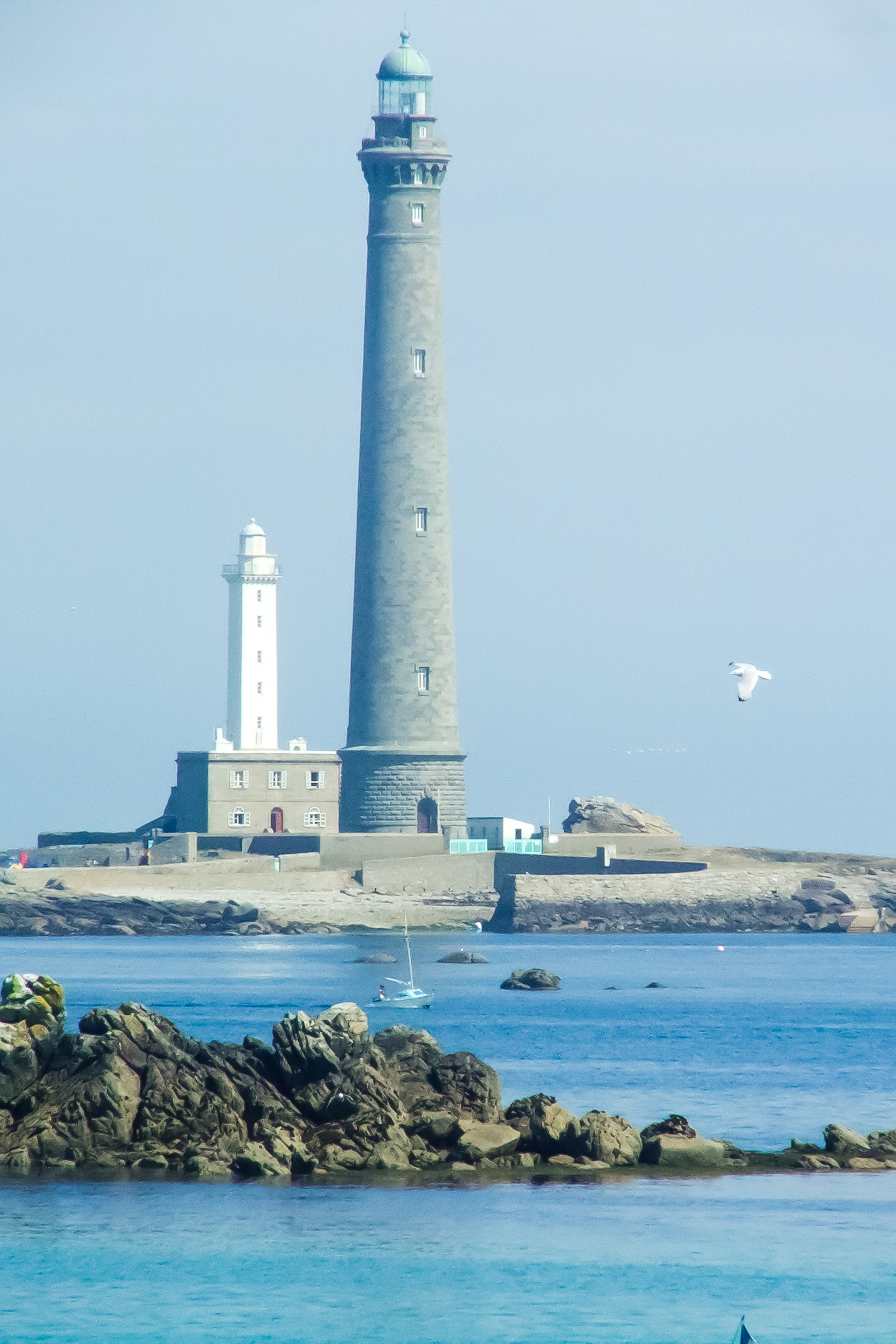
Phare de l'île Vierge, le plus haut phare d'Europe.

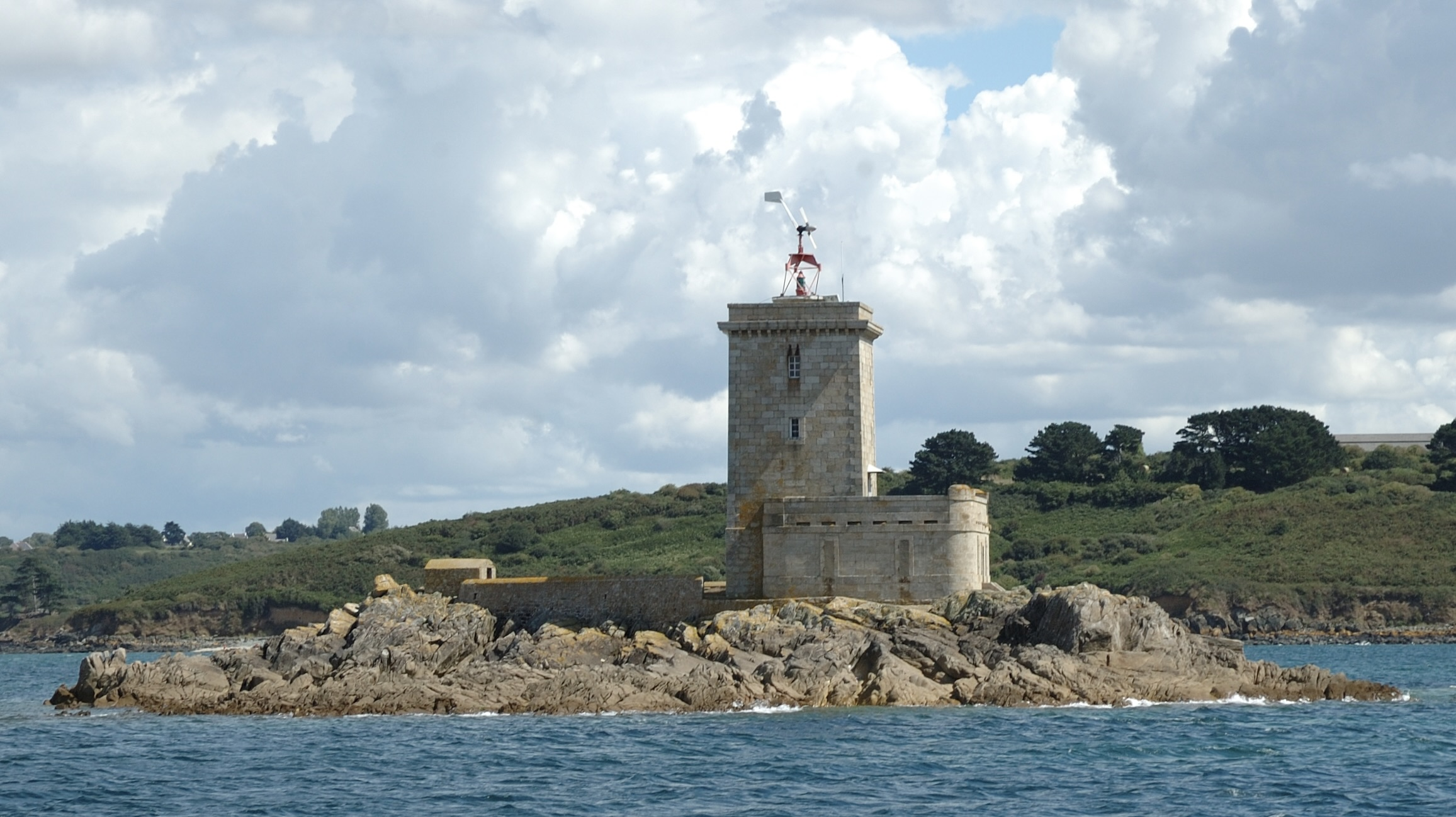
L'île Noire
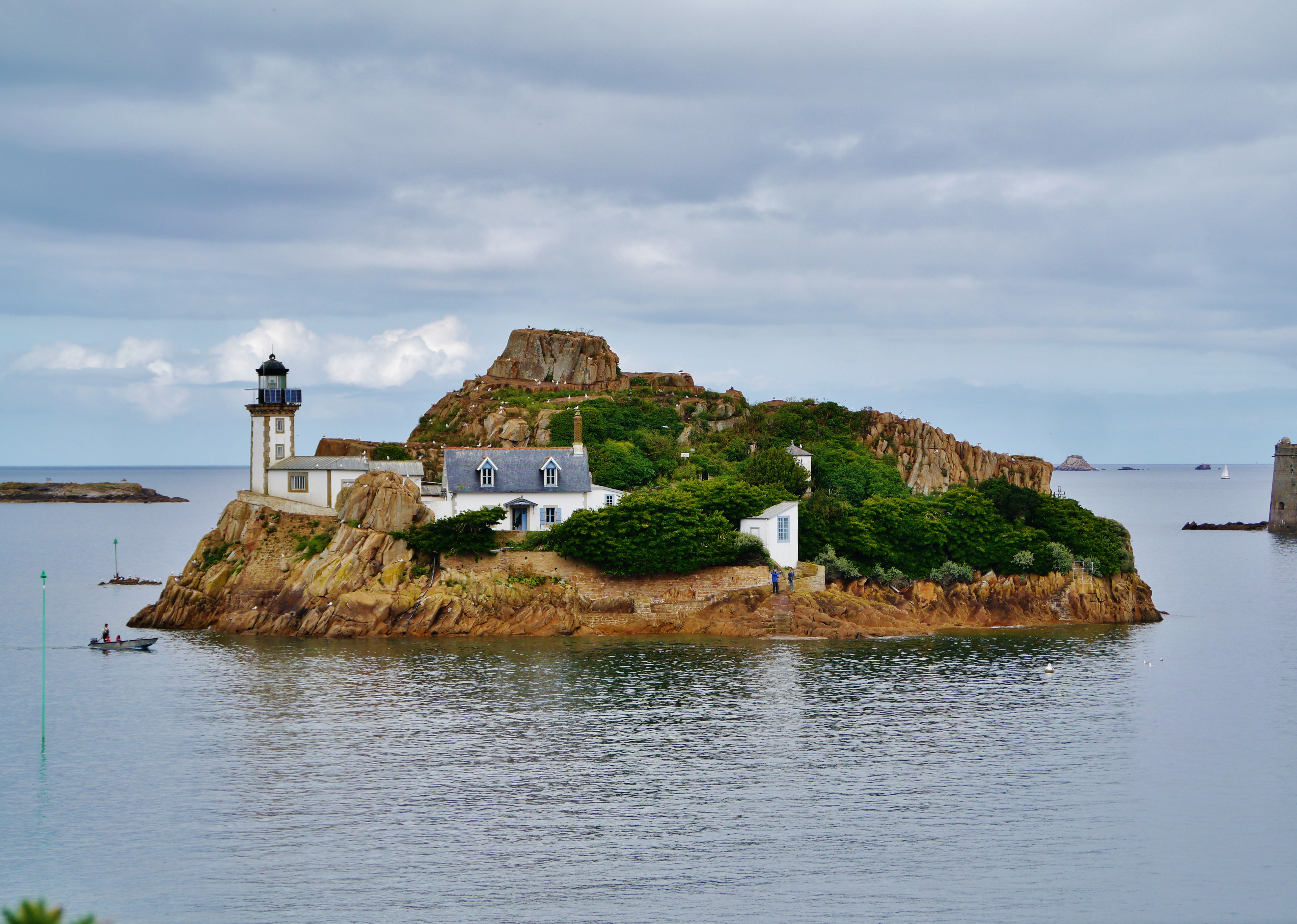
L'île Louët
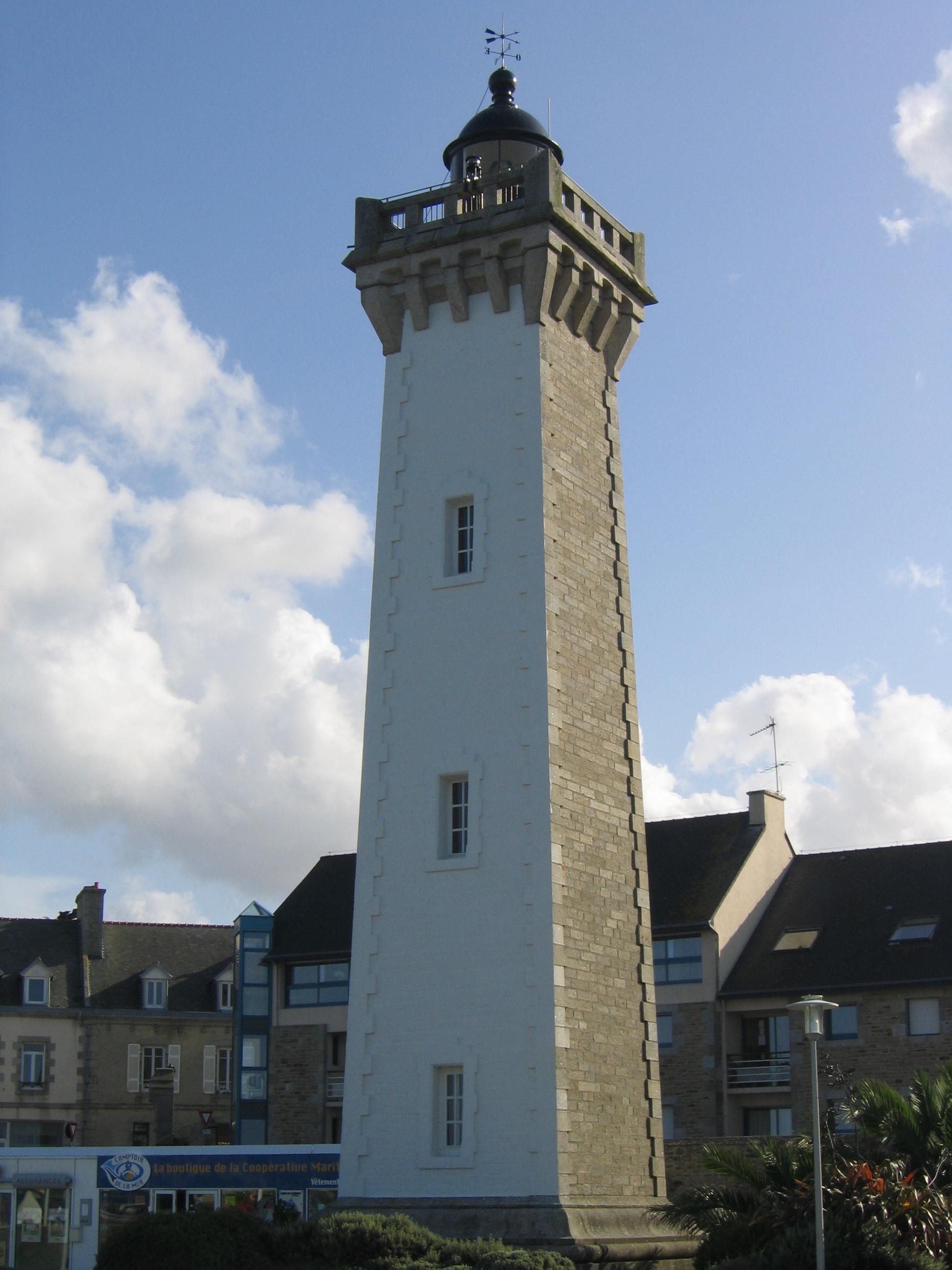
Roscoff
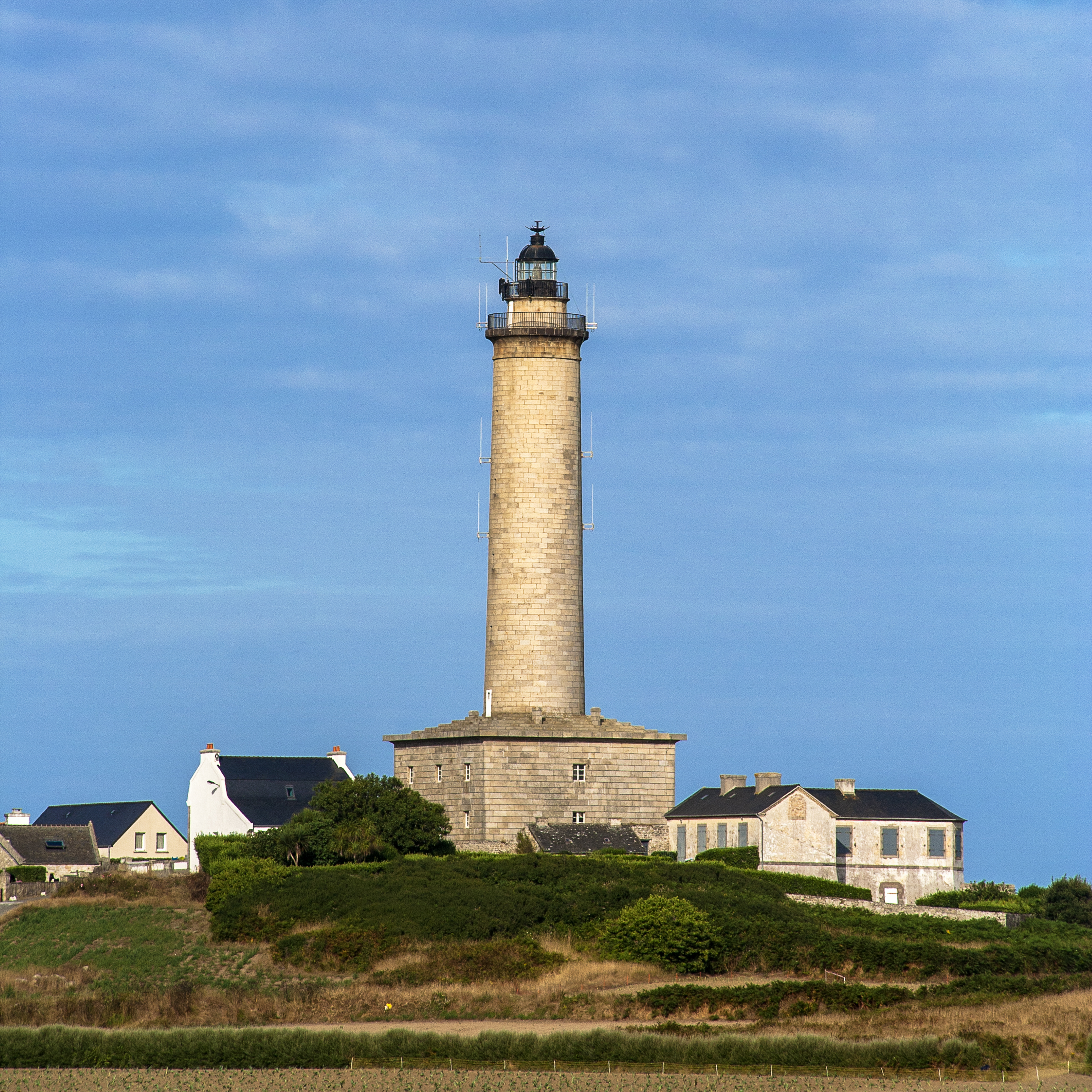
Île de Batz
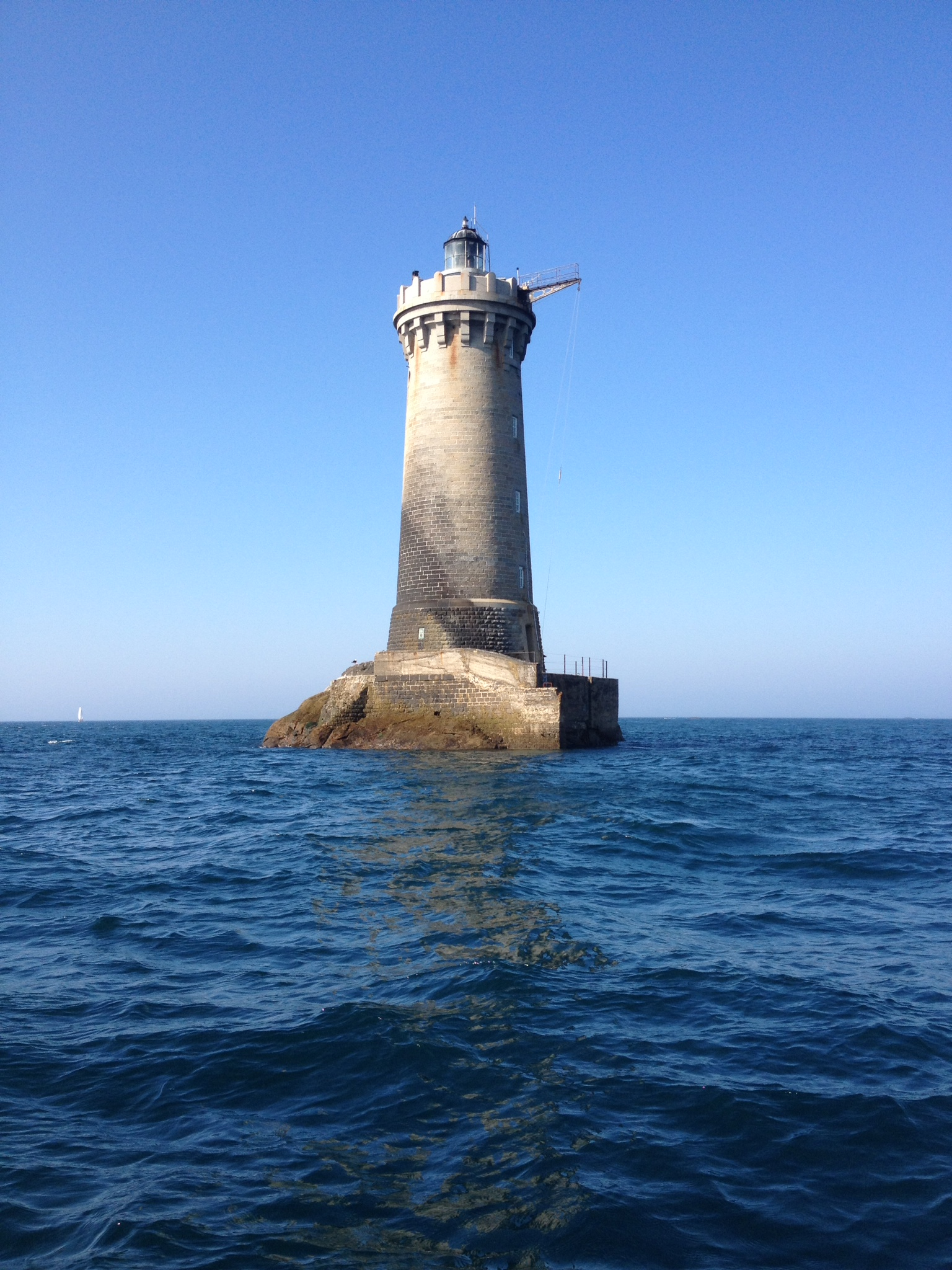
Phare du Four (Porspoder)

(liste classant les phares en suivant le littoral en partant des Côtes-d'Armor vers la Mer d’Iroise)
- Phare de la Lande à Carantec
- Phares de la baie de Morlaix
  - Phare de l'île Noire à Morlaix
  - Phare de l'île Louët
- Phare de Roscoff
- Phare de l'île de Batz
- Phare de Pontusval à Brignogan-Plages
- Phares de Plouguerneau
  - Phare de l'île Vierge
  - Phare de Lanvaon
  - Phare de l'île Wrac'h
- Phare du chenal du Four à Porspoder
- Feu de l'Aber-Ildut à Lanildut

## Phares de l’Atlantique

### Finistère

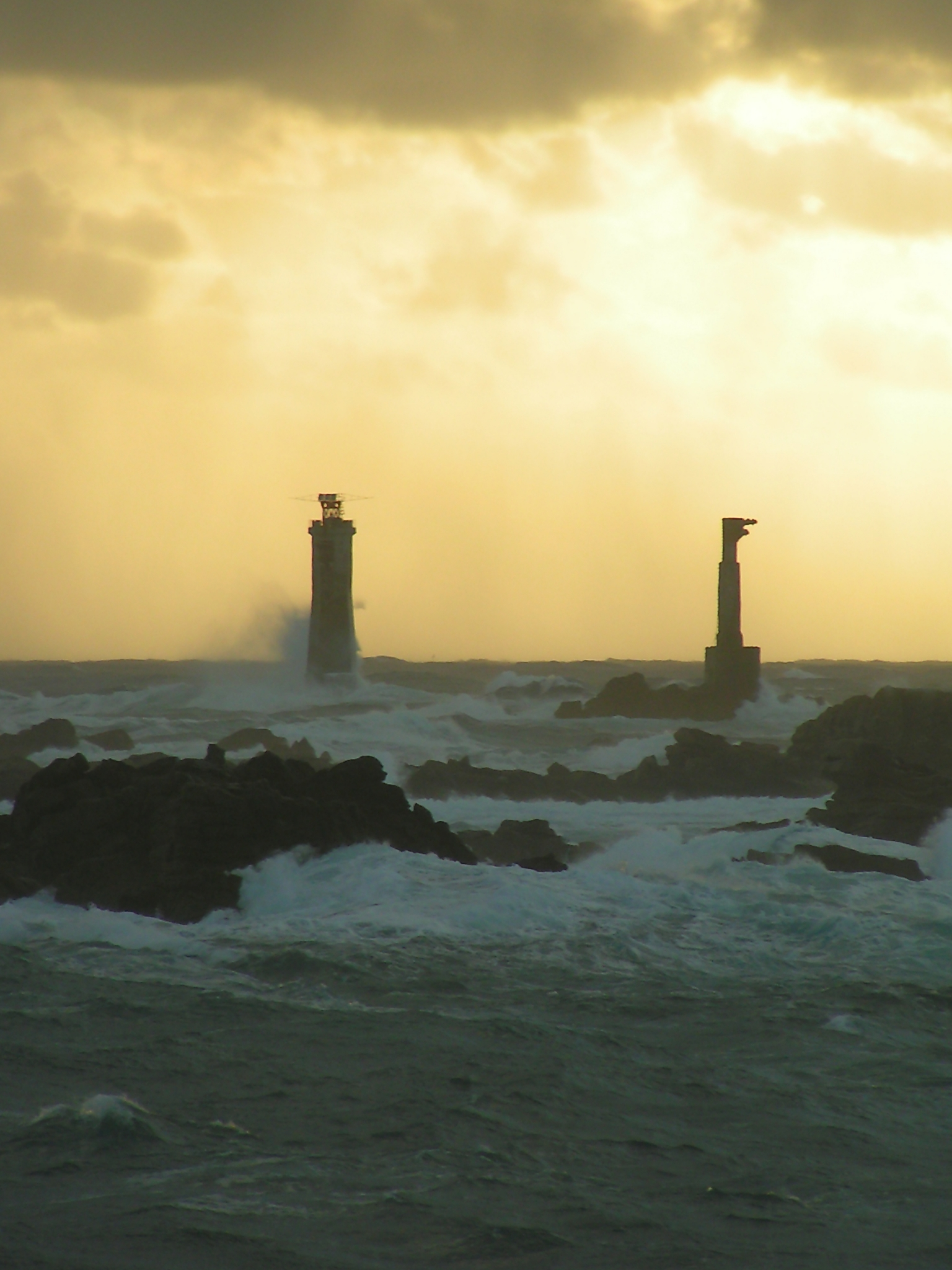
Phare de Nividic à Ouessant.

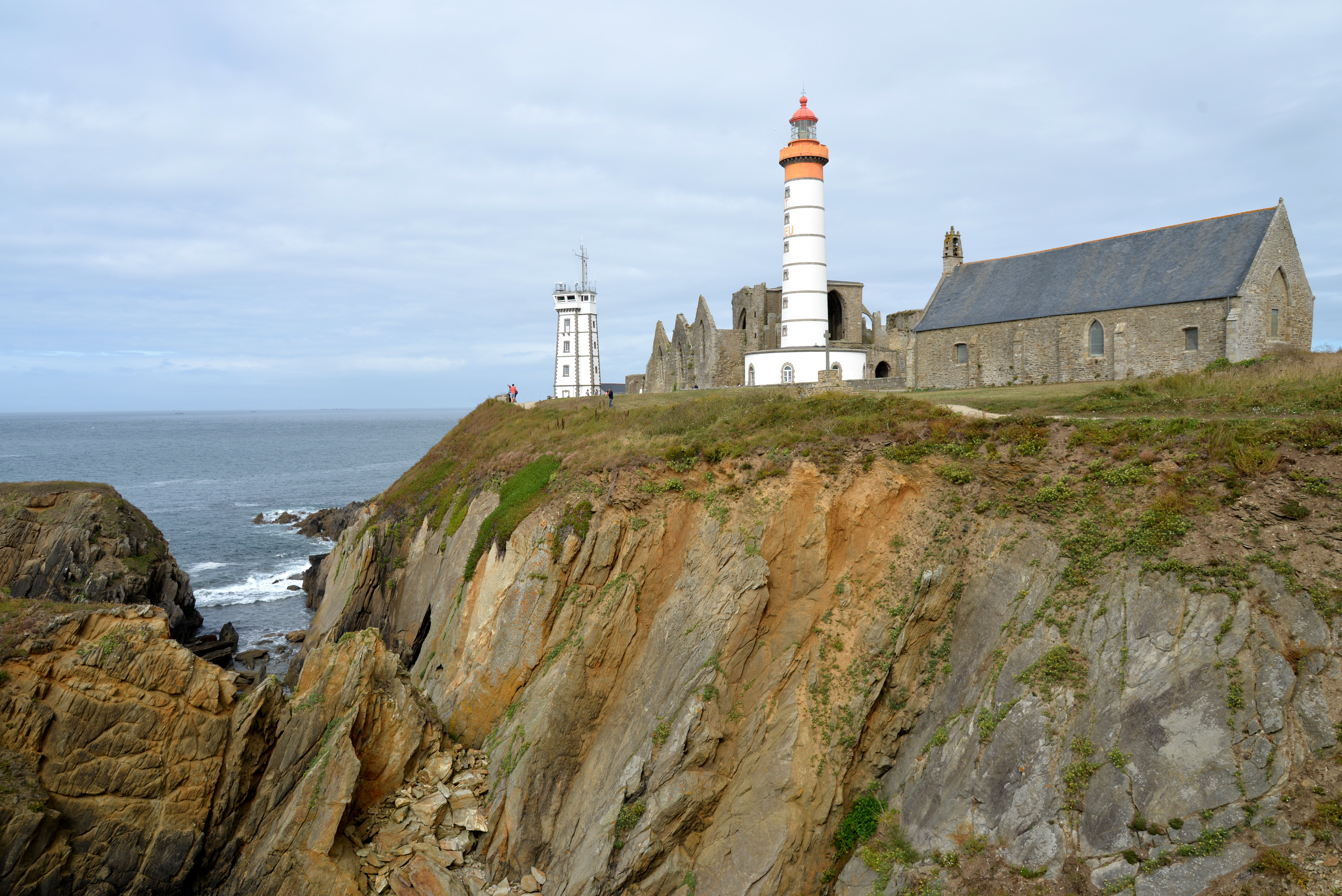
Phare de Saint-Mathieu

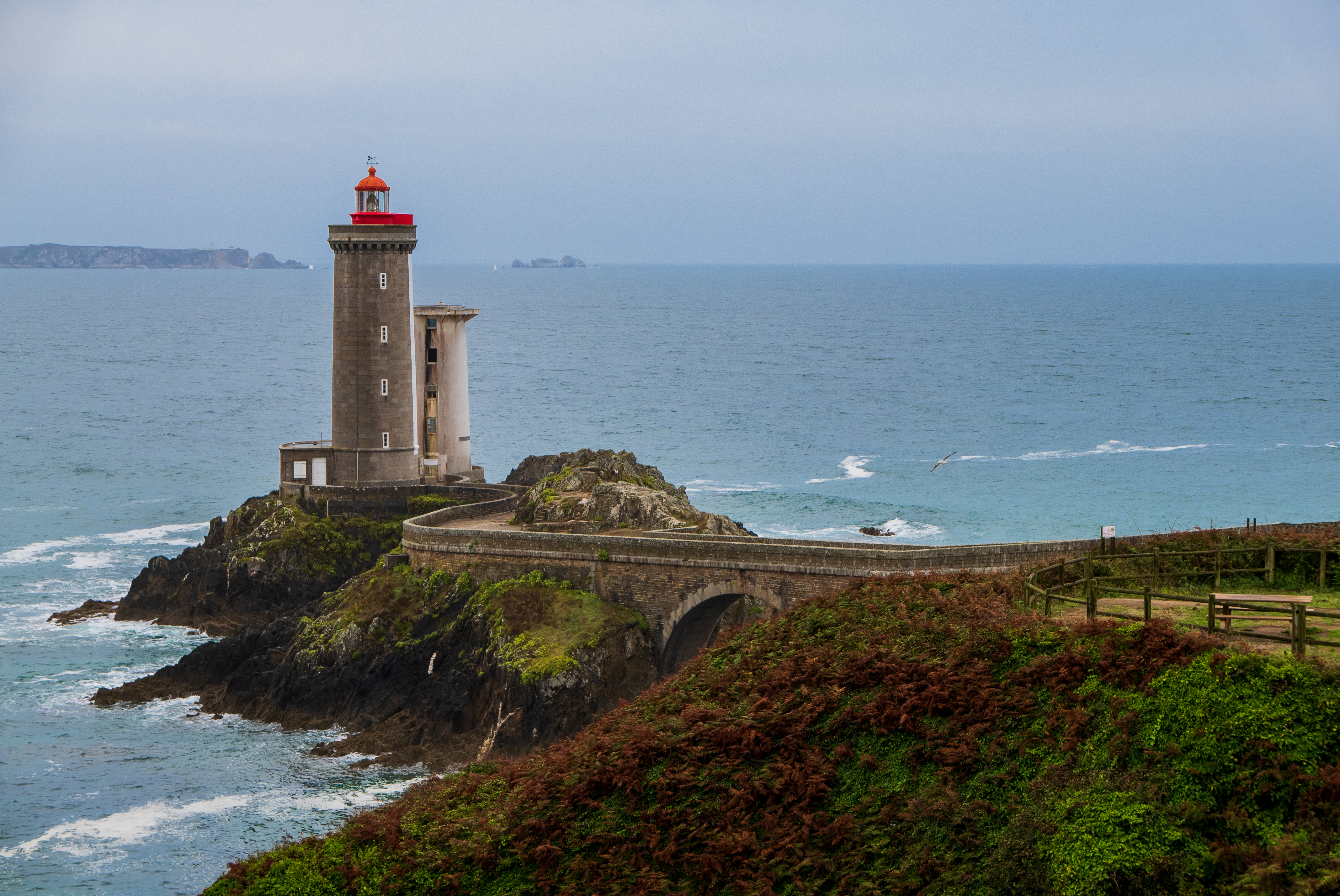
Phare du petit minou

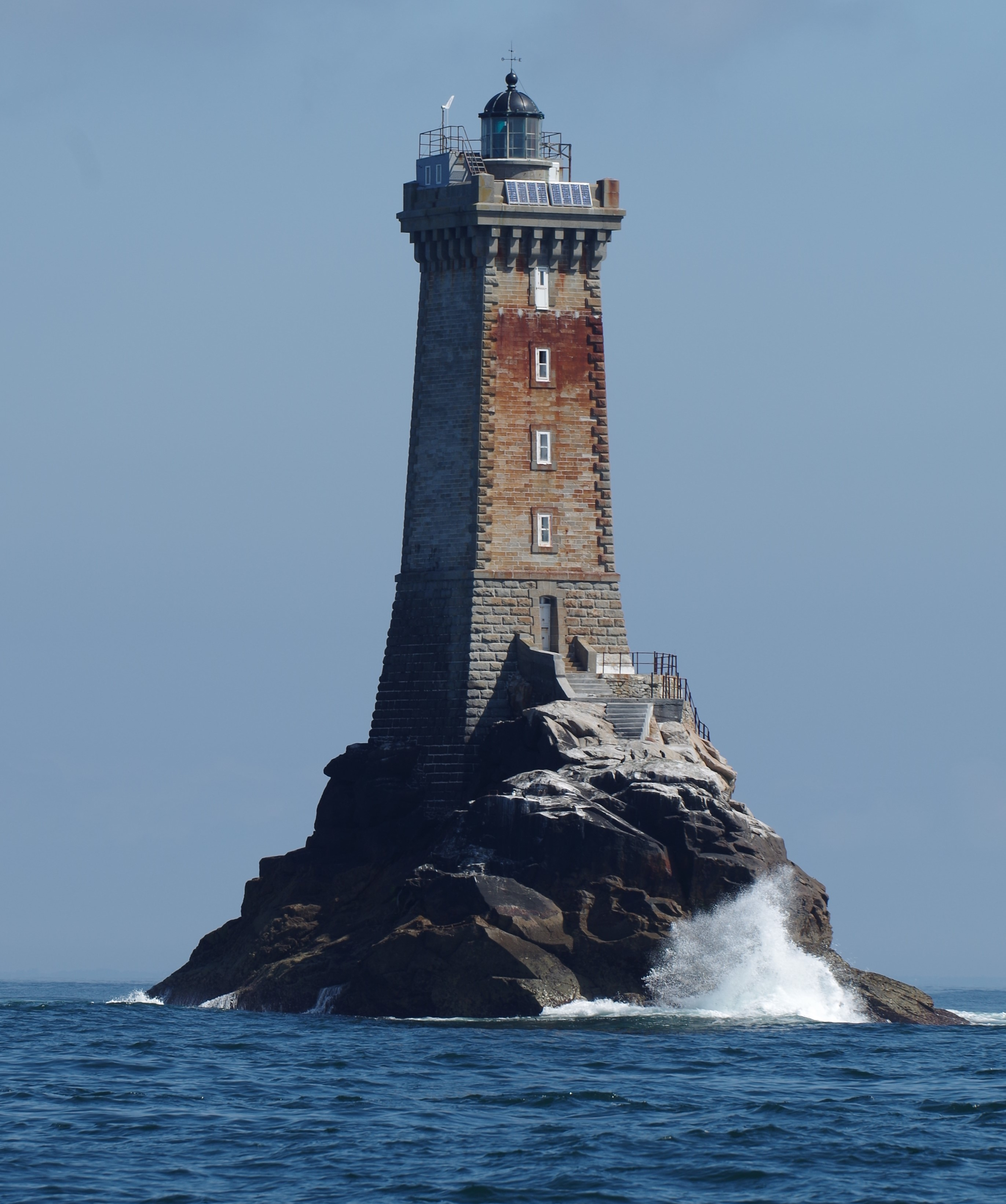
Phare de la Vieille (Pointe du Raz)

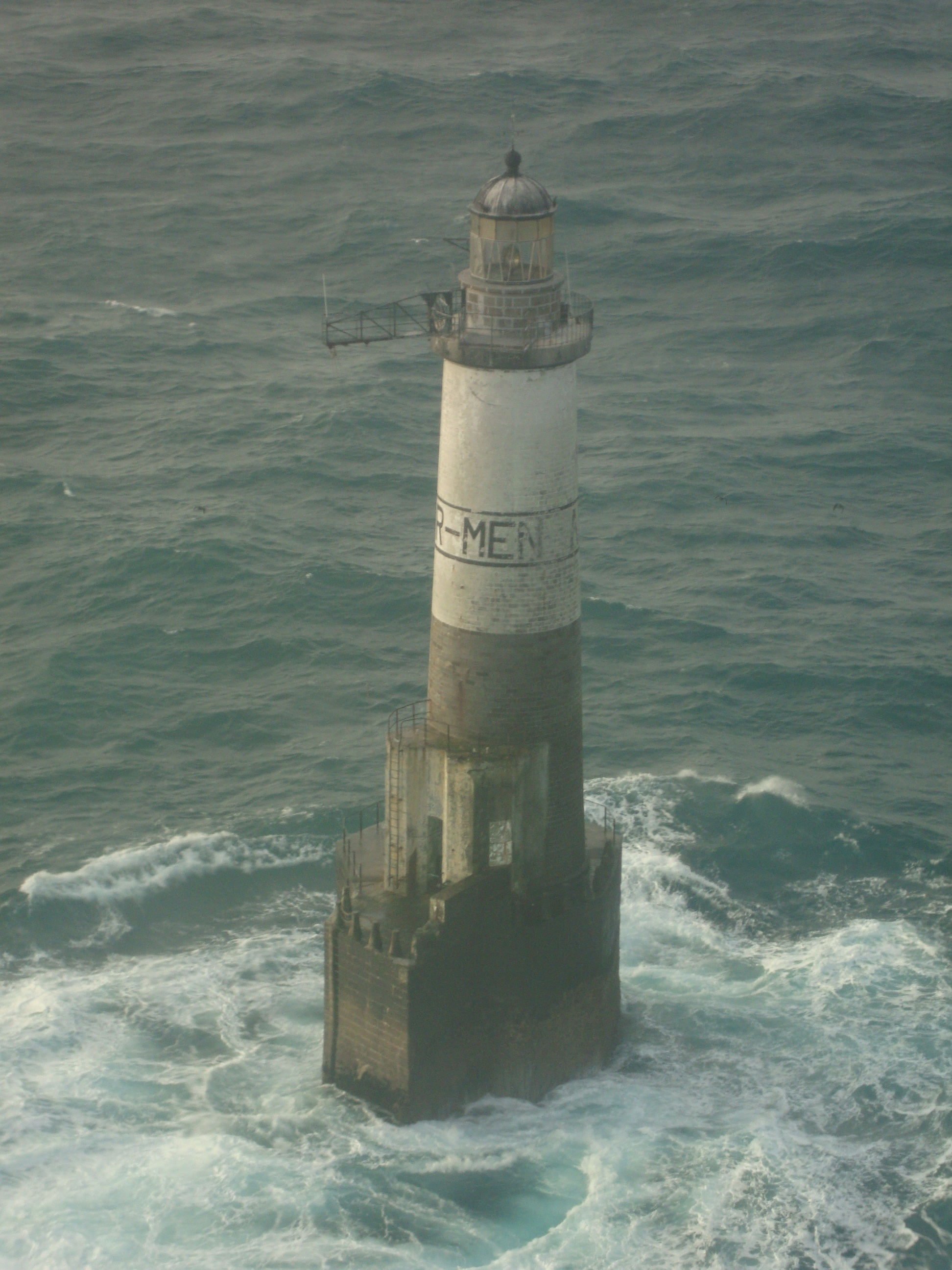
Ar-Men, l'enfer de l'enfer

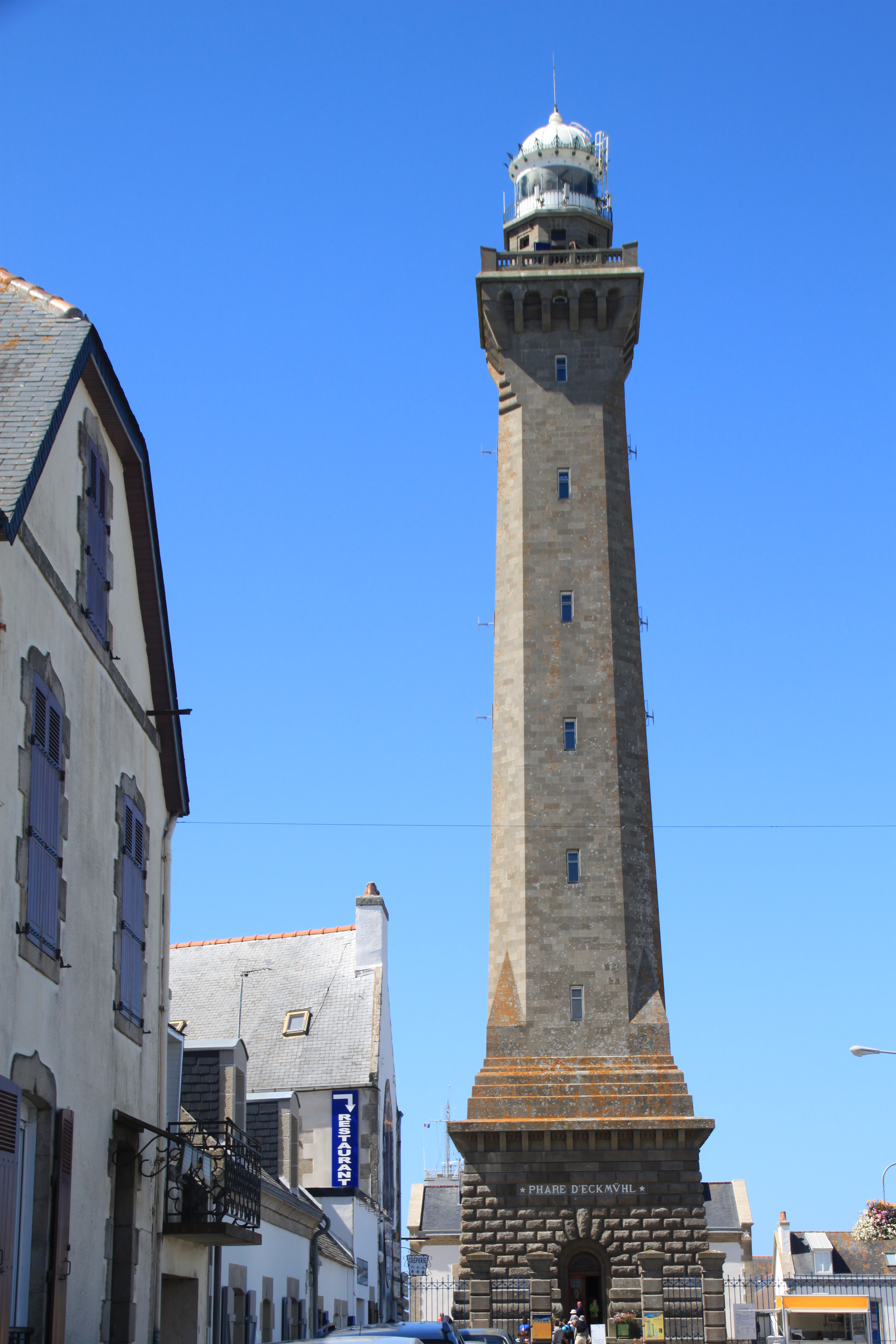
Phare d'Eckmühl

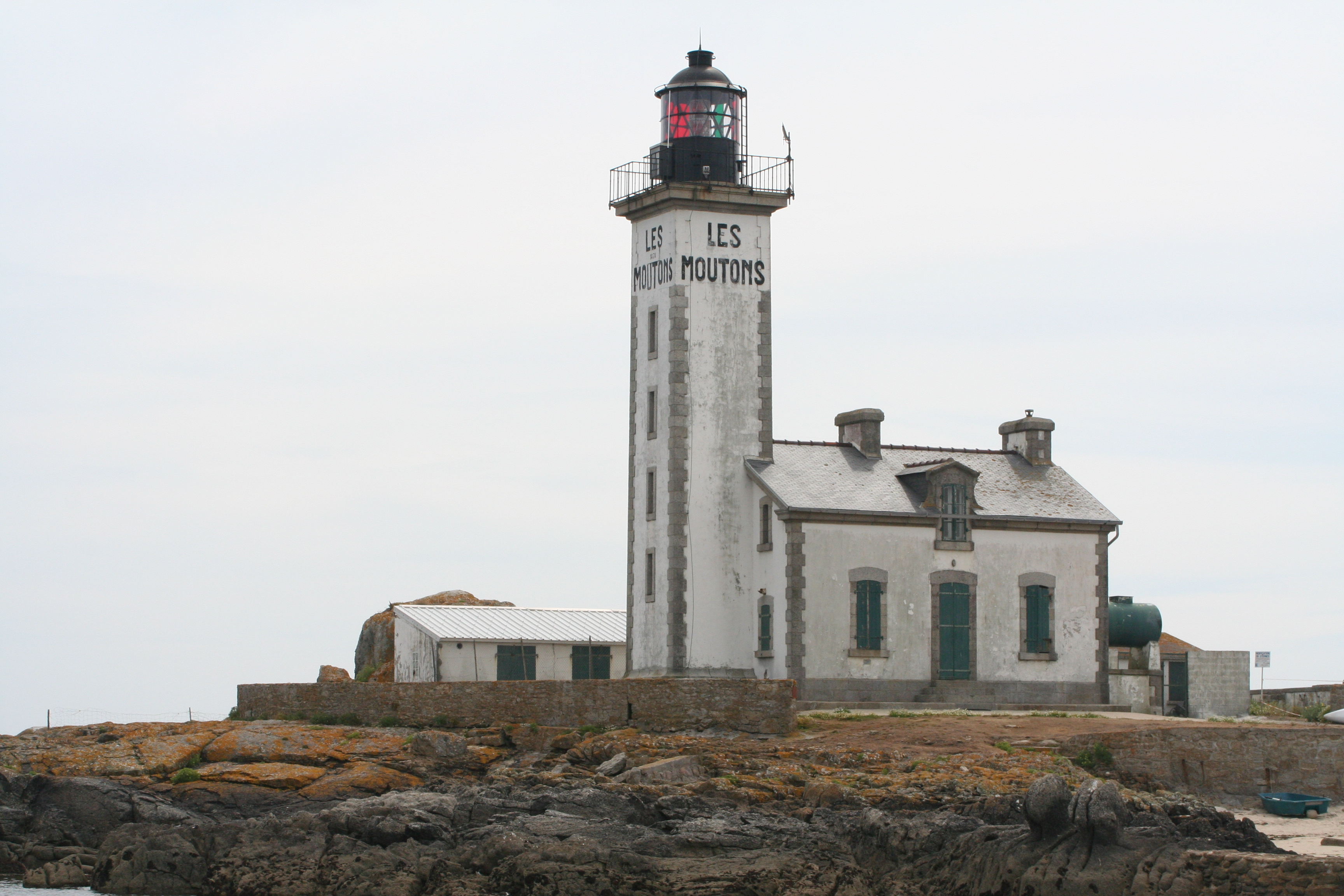
Phare de l'île aux moutons

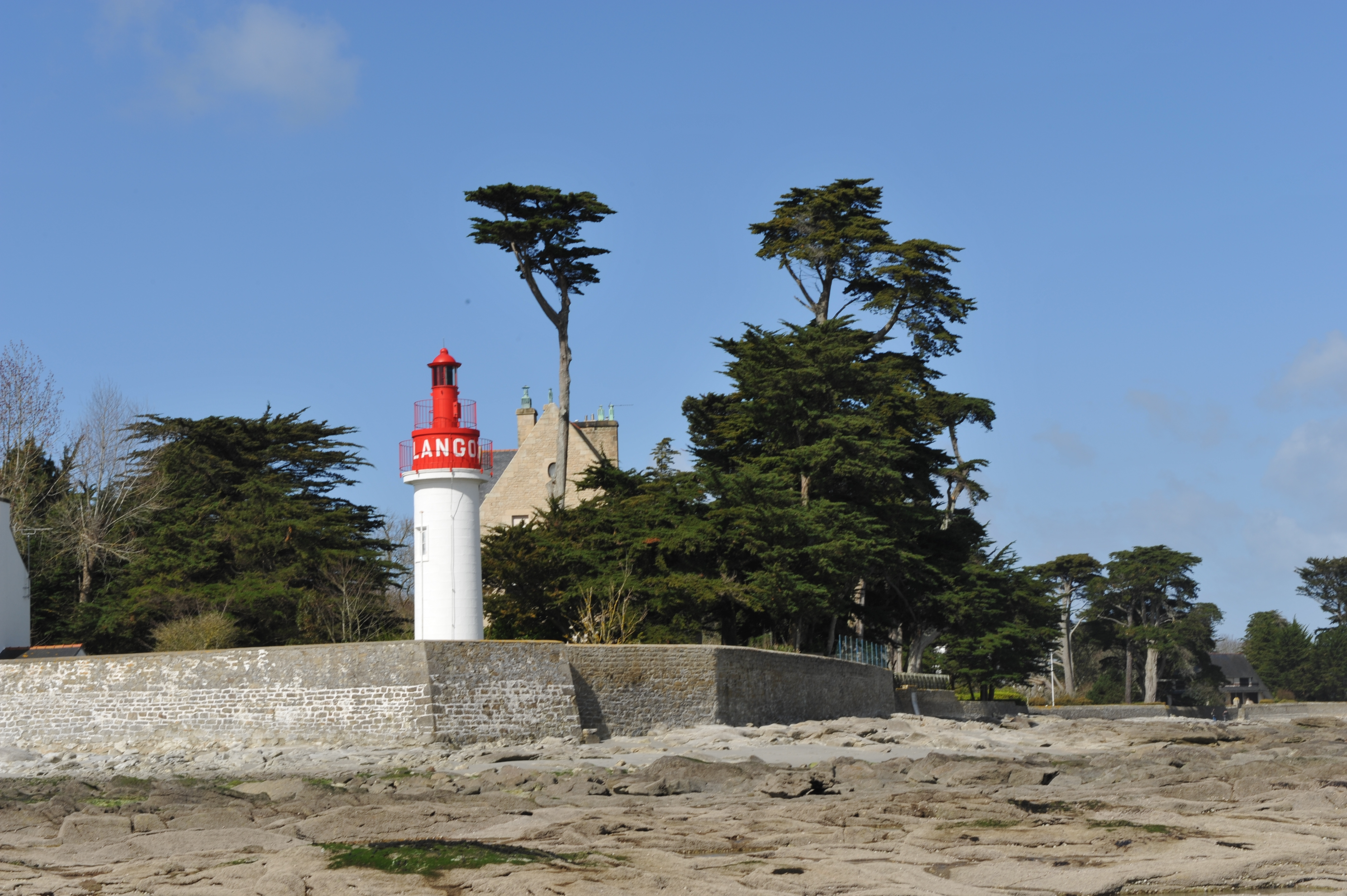
Phare de Loctudy.

Pour les situer voir : Liste des phares du Finistère

(liste classant les phares du large vers la côte puis en suivant le littoral en partant de la mer d’Iroise vers le Morbihan)

Phares d'Ouessant
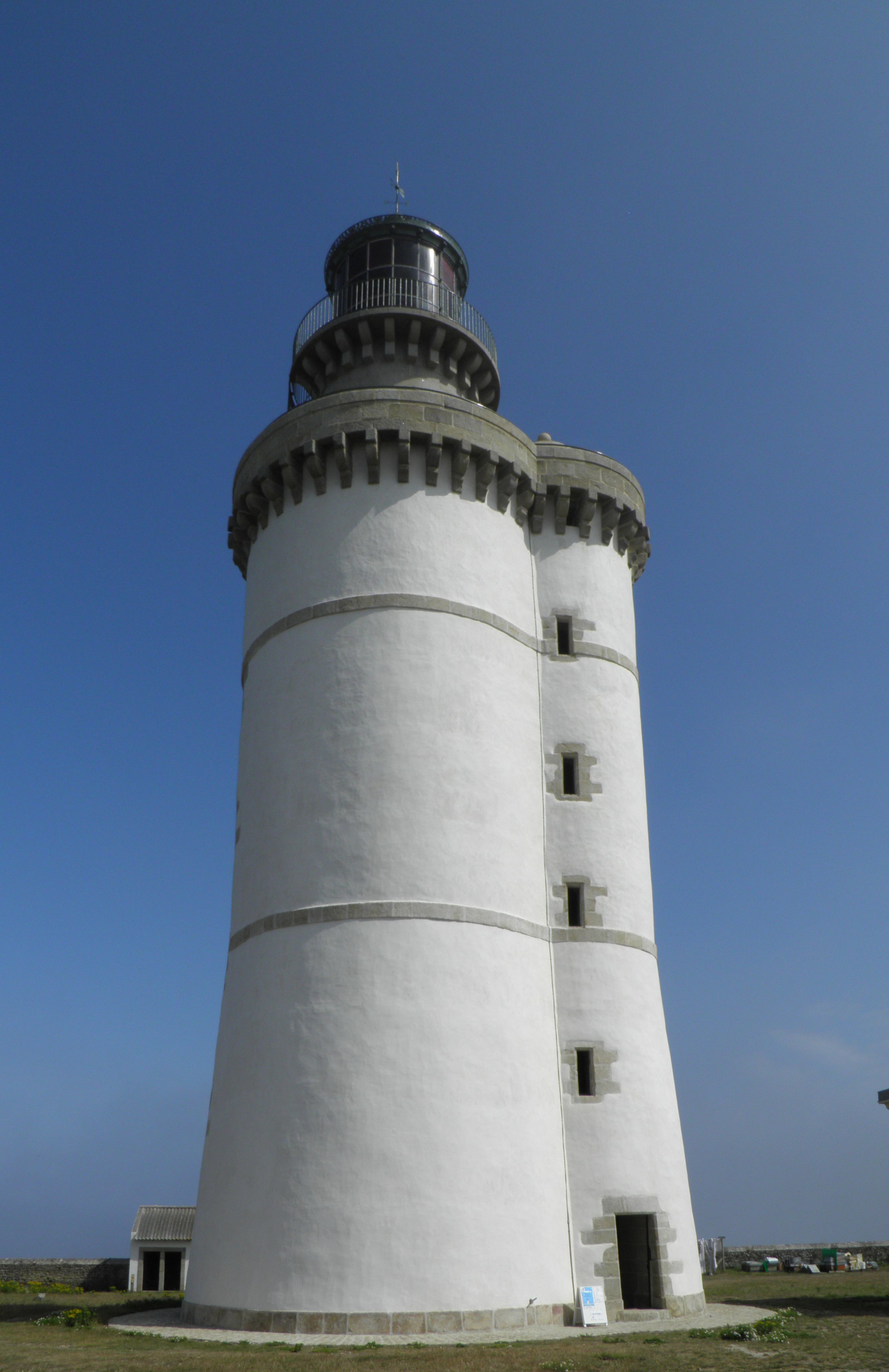
Le Stiff
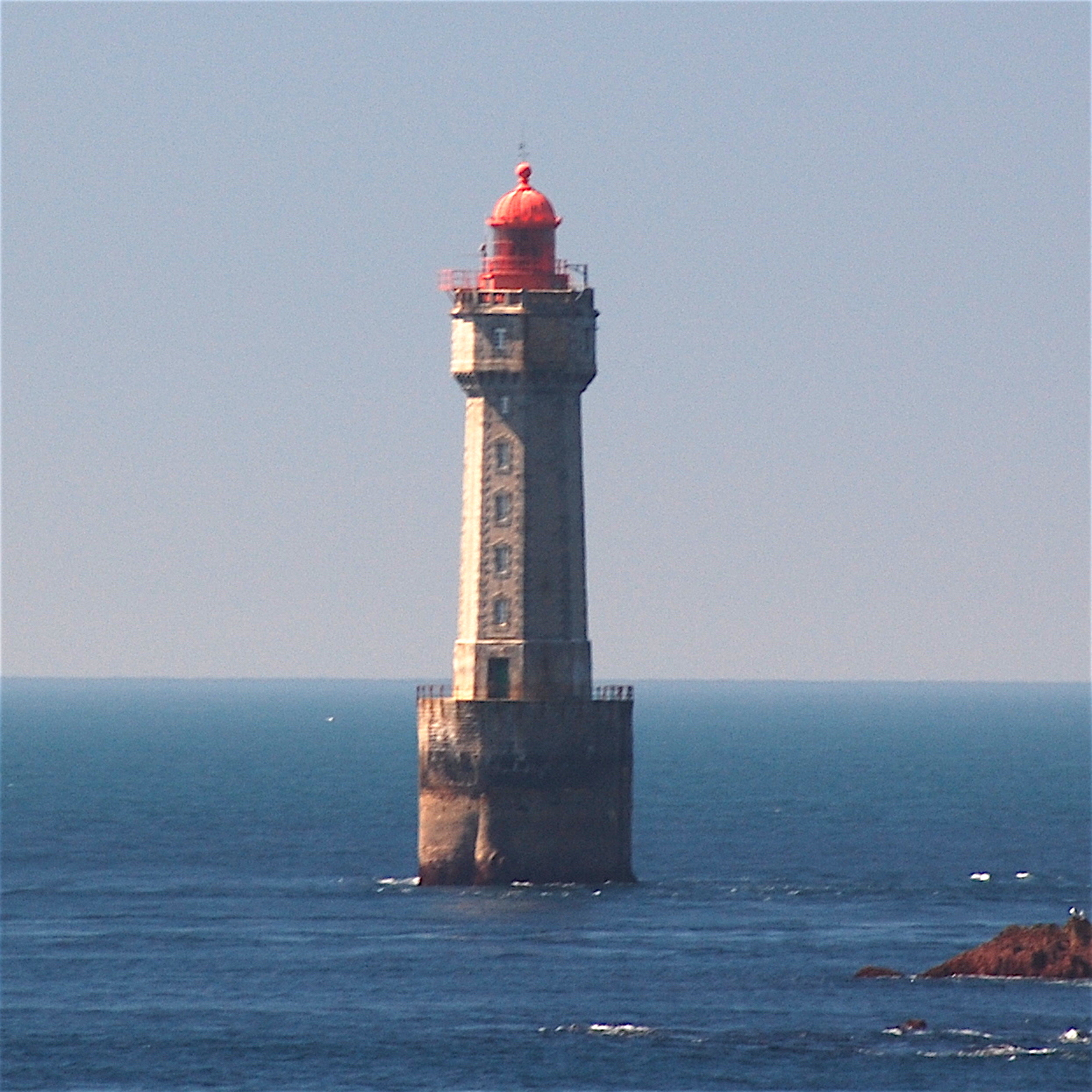
La Jument
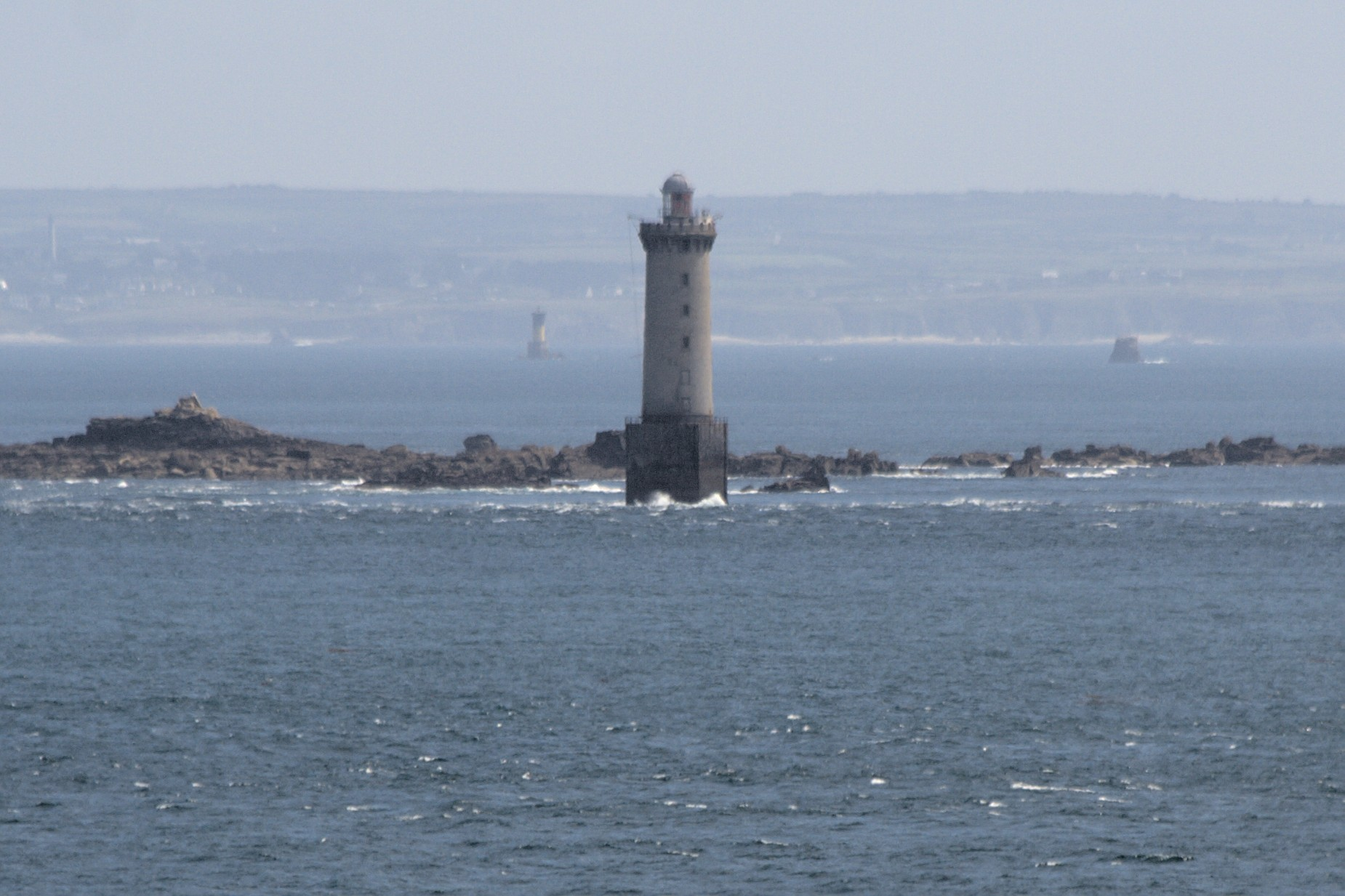
Kéréon
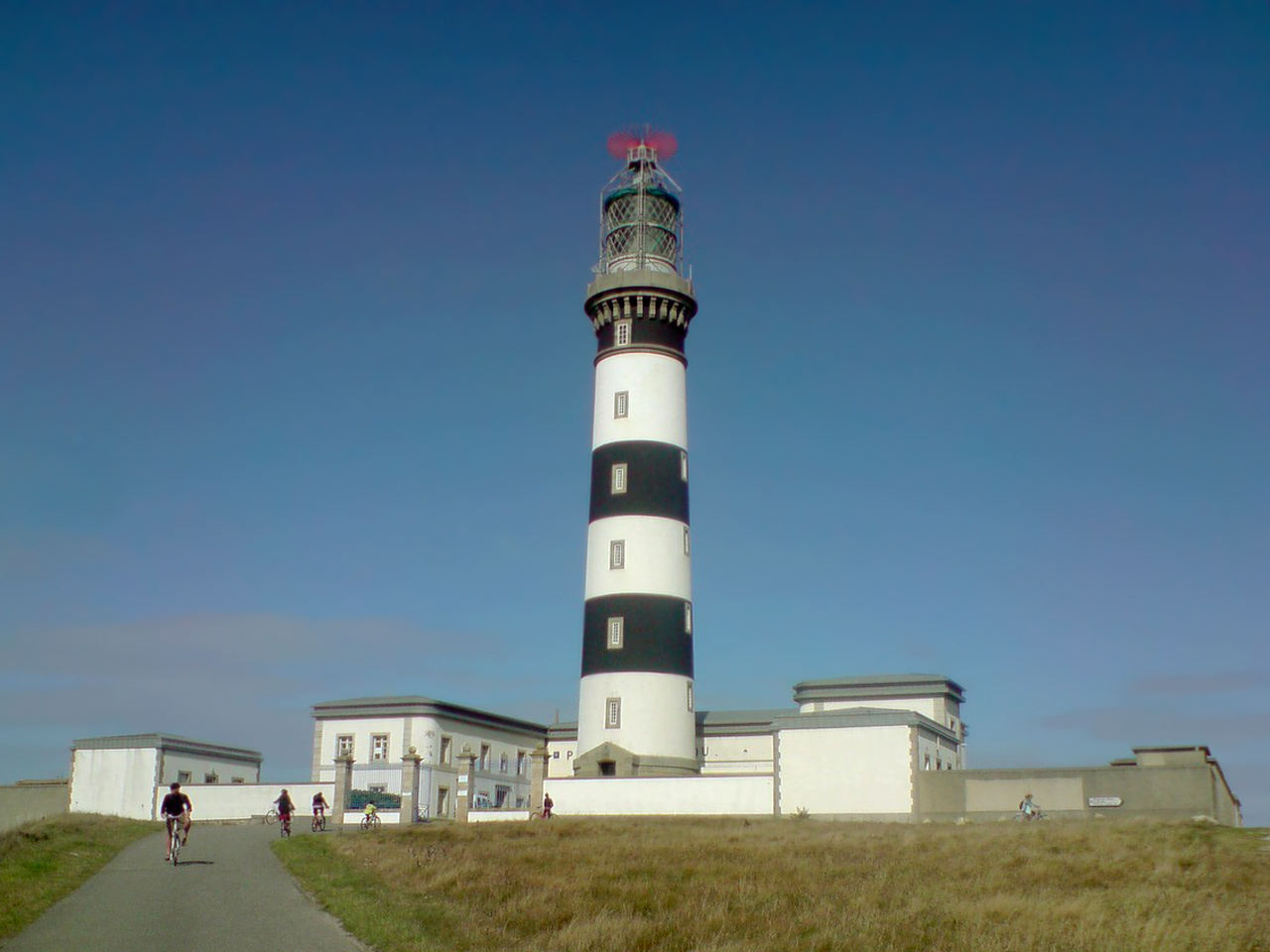
Le Créac'h
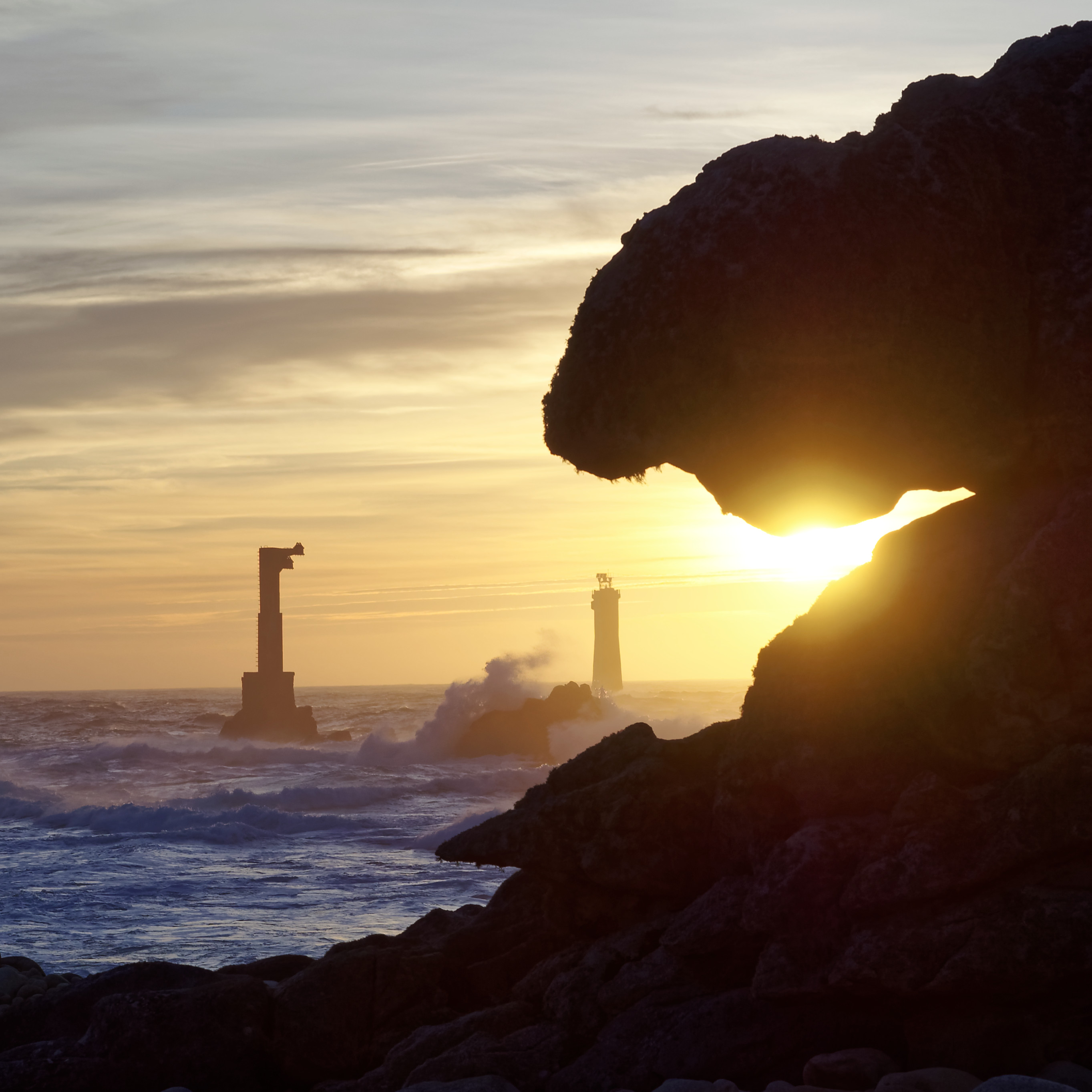
Nividic.

- Phares de l'île d'Ouessant
  - Feu de Men Korn
  - Phare du Stiff
  - Phare du Créac'h
  - Phare de Nividic
  - Phare de Kéréon
  - Phare de la Jument    - Phares de la mer d'Iroise
    - Les Pierres Noires
    - Trézien
    - Kermovan
    - Portzic
    - Le Millier
- Feu des Trois Pierres à Molène
- Feu des Plâtresses

Phares de la mer d'Iroise
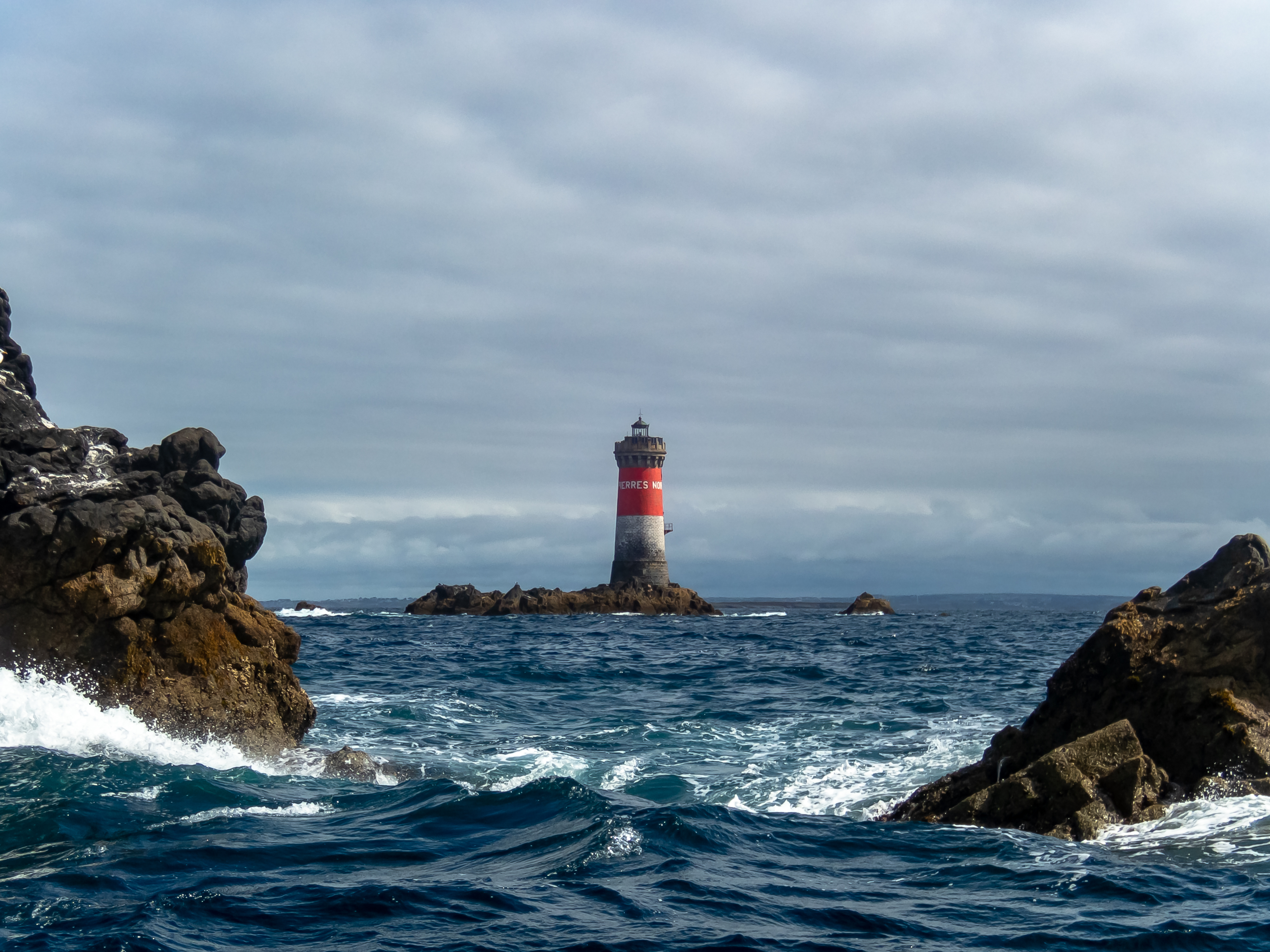
Phare des Pierres Noires
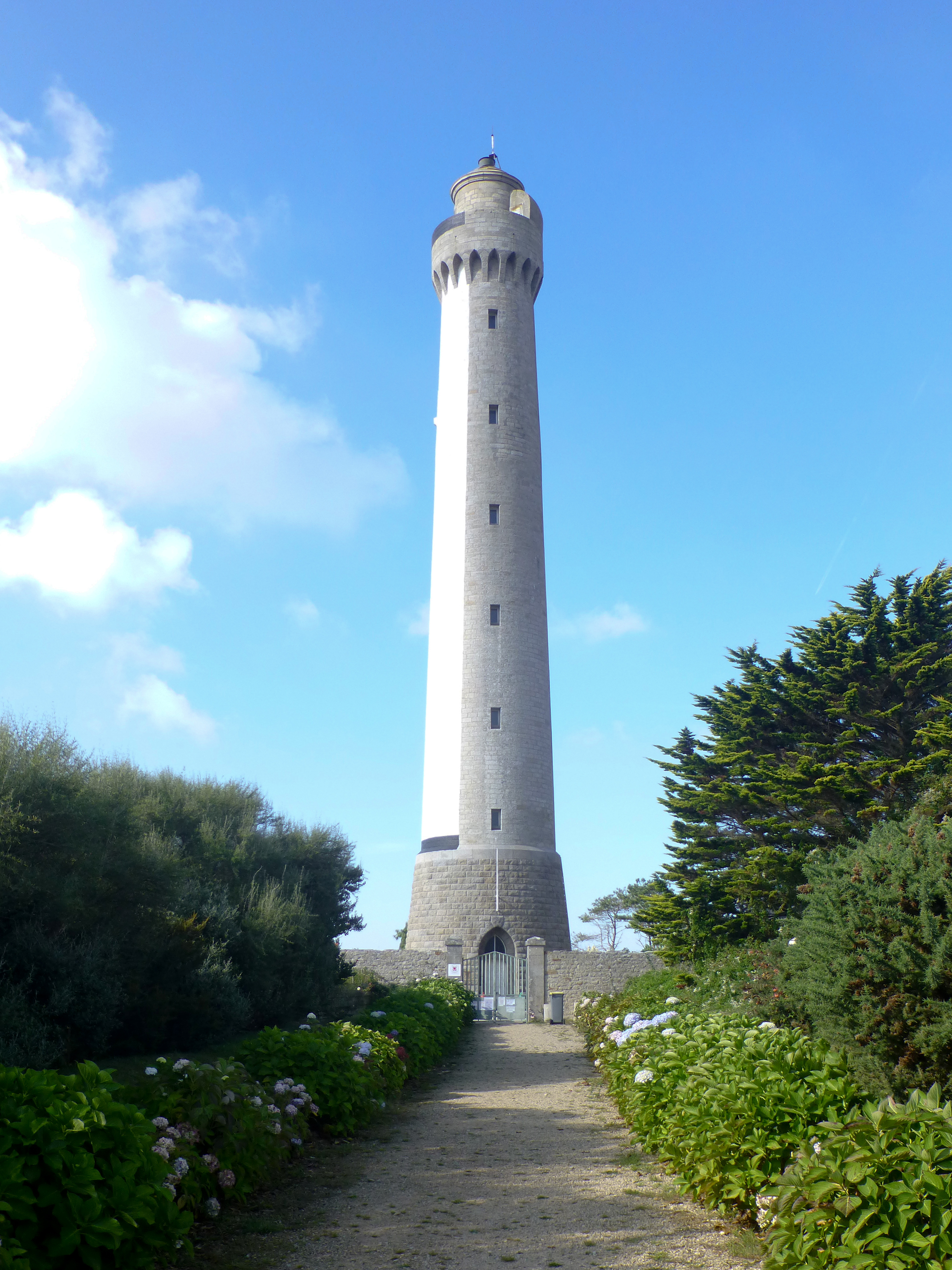
Trézien
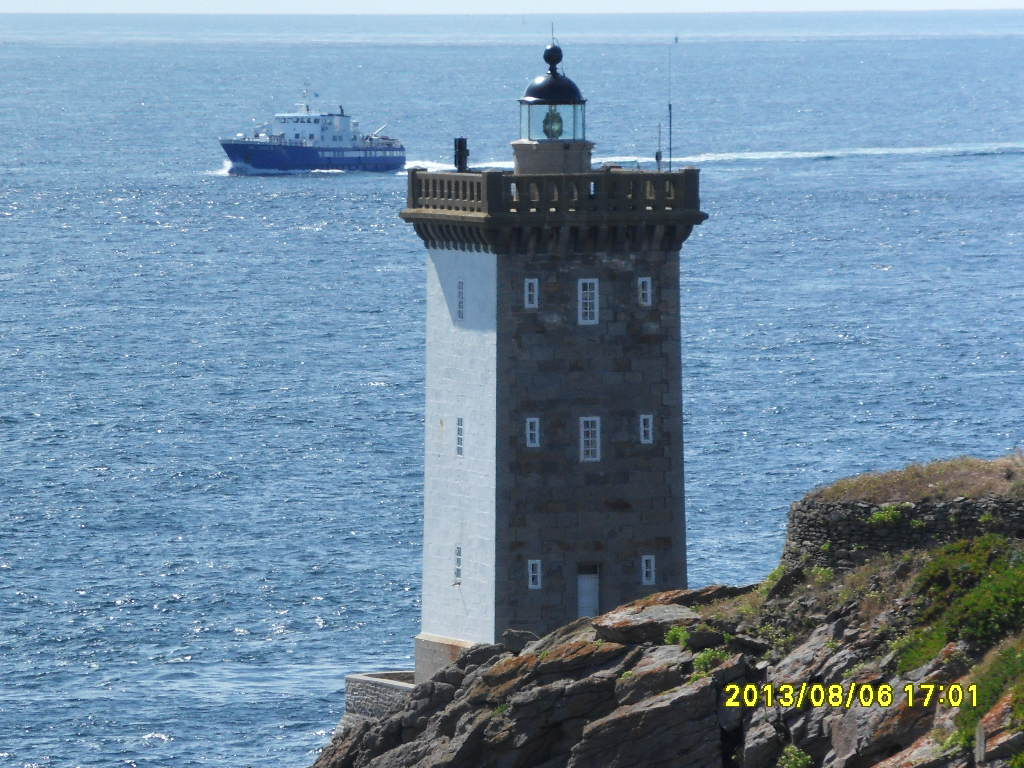
Kermovan
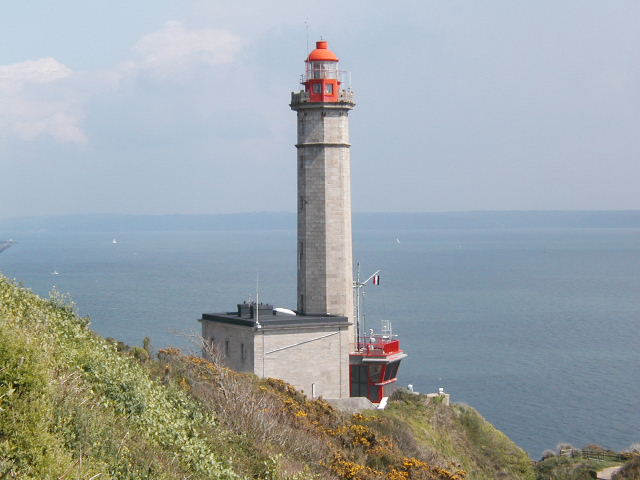
Portzic

- Phare de Trézien à Plouarzel
- Tourelle de Corn Carhai
- Phare de la pointe de Corsen à Plouarzel
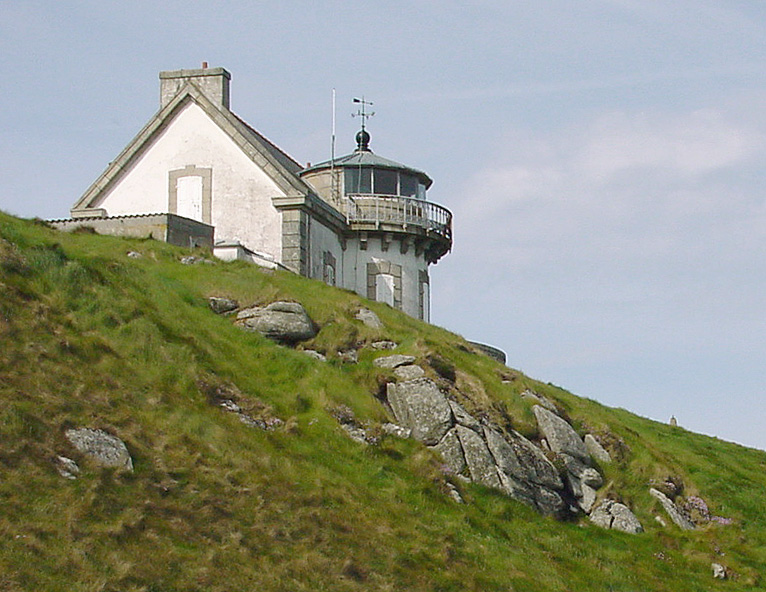
Phare de Kermorvan, Le Conquet
- Phare de Saint-Mathieu à Plougonvelin
- Phare du Petit Minou à Plouzané
- Phare du Portzic à Brest
- Phare du Toulinguet à Camaret-sur-Mer
- Phare de Morgat
- Phare de l'île Tristan à Douarnenez
- Phare du Millier à Beuzec-Cap-Sizun

Phares du Raz de Sein
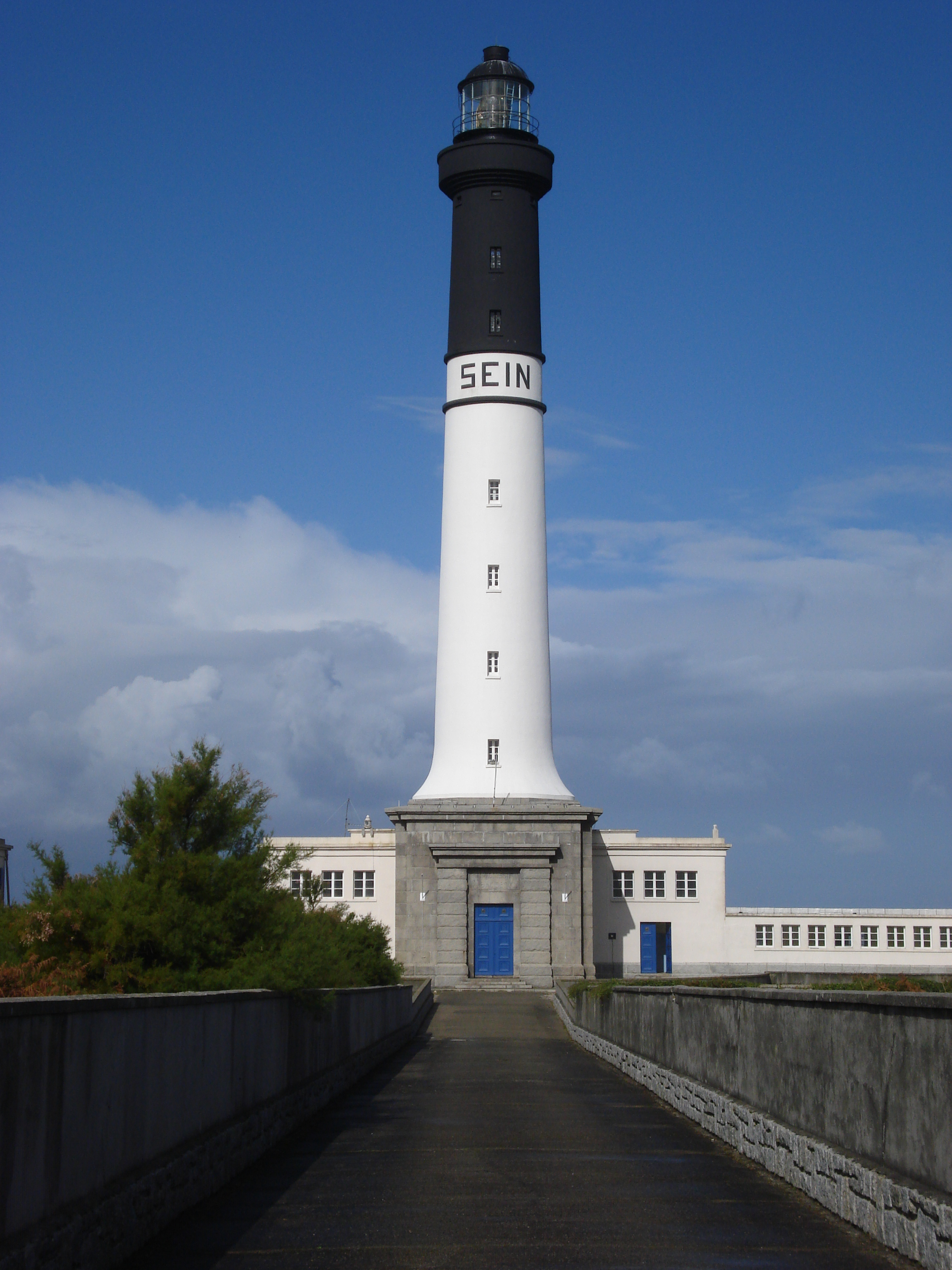
Grand phare de l'Île de Sein
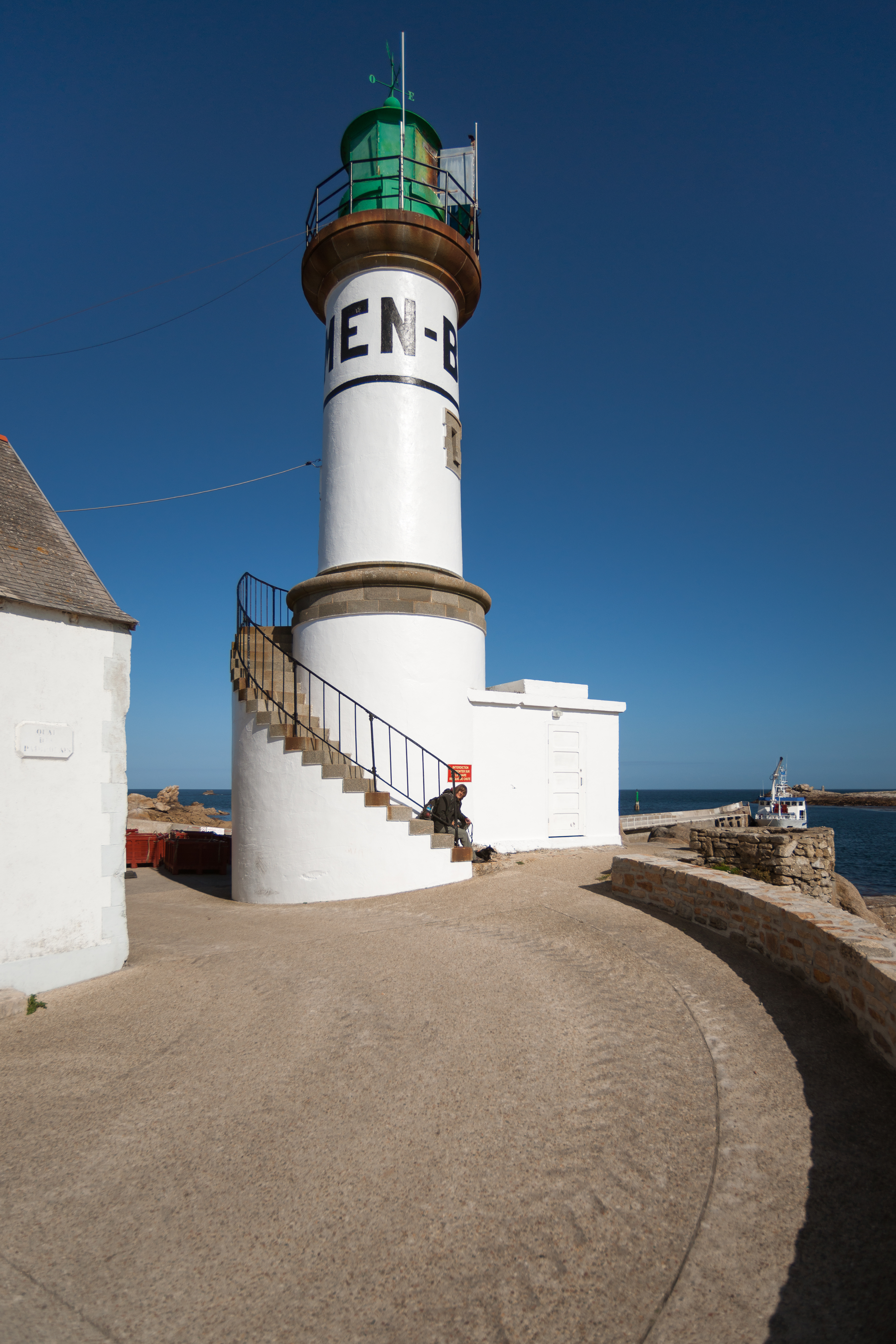
Men Brial
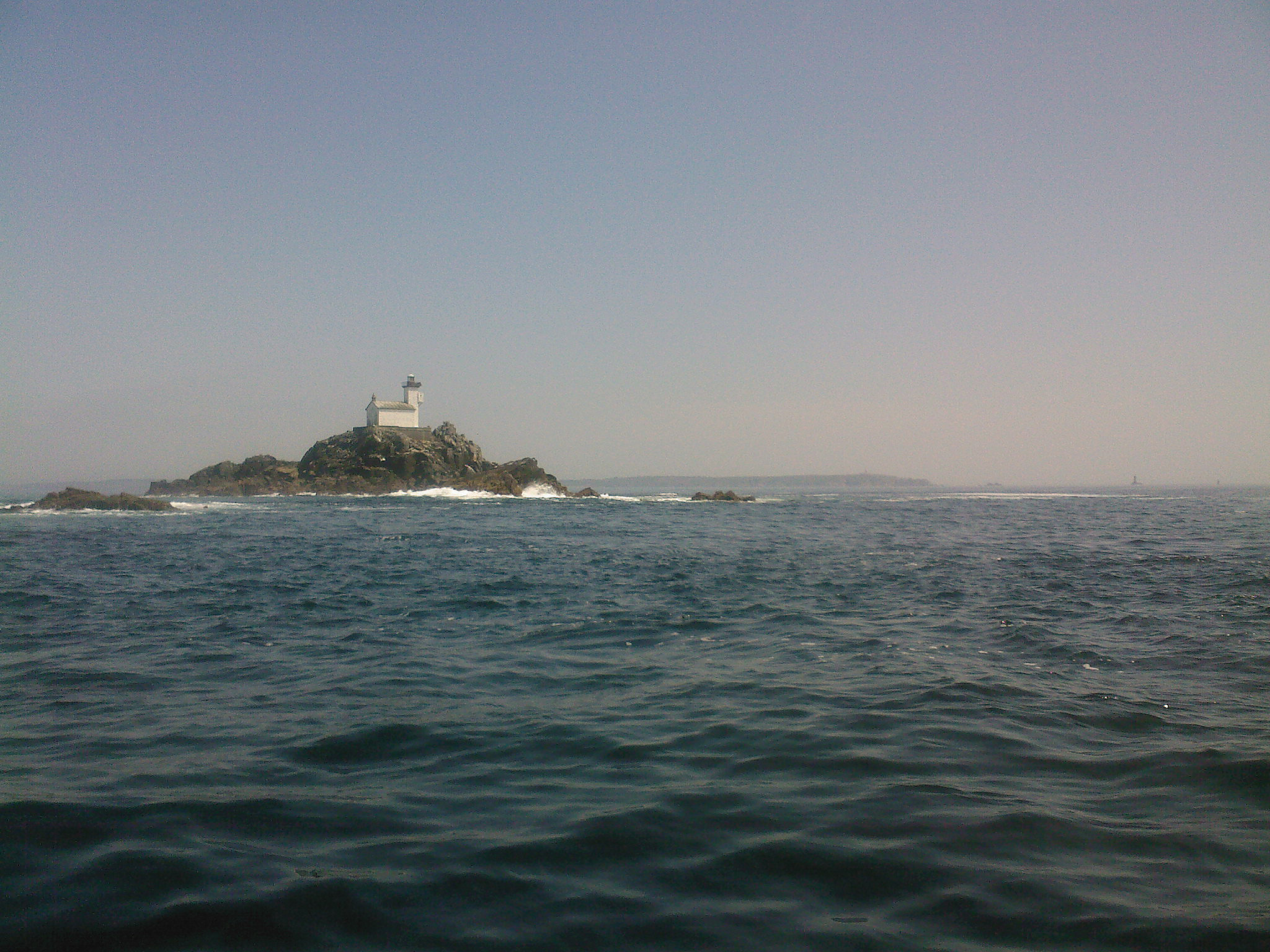
Tévennec
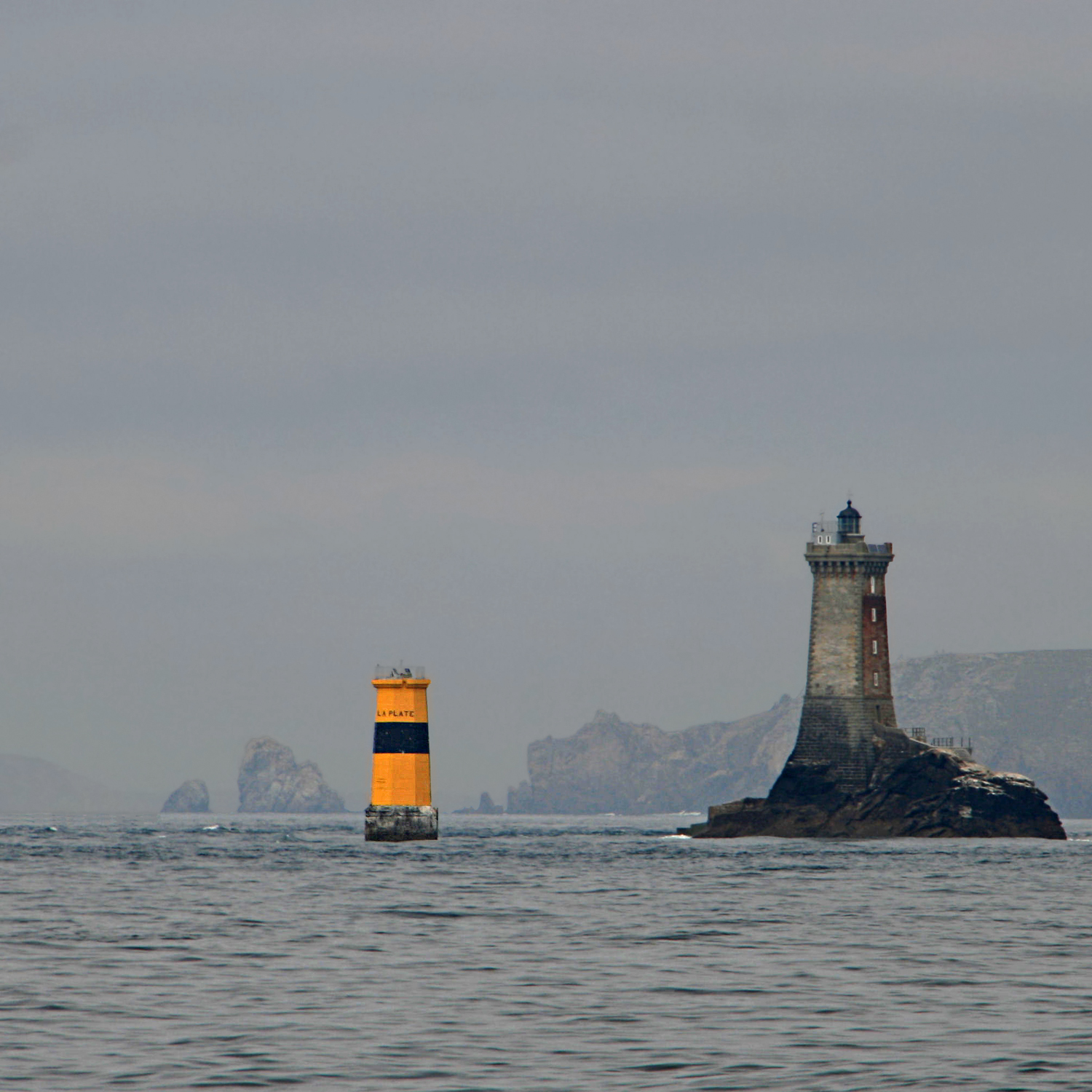
Tourelle de la plate

Phares de l'Île-de-Sein
- Grand phare de l'île de Sein
- Phare de Tévennec
- Phare de Men Brial
- Phare d'Ar-Men

- Phare de la Vieille
- Tourelle du Chat
- Tourelle de la Plate

Phares de la côte de Cornouaille
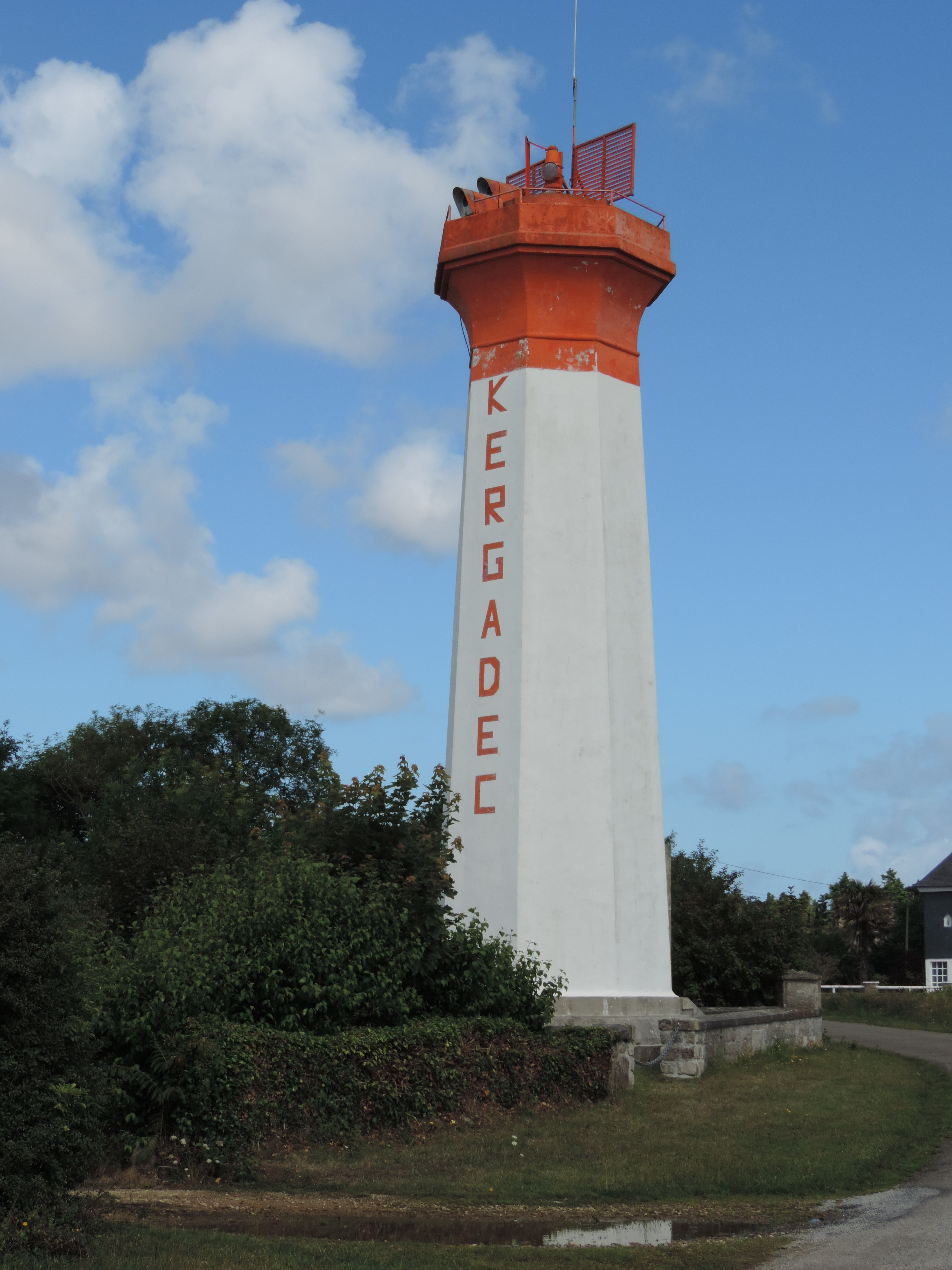
Kergadec
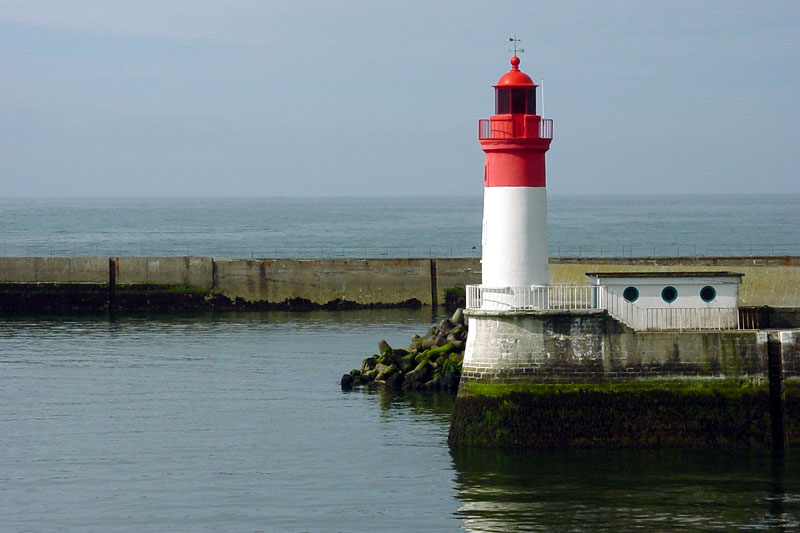
Le Guilvinec
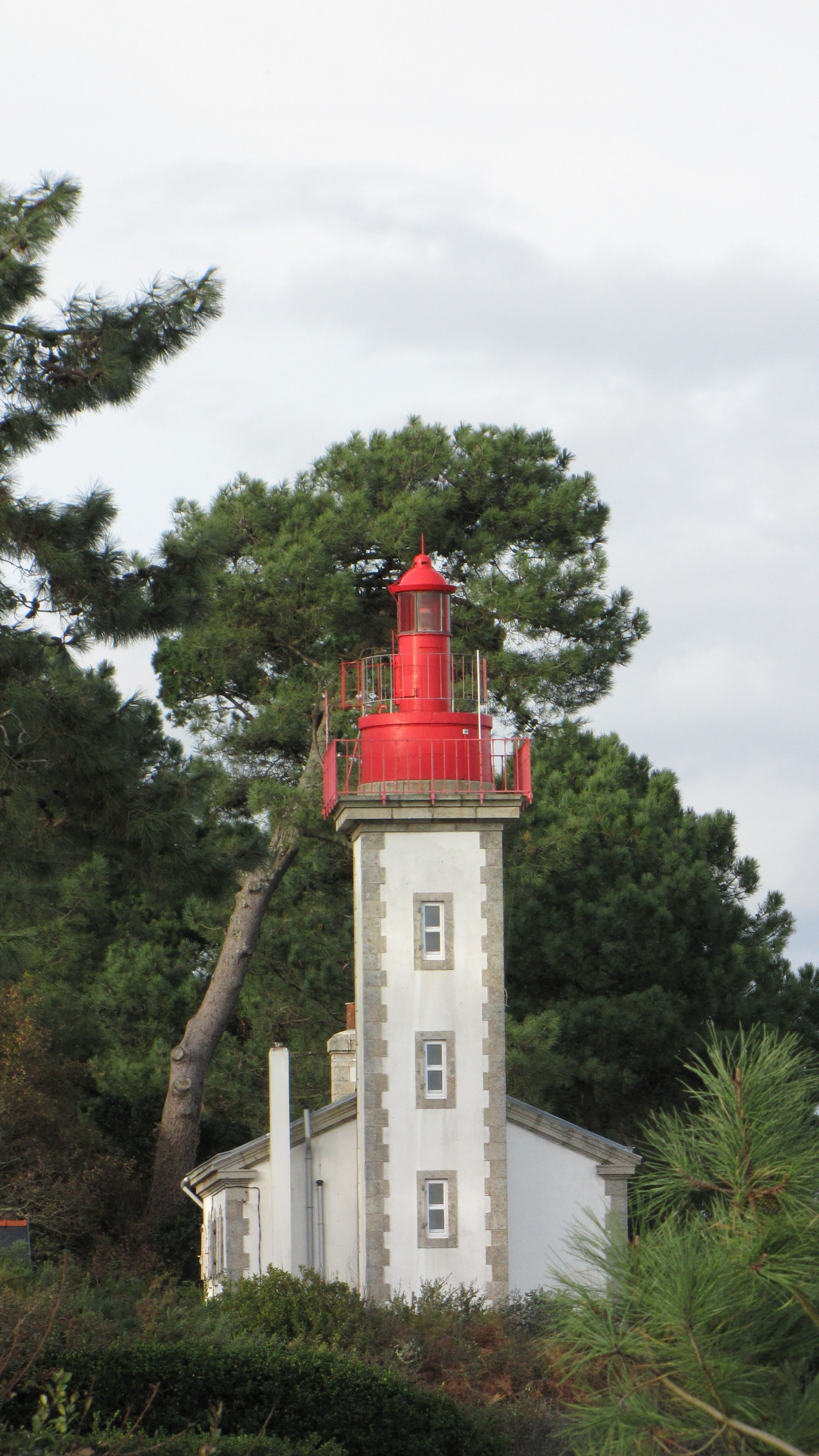
Sainte Marine
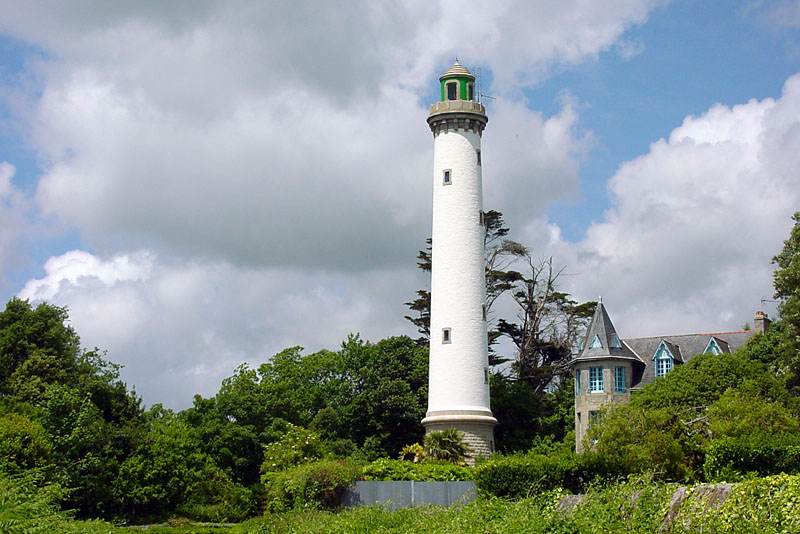
La pyramide
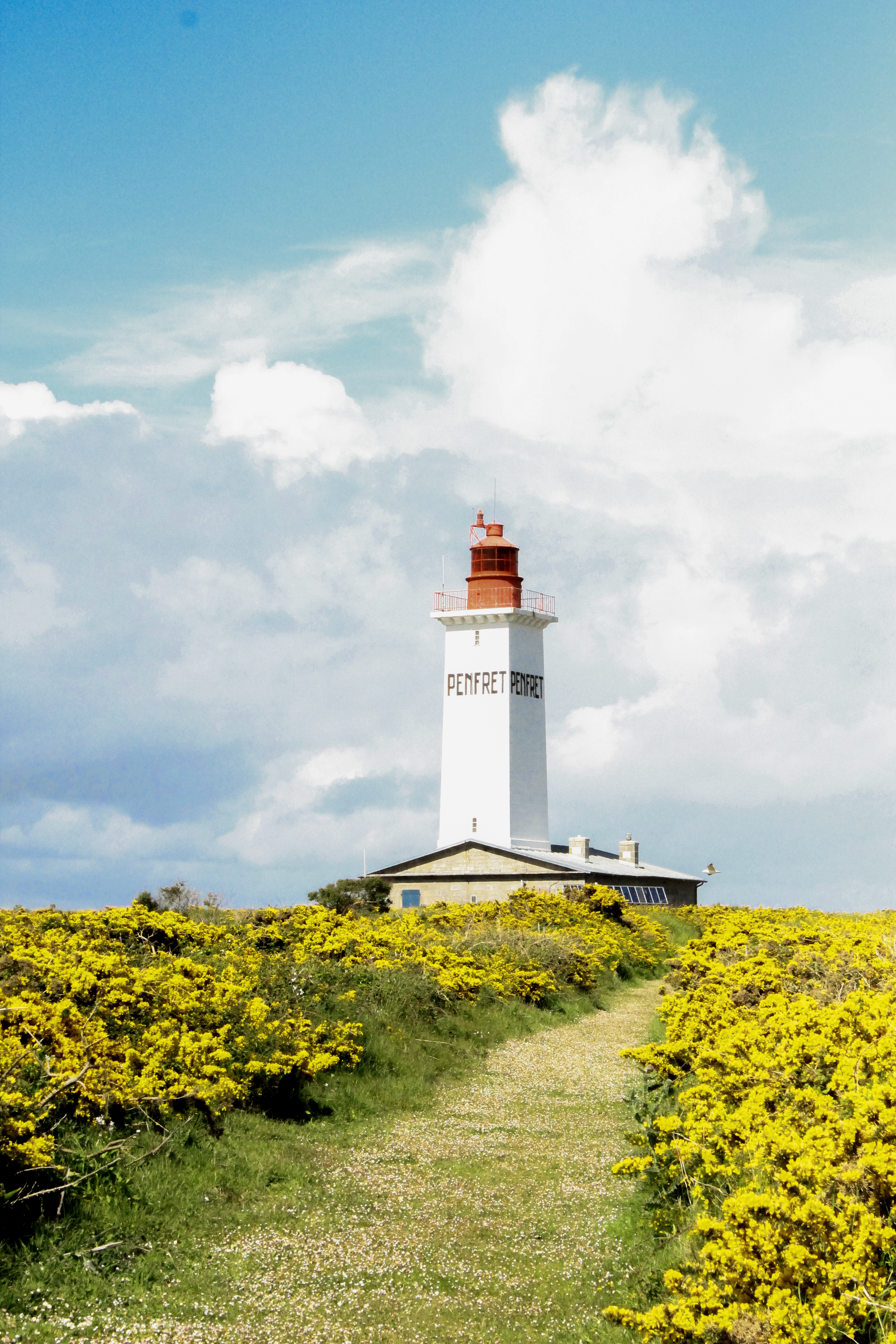
Penfret

- Phare de Lervily à Lervily près d'Audierne
- Phare de Kergadec à Audierne
- Phare de Trescadec à Audierne
- Phare du Raoulic à Audierne
- Phare de Pors Poulhan à Plouhinec
- Tour à feu de la chapelle Saint Pierre à Penmarc'h (éteint)
- Phare de Penmarc'h (éteint)
- Phare d'Eckmühl à Penmarc'h
- Tourelle de Men-Hir à Penmarc'h
- Phare du Guilvinec au Guilvinec
- Phare de Langoz à Loctudy
- Phare de Sainte-Marine à Combrit
- Phare de Bénodet, ou feu de la Pyramide
- Phare de l'île aux Moutons sur les îles Glénan
- Phare de Penfret sur les îles Glénan
- Phare de La Croix à Concarneau
- Phare de Trévignon à Trégunc
- Phare de Port Manec'h
- Phare de Doëlan amont à Clohars-Carnoët
- Phare de Doëlan aval à Clohars-Carnoët

### Morbihan

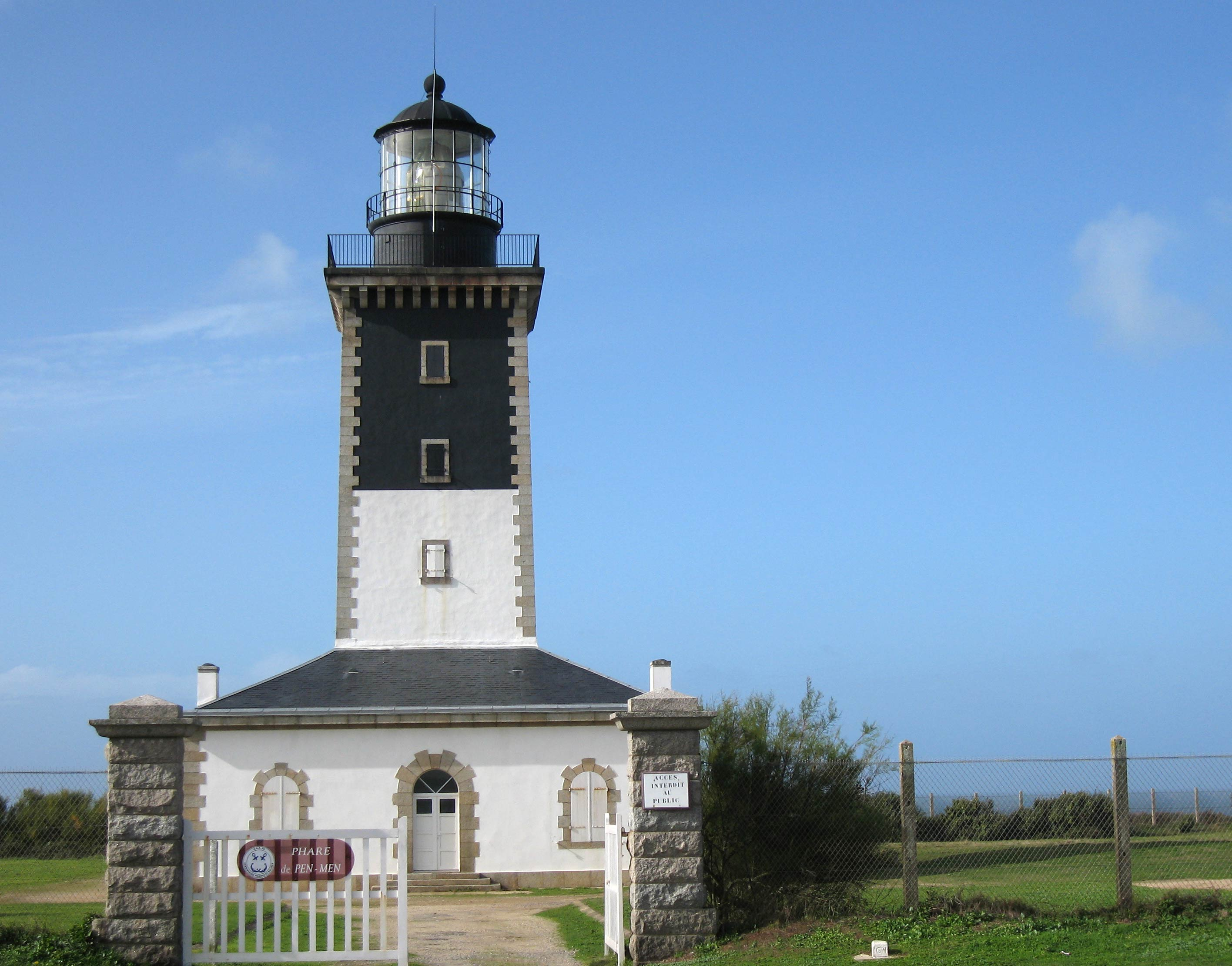
Phare de Pen-Men.

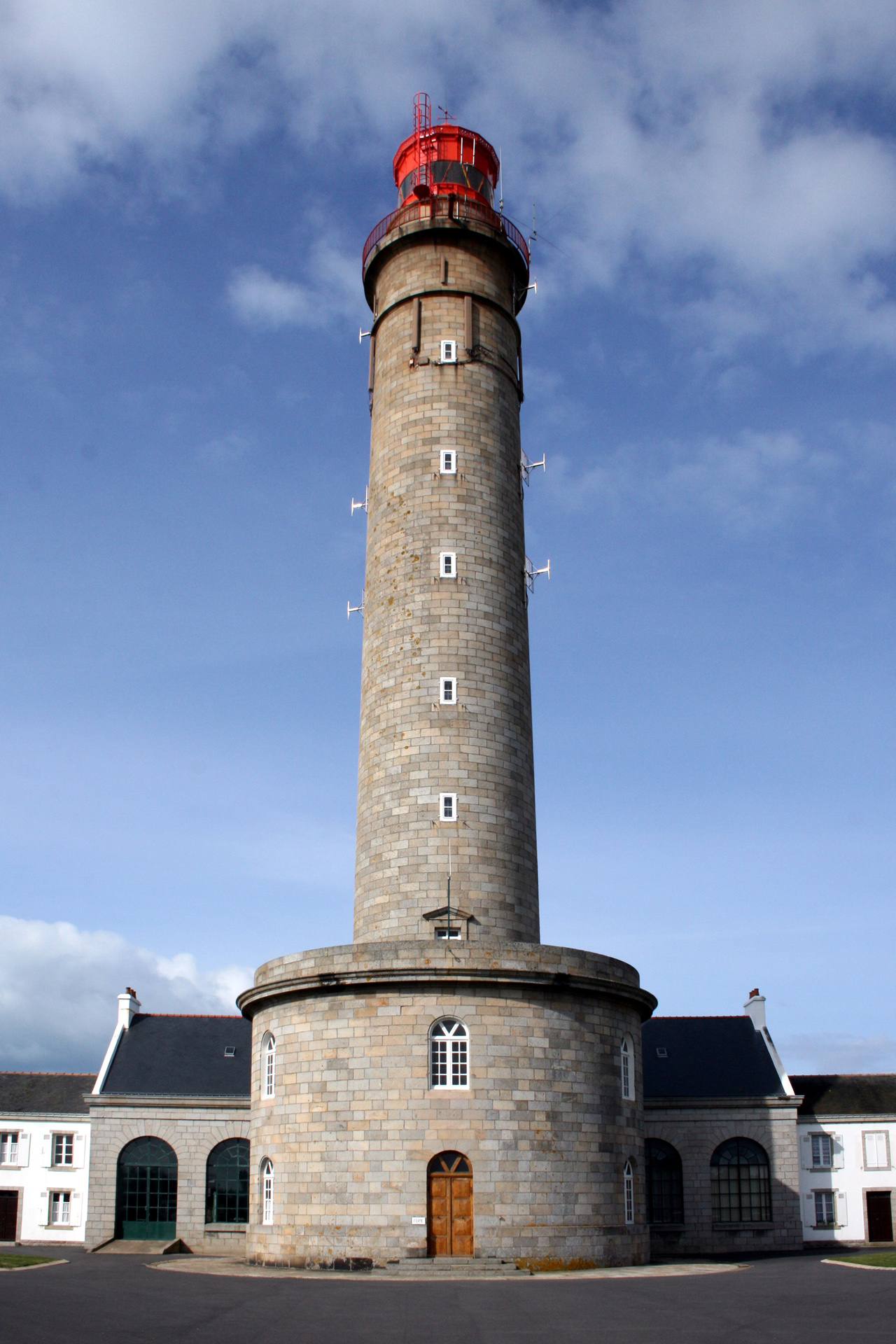
Phare de Goulphar

Phares de l'île de Groix et Quiberon
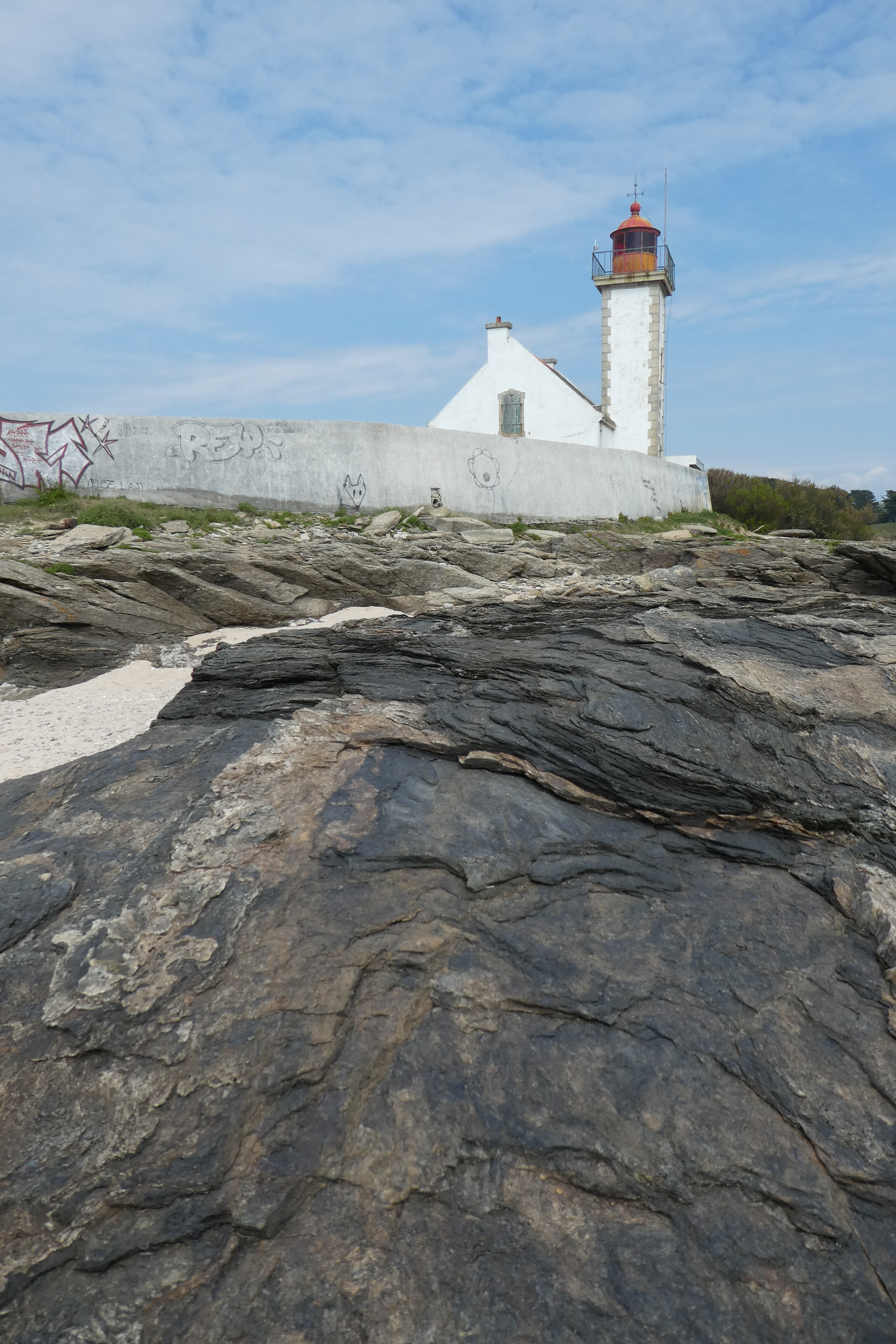
Pointe des chats
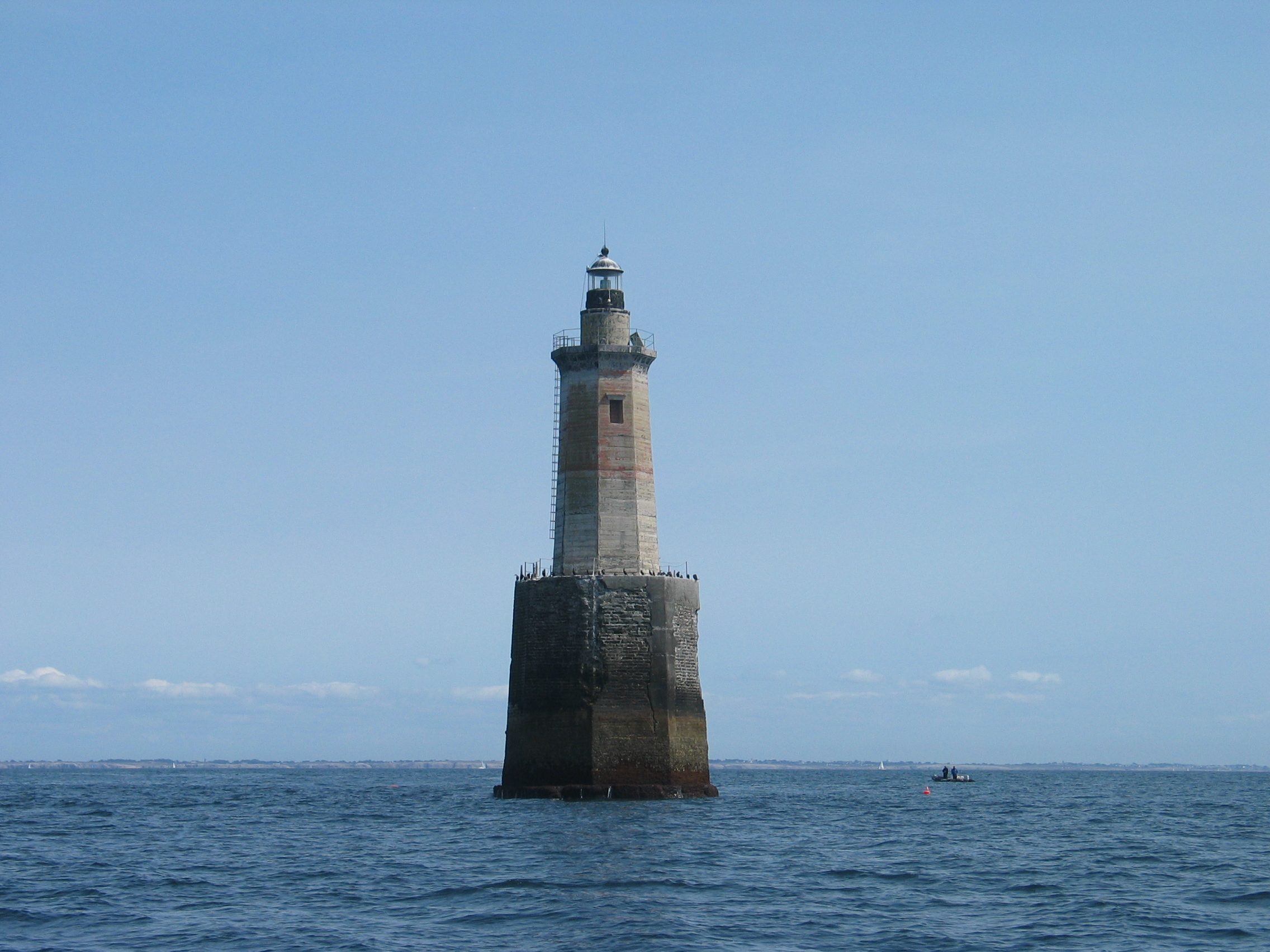
Les Birvideaux
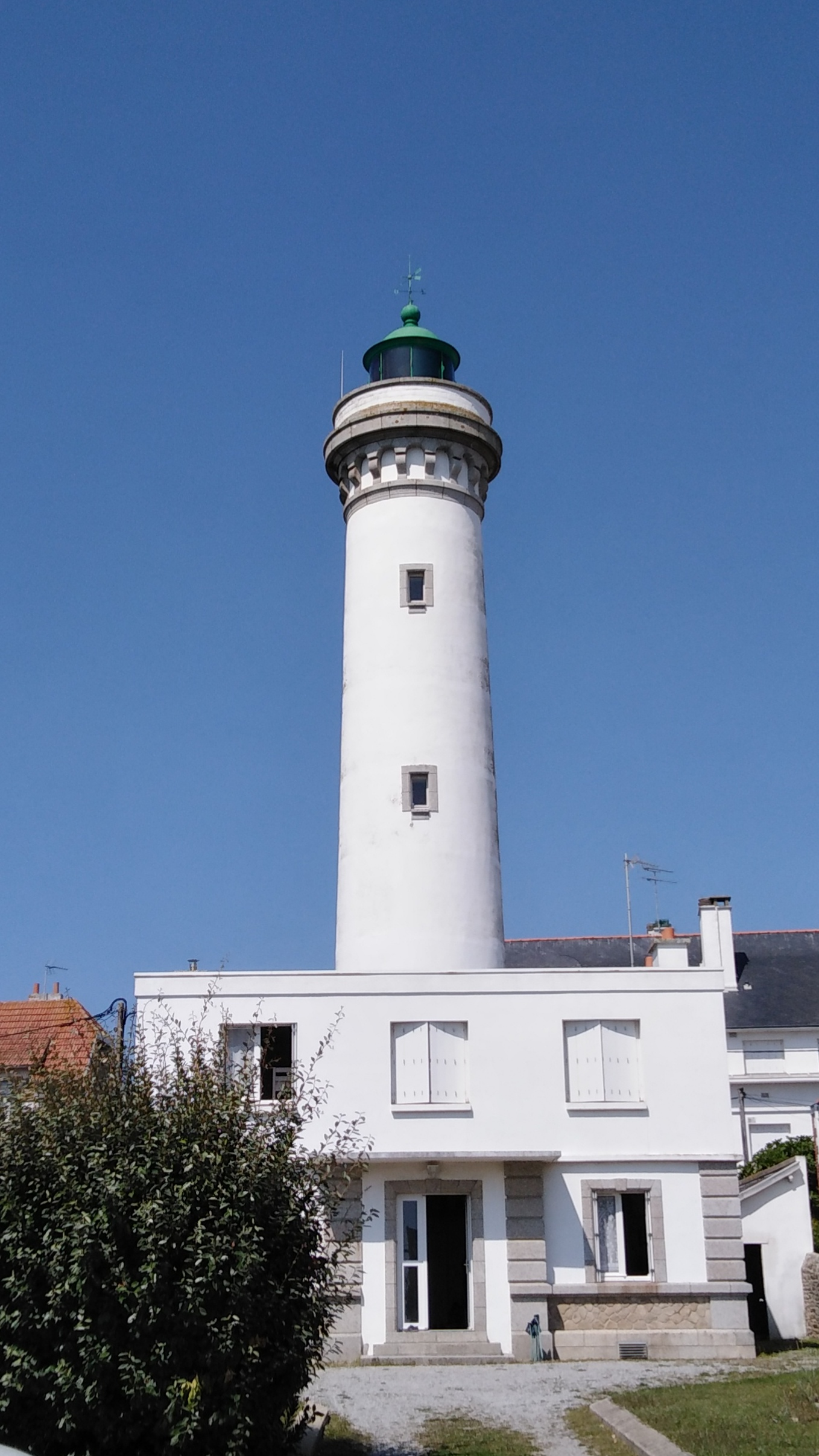
Port Maria
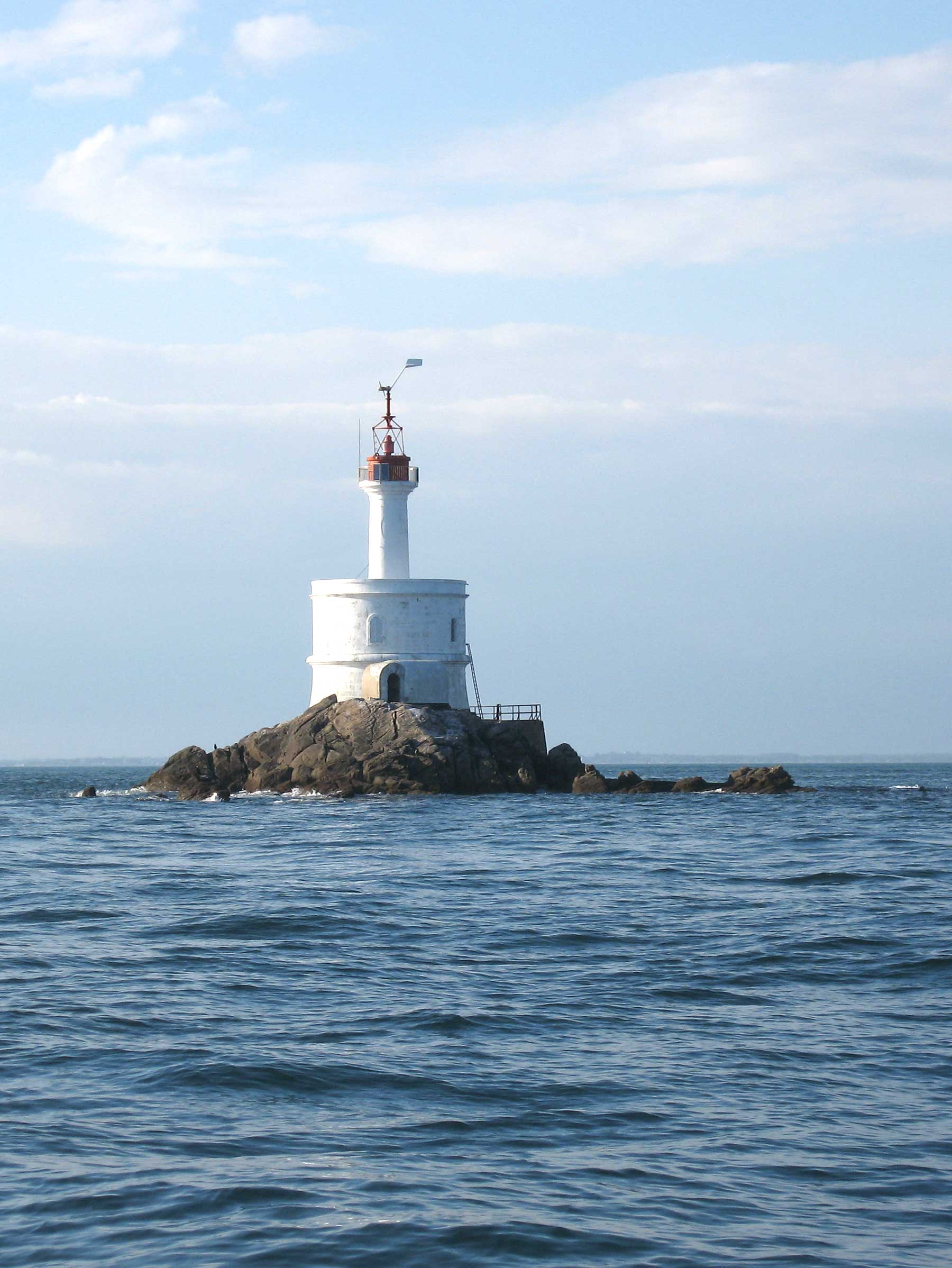
La Teignouse

- Phares de l'île de Groix
  - Phare de Pen-Men
  - Phare de la pointe des Chats
- Phare des Birvideaux
- Phare de Port-Maria à Quiberon

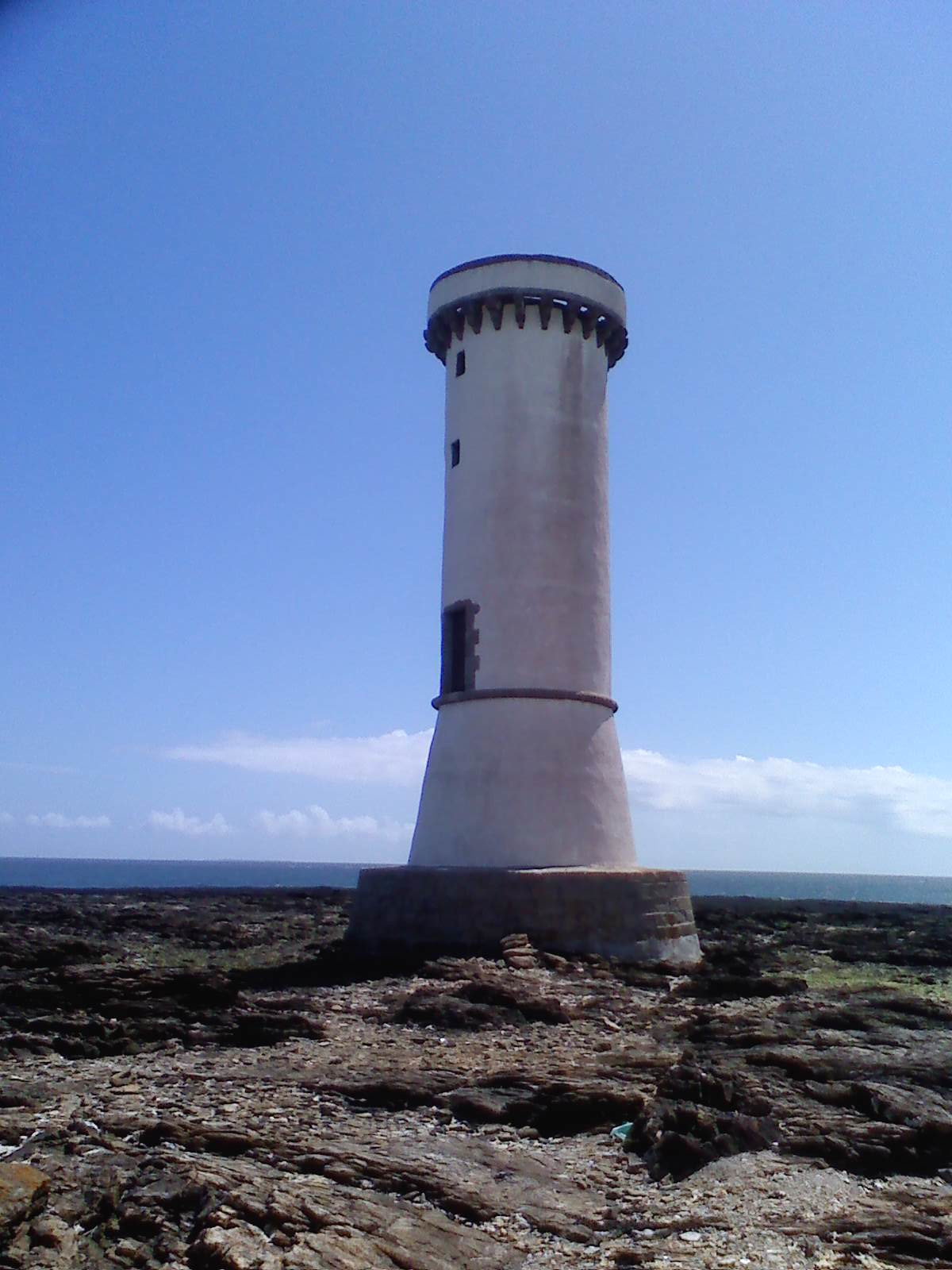
Tour des Anglais

- Phare de Port-Haliguen à Quiberon (éteint)
- Phare de la Teignouse à l'entrée de la baie de Quiberon
- Phares de Belle Île
  - Phare de la pointe des Poulains
  - Phare de Sauzon
  - Phare du Palais
  - Phare de la pointe de Kerdonis
  - Phare de Goulphar
- Phares de Houat et Hœdic
  - Phare de Houat
  - Phare de Hoëdic
- Phare des Grands Cardinaux au large de l'île Hœdic
- Phare de Port-Navalo signale l'entrée du golfe du Morbihan
- Tour des Anglais à Damgan sur la presqu'île de Penerf, plus ancienne tour à feu existante sur le littoral français.
- Phare de Penlan à Billiers
- Phare de Tréhiguier à Pénestin

### Loire-Atlantique
- Phare du plateau du Four
- Phare du Tréhic au Croisic
- Phare de la Banche
- Phare du Grand-Charpentier
- Phare d'Aiguillon
- Phare de Kerlédé, Saint-Nazaire (éteint)
- Phare de Ville-ès-Martin, Saint-Nazaire

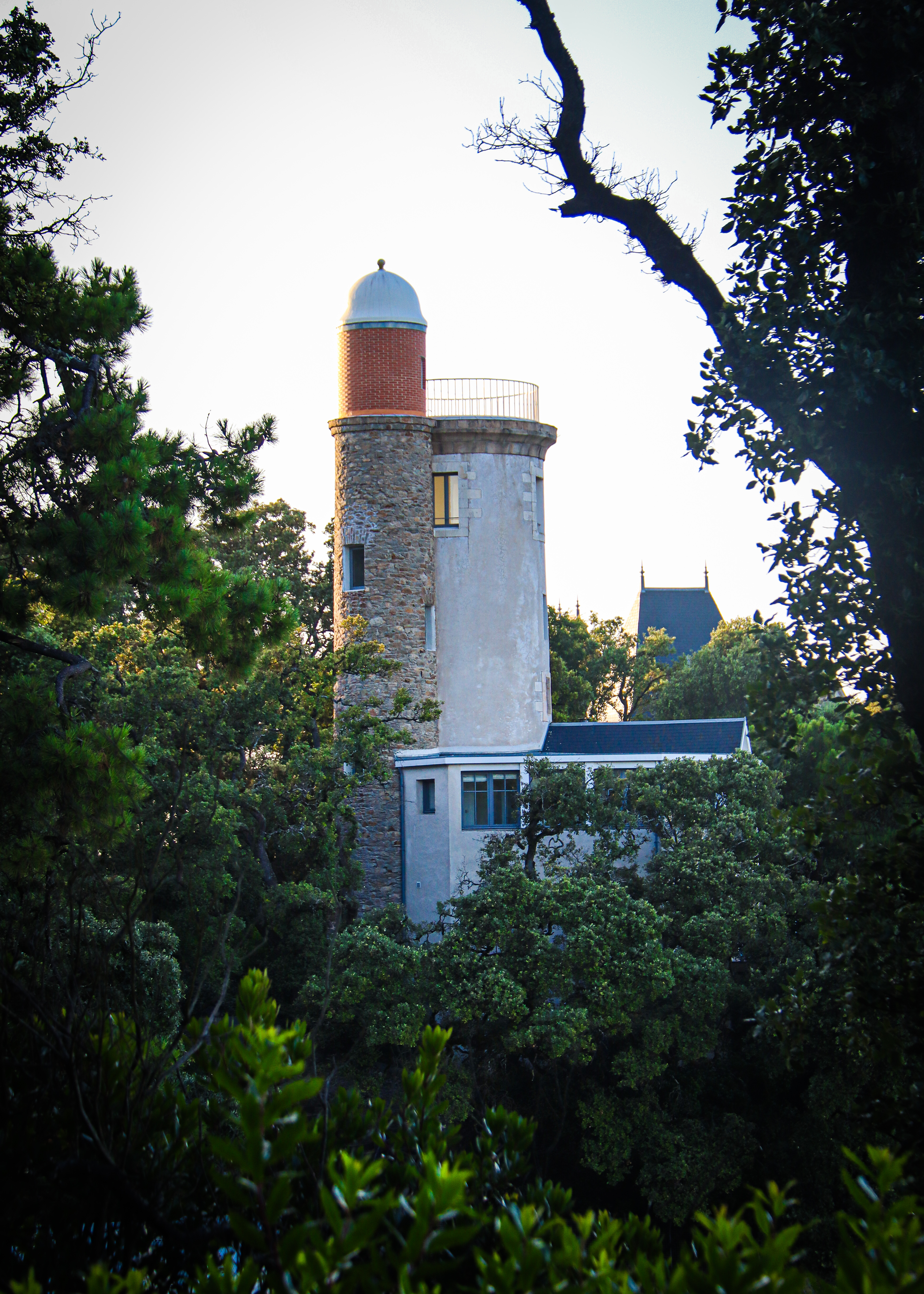
Tour Plantier (Noirmoutier)

- Phare de la pointe Saint-Gildas

### Vendée
- Phare du Pilier de l'Île du Pilier, au large de l'Île de Noirmoutier
- Phares de l'île de Noirmoutier
  - Phare de la pointe des Dames bordant la Plage des Dames
  - Tour Plantier, maison-phare bordant la Plage de l'Anse Rouge
- Phares de l'Île d'Yeu
  - Phare de la pointe des Corbeaux
  - Phare de l'île d'Yeu (phare de la Petite Foule)
- Phares de Saint-Gilles-Croix-de-Vie
  - Tour Joséphine
  - Grand Phare
  - Feu de Grosse-Terre
  - Feu de Boisvinet
  - Feu de la Garenne
- Phares des Sables-d'Olonne
  - Phare des Barges

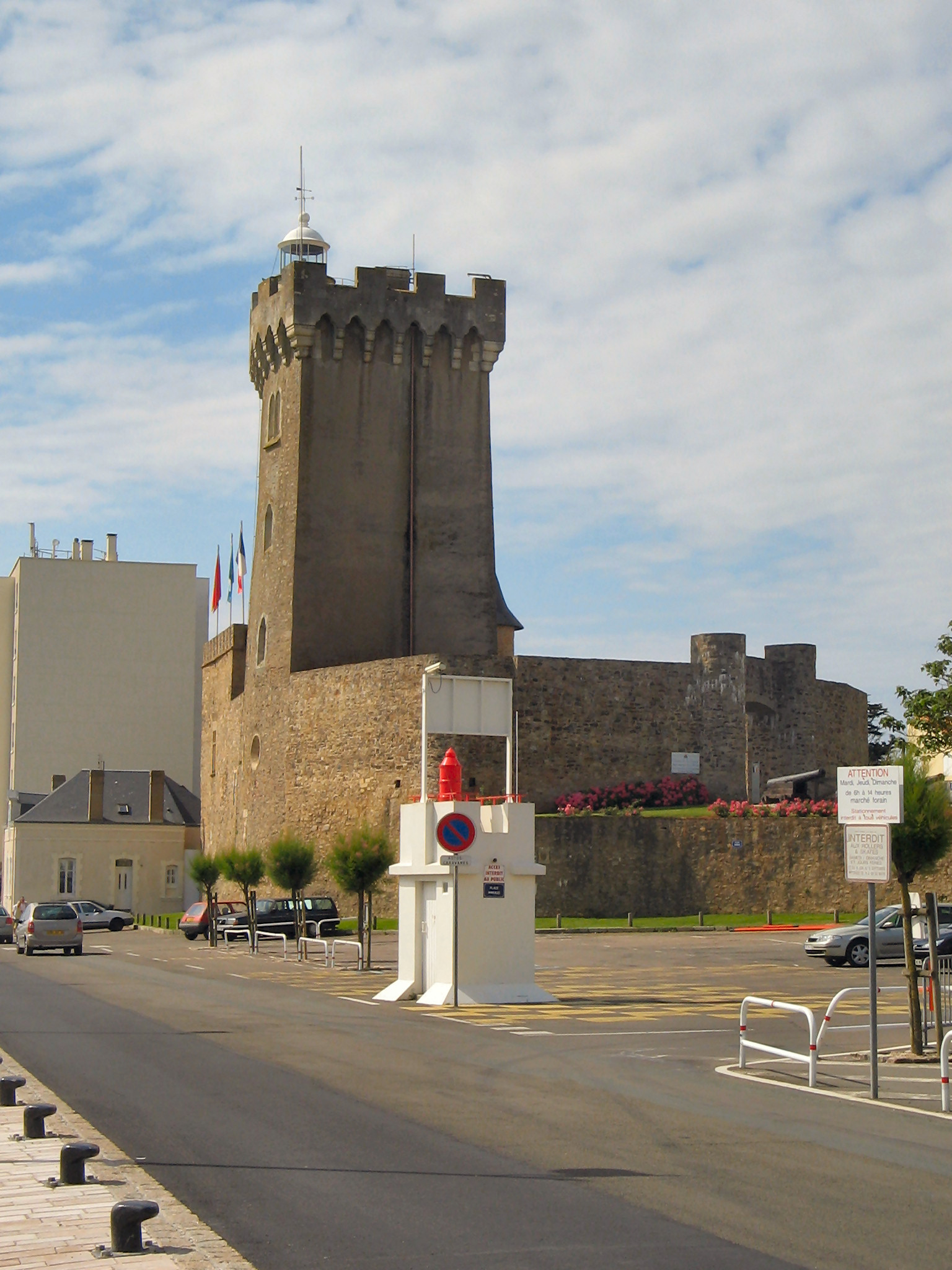
Phare de La Chaume (Tour d'Arundel).

  - Phare de La Chaume (Tour d'Arundel).Phare de la Chaume  dit « de la Tour d'Arundel »
  - Phare de la Potence
  - Phare de l'Armandèche
- Phare de La Tranche-sur-Mer ou de la pointe du Grouin du Cou

### Charente-Maritime

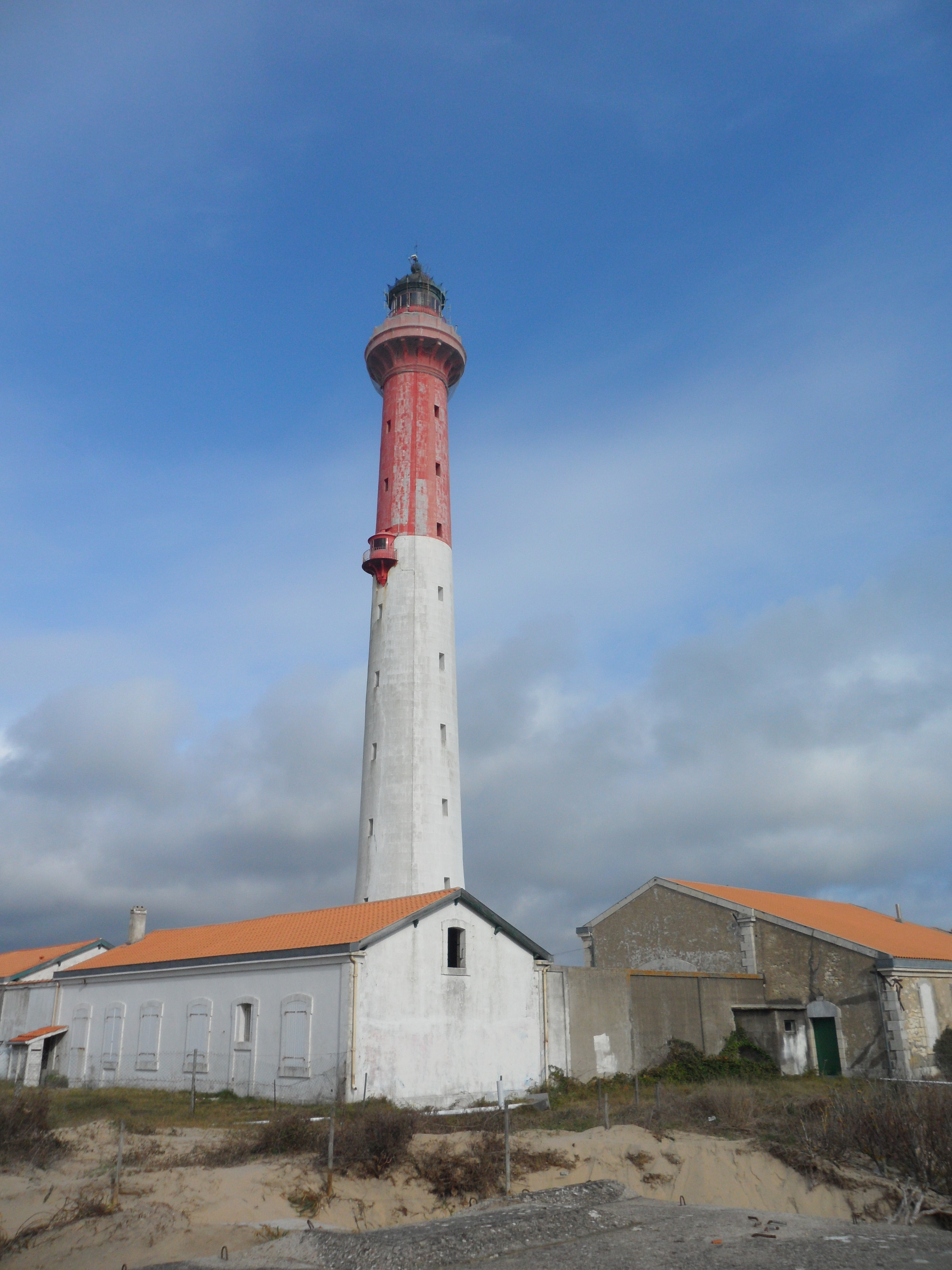
Le phare de la Coubre est le phare le plus élevé de la côte charentaise.

- Phare des Baleineaux large de l'île de Ré
- Phare des Baleines sur l'île de Ré
- Phare de Chauveau près de l'île de Ré
- Phare de Chanchardon au sud de l'île de Ré
- Phares de La Rochelle
  - Phare du Bout du Monde
  - Phare du quai Valin
  - Phare du Lavardin
- Phares de l'île d'Aix
- Phare de Chassiron de l'île d'Oléron
- Phare de La Cotinière sur l'île d'Oléron
- Phare du Château-d'Oléron
- Phare de la Coubre
- Phare de La Palmyre
- Phare de Terre-Nègre
- Phare de Saint-Georges-de-Didonne (éteint)
- Phare de Royan

### Gironde

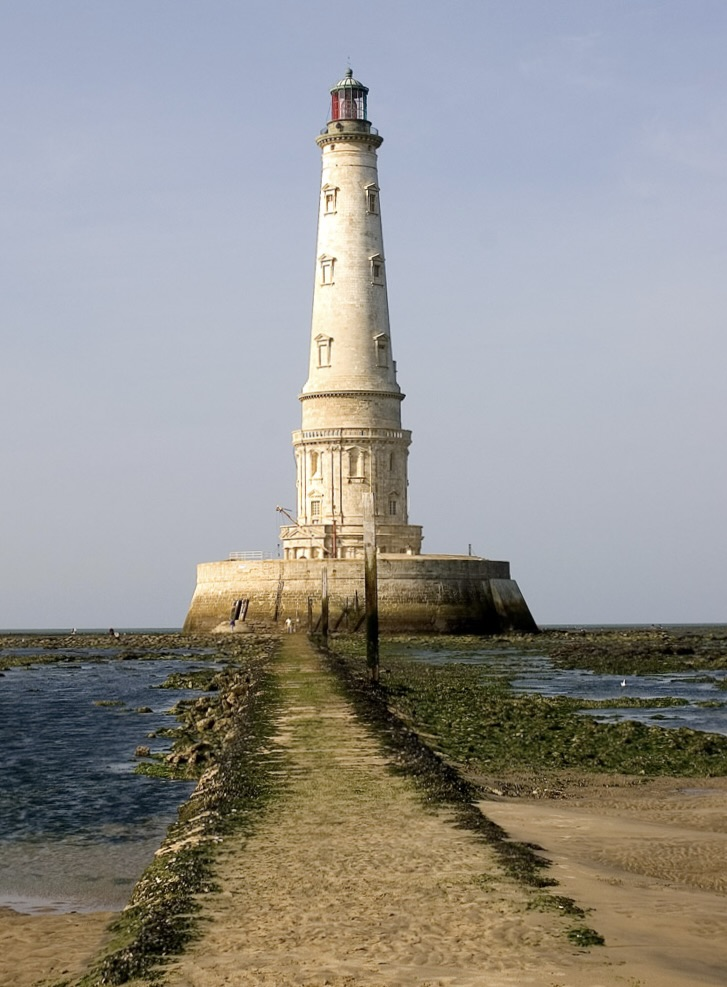
Phare de Cordouan (Gironde).

- Phare de Cordouan
- Phare de Grave
- Phare de Richard (éteint)
- Phare d'Hourtin
- Phare du cap Ferret
- Phare de Patiras (éteint)

### Landes
- Phare de Contis
- Phare de Capbreton

### Pyrénées-Atlantiques
- Phare de Biarritz
- Phare de Saint-Jean-de-Luz
- Phare de Ciboure
- Phare de Socoa

## Phares de la Méditerranée

### Pyrénées-Orientales
- Feu métallique du môle
- Phare du cap Cerbère
- Phare du cap Béar

### Aude

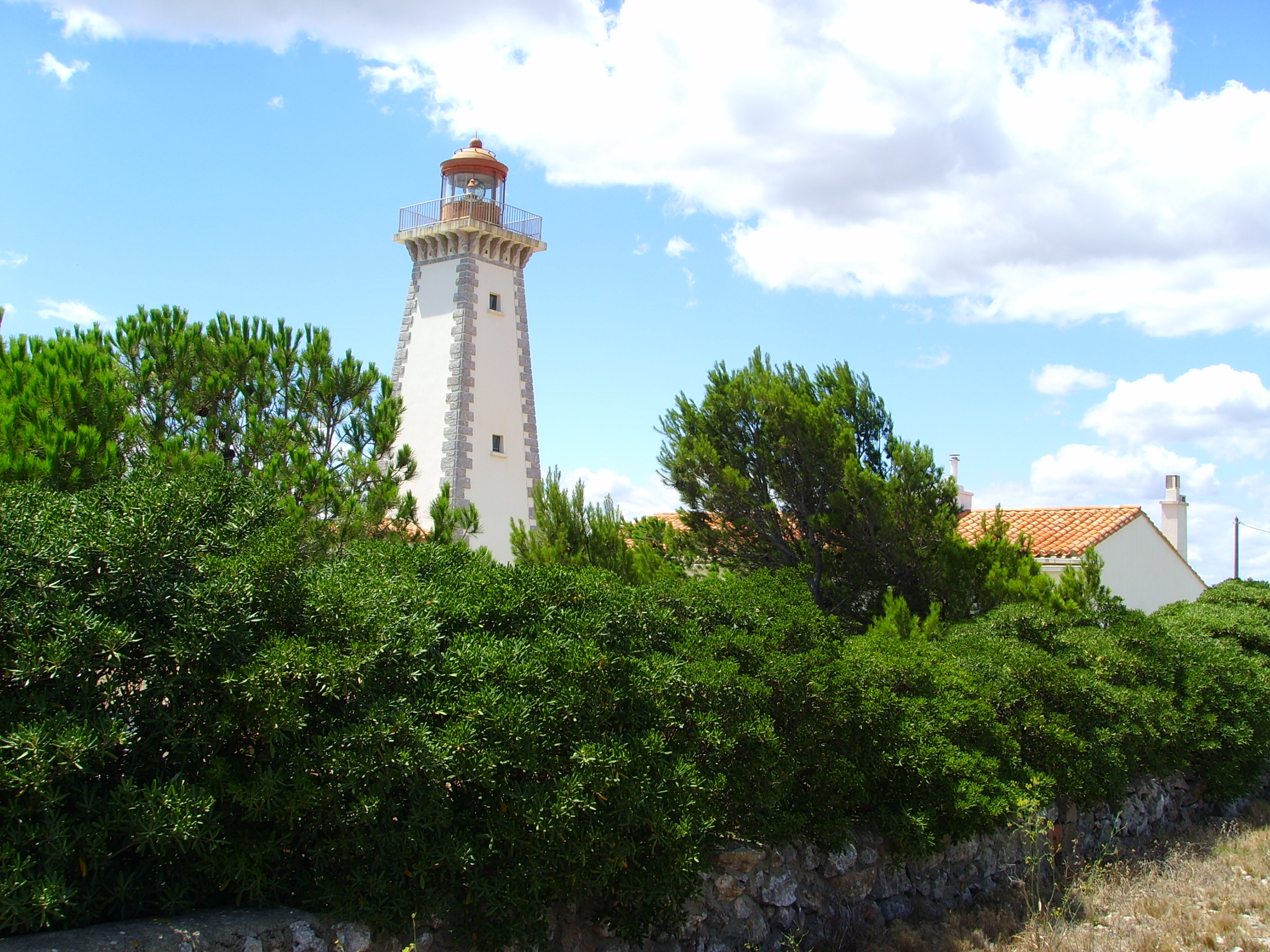
Phare à Port Leucate, dit phare du cap Leucate.

- Phare de Port-la-Nouvelle
- Phare du cap Leucate

### Hérault
- Phare du môle Saint Louis, à Sète
- Phare du Mont-Saint-Clair, à Sète

### Gard
- Phare de l'Espiguette, au Grau-du-Roi (1869)
- Phare du Grau-du-Roi (éteint) (1828)

### Bouches-du-Rhône

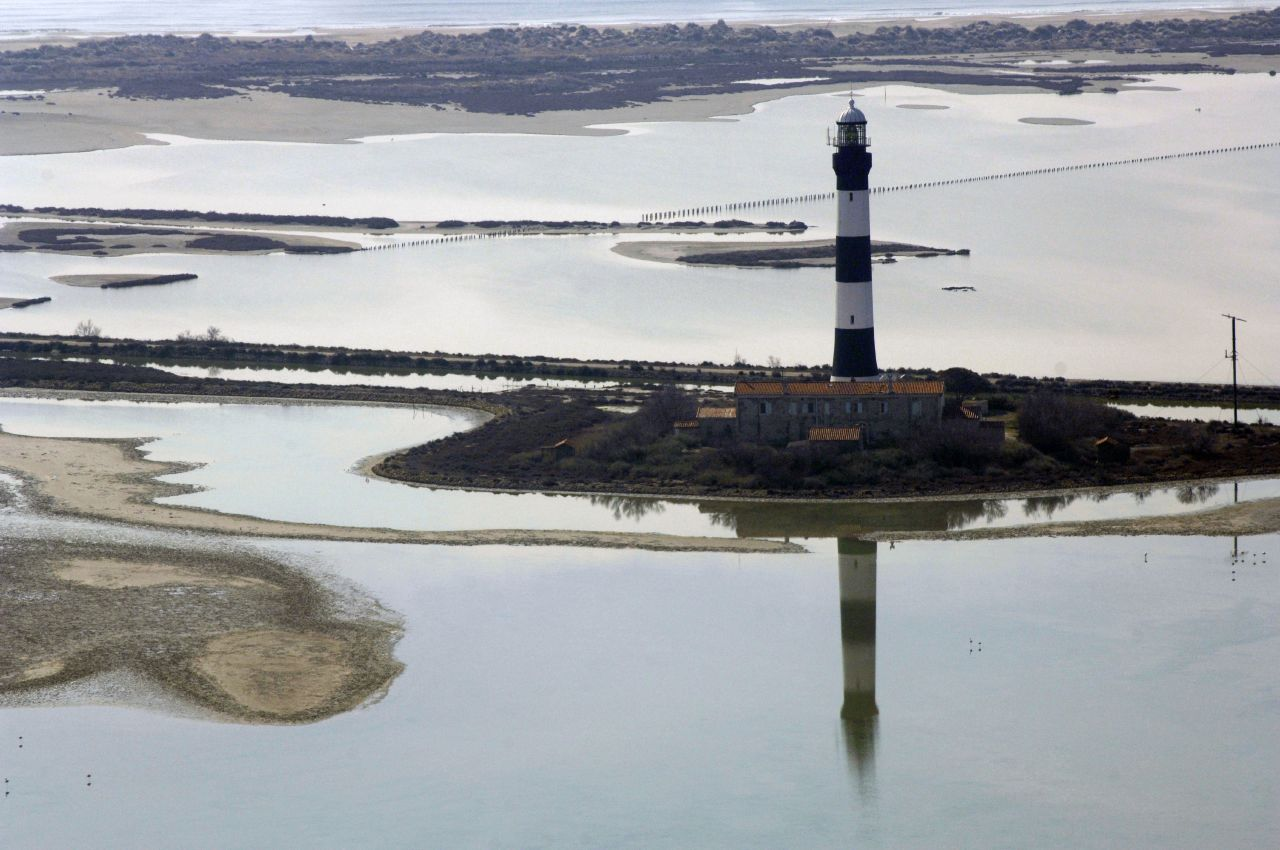
Phare de Faraman.

- Phare de la Gacholle, aux Saintes-Maries-de-la-Mer
- Phare de Beauduc, à Arles (éteint)
- Phare de Faraman, à Arles
- Phare du Fort de Bouc, à Martigues
- Phare de Cap Couronne, à Martigues
- Phare de Saint-Gervais, à Fos
- Phare de Planier, à Marseille
- Phare de Sainte-Marie, à Marseille (éteint)
- Phare de Cassidaigne, à Cassis

### Var
- Phare du Grand Rouveau, à Six-Fours-les-Plages
- Phare du cap Cépet, à Saint-Mandrier-sur-Mer
- Phare du Grand-Ribaud
- Phare du cap d'Arme, à l'île de Porquerolles
- Phare du cap Bénat, à Bormes-les-Mimosas
- Phare du Titan, à l'île du Levant
- Phare du cap Camarat, à Ramatuelle
- Phare de Saint-Tropez
- Phare d'Agay, à Saint-Raphaël

### Alpes-Maritimes
- Phare de la Garoupe, à Antibes
- Phare de Nice

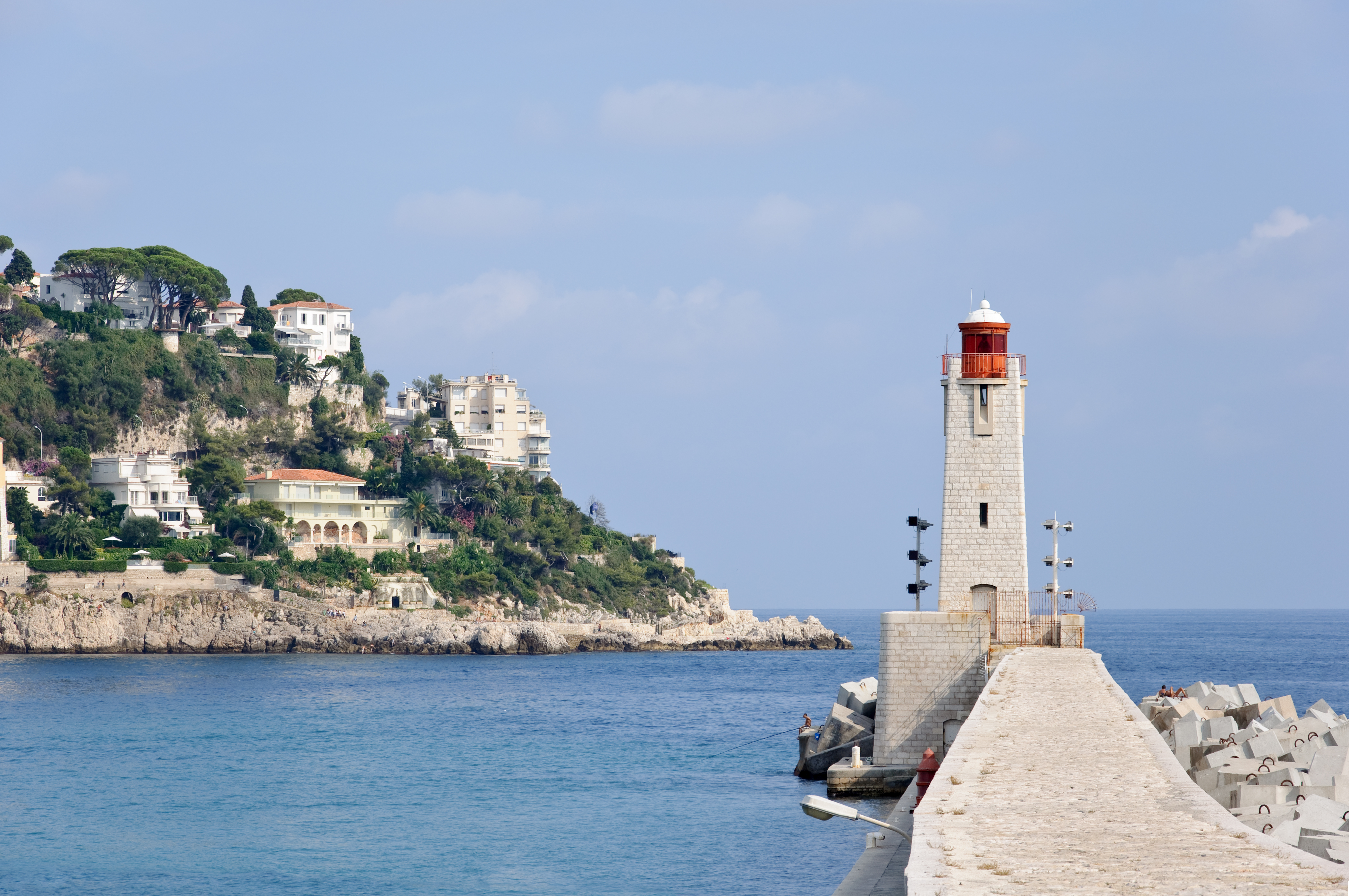
Phare de Nice.

- Phare du cap Ferrat, à Saint-Jean-Cap-Ferrat
- Phare de Vallauris

### Corse
- Haute-Corse
  - Phare de la Revellata à Calvi
  - Phare de la Pietra
  - Phare de la Giraglia
  - Phare d'Alistro
- Corse-du-Sud

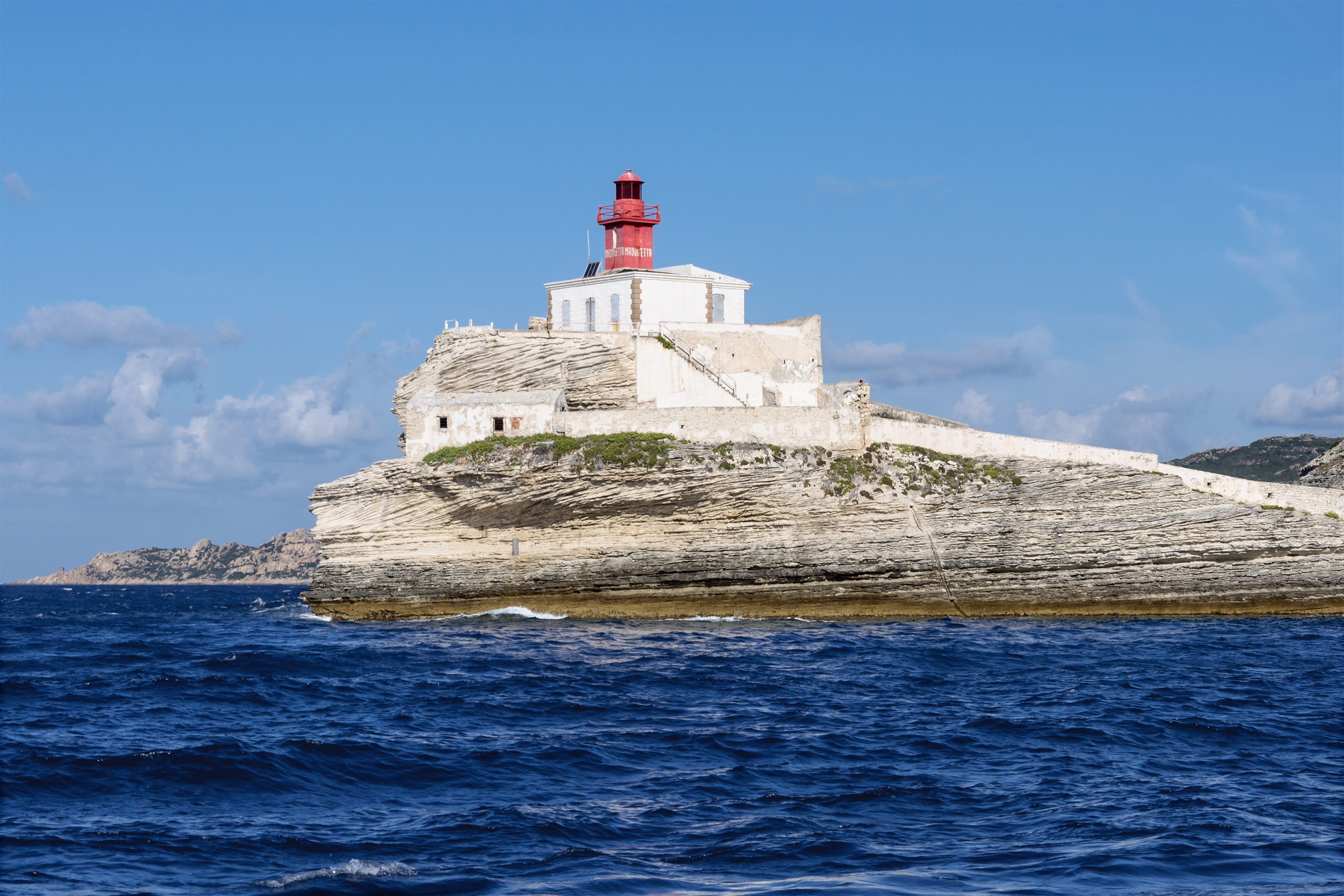
Phare de la Madonetta à Bonifacio.

  - Phare de la Chiappa à Porto-Vecchio
  - Phare des Îles Lavezzi
  - Phare de Pertusato
  - Phare de la Madonetta à Bonifacio
  - Phare de Senetosa
  - Phare des Îles Sanguinaires à Ajaccio

## Phares d'Outre-Mer

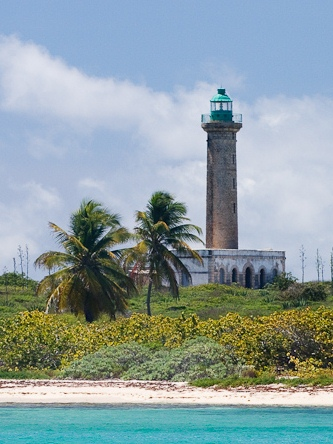
Phare de Petite Terre (La Désirade, Guadeloupe)

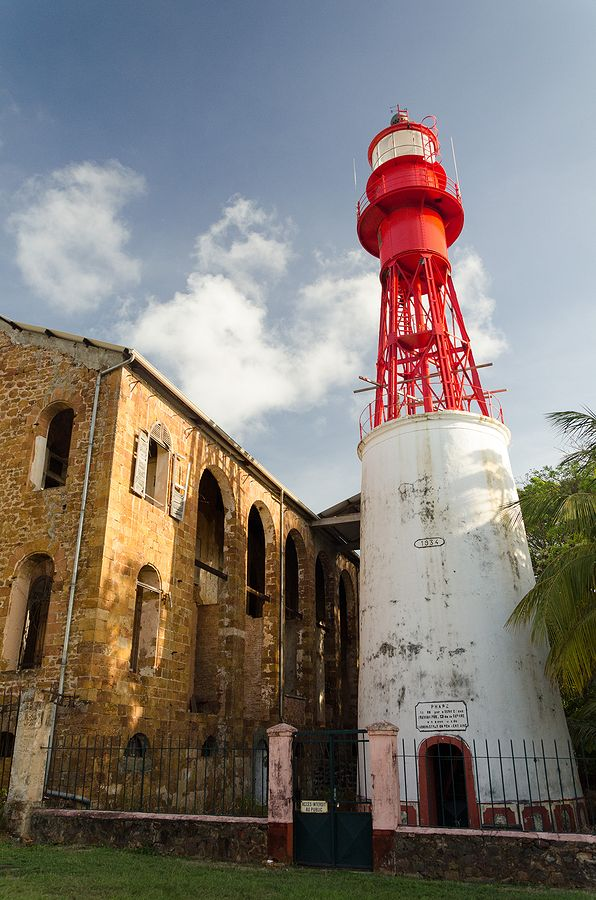
Phare de l'Île Royale en Guyane

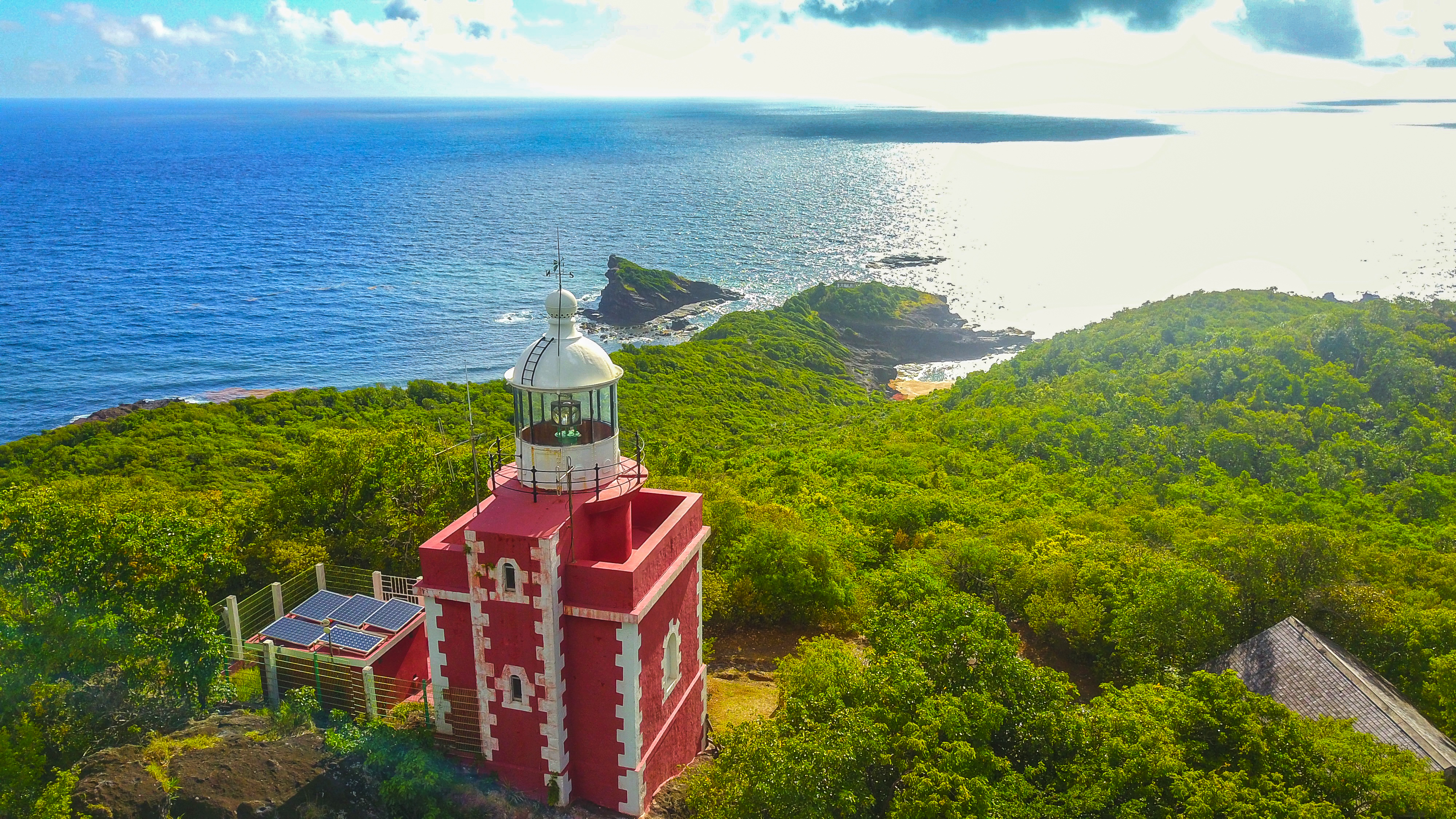
Phare de la Caravelle (Martinique). C’est, à 162,55 m au-dessus du niveau de la mer, le phare le plus haut de France.

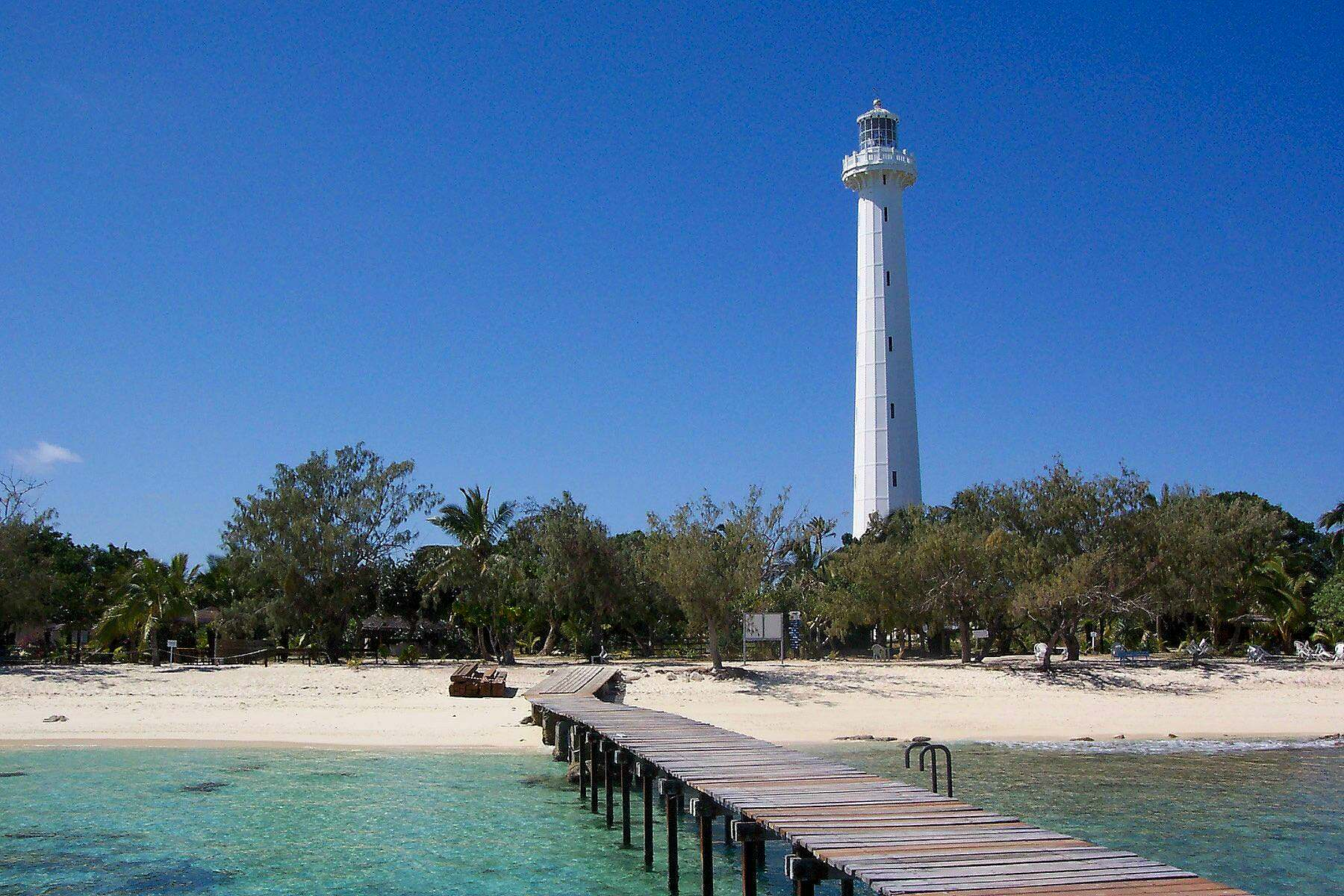
Phare Amédée, à Nouméa

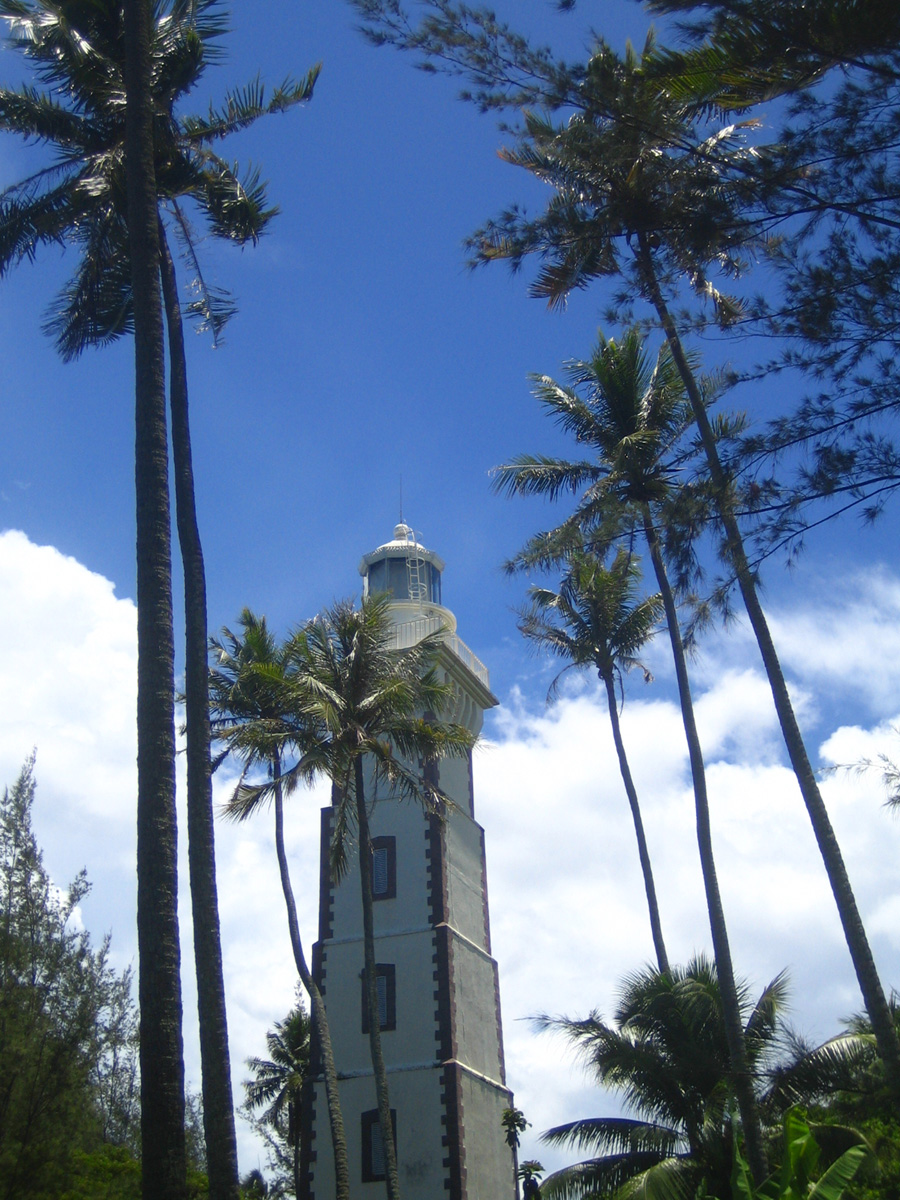
Phare de Mahina (Polynésie).

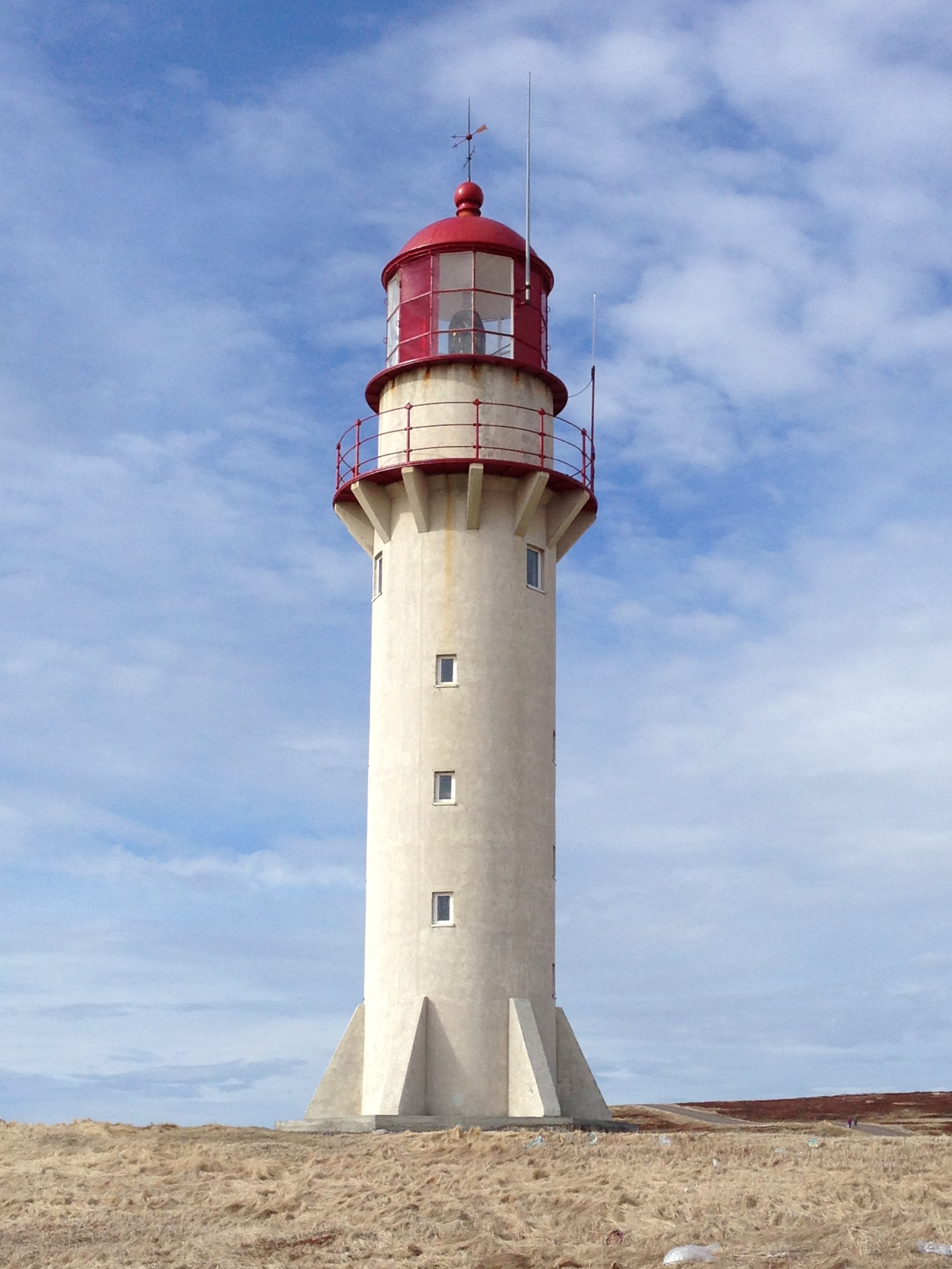
Phare de Cap-Blanc, à Miquelon

### Guadeloupe
- Phare de l'Anse à la Barque
- Phare de l'Îlet du Gosier
- Phare du Port des Saintes
- Phare de la Pointe du Vieux-Fort
- Phare de la Pointe Doublé, île de La Désirade
- Phare de l'îlet de Petite-Terre au large de La Désirade

### Guyane
- Phare de l'Île Royale
- Phare de l'Enfant Perdu
- Phare de fort Cépérou

### Martinique
- Phare de l'îlet Cabrits
- Phare de La Caravelle à La Trinité
- Phare de la Pointe des Nègres à Fort-de-France
- Phare du Prêcheur

### Mayotte
- Phare de Longoni

### Nouvelle-Calédonie
- Phare Amédée à Nouméa

### Polynésie française
- Phare de la pointe Vénus à Mahina, Tahiti
- Phare de Makemo, archipel des Tuamotu
- Phare de Moorea

### Réunion
- Phare de la Pointe de la Table
- Phare de Sainte-Marie (La Réunion)
- Phare de Sainte-Rose
- Phare de Bel-Air à Sainte-Suzanne

### Saint-Barthélemy
- Phare de Gustavia

### Saint-Pierre-et-Miquelon
- Phare de Galantry à Saint-Pierre
- Phare de la Pointe aux Canons à Saint-Pierre
- Phare de Cap-Blanc à Miquelon
- Phare de Pointe-Plate à Langlade (Miquelon)
- Phare de l'île aux Marins

## Par hauteur
Cette liste regroupe les phares de plus de 25 mètres de hauteur. Ce classement n'est qu'indicatif, la hauteur de certains phares variant suivant les sources. Les observations sont pour la plupart issues du site du ministère de la Culture.
| Image | Nom                           | Mise en service | Hauteur (en mètres) | Portée (en milles)     | Visitable | Observations                                                |
| ----- | ----------------------------- | --------------- | ------------------- | ---------------------- | --------- | ----------------------------------------------------------- |
|       | Phare de Dunkerque            | 1843            | 63                  | 28                     | Oui       | Hauteur focale : 59 m Élévation : 66,35 m                   |
|       | Feu de Saint-Pol              | 1939            | 36                  | 18                     | Non       |                                                             |
|       | Phare de Calais               | 1848            | 55                  | 23,5                   | Oui       | Taille générale : 55 m Hauteur de la focale : 51,3 m        |
|       | Phare du cap Gris-Nez         | 1957            | 31                  | 29                     | Non       |                                                             |
|       | Phare de la Canche            | 1949            | 57,6                | 25                     | Oui       | Taille générale : 57,6 m                                    |
|       | Phare de Berck                | 1950            | 44,5                | 24                     | Non       | Taille générale : 45 m                                      |
|       | Phare d'Ault                  | 1951            | 28                  | 17                     | Non       | Taille générale : 28 m Hauteur de la focale : 25,10 m       |
|       | Phare de Cayeux               | 1951            | 28                  | 19                     | Non       | Taille générale : 35 m Plan focal : 29,85 m                 |
|       | Phare d'Ailly                 | 1958            | 24                  | 24,5                   | Oui       | Taille générale : 20 m Hauteur de la focale : 16,90 m       |
|       | Phare d'Antifer               | 1955            | 37,90               | 23,7                   | Non       | Taille générale : 34 m Hauteur de la focale : 23,50 m       |
|       | Phare de la Hève              | 1951            | 32                  | 23,7                   | Non       | Taille générale : 32,15 m                                   |
|       | Phare de Fatouville           | 1850            | 32                  | Éteint depuis 1907     | Non       |                                                             |
|       | Phare de Ouistreham           | 1905            | 38,2                | 16                     | Oui       | Taille générale : 38,20 m Hauteur de la focale 34,80 m      |
|       | Phare de Gatteville           | 1835            | 74,75               | 29                     | Oui       | Taille générale : 74,75 m 365 marches.                      |
|       | Phare du cap Lévi             | 1947            | 28                  | 20                     | Non       | Taille générale : 28 m Hauteur de la focale 26 m            |
|       | Phare de la Hague             | 1837            | 52                  | 19                     | Non       | Taille générale : 52 m Hauteur de la focale : 47 m          |
|       | Phare de la Pierre-de-Herpin  | 1882            | 24                  | 17                     | Non       | Taille générale : 23,77 m Hauteur de la focale : 24,50 m    |
|       | Phare de la Balue             | 1948            | 37,5                | 25                     | Non       | Taille générale : 37,46 m Hauteur de la focale : 36,60 m    |
|       | Phare du Cap Fréhel           | 1950            | 32,85               | 29                     | Oui       | Taille générale : 32, 85 m Hauteur de la focale : 30 m      |
|       | Phare du Grand Léjon          | 1881            | 29,8                | 18                     | Non       | Taille générale : 29, 80 m                                  |
|       | Phare des Roches-Douvres      | 1954            | 58                  | 24                     | Non       | Taille générale : 64,20 m Hauteur de la focale : 62 m       |
|       | Phare des Héaux de Bréhat     | 1840            | 57                  | 15                     | Non       | Taille générale : 56,60 m                                   |
|       | Phare de Roscoff              | 1934            | 24                  | 15                     | Oui       | Taille générale : 24 m Hauteur de la focale : 21,90 m       |
|       | Phare de l'Île de Batz        | 1936            | 42,6                | 23                     | Oui       | Taille générale : 42,60 m Hauteur de la focale : 37,95 m    |
|       | Phare de l'Île Vierge         | 1902            | 82,5                | 27                     | Oui       | Taille générale : 82,50 m Hauteur de la focale 75 m         |
|       | Phare de Lanvaon              | 1868            | 27                  | 13,5                   | Non       | Taille générale : 27 m Hauteur de la focale : 20,10 m       |
|       | Phare du Four                 | 1874            | 28                  | 24,5                   | Non       | Taille générale : 27,10 m Hauteur de la focale : 25 m       |
|       | Phare du Stiff                | 1695            | 32,4                | 24                     | Oui       | Taille générale : 32,40 m Hauteur de la focale 28,20 m      |
|       | Phare du Créac'h              | 1863            | 54,85               | 32                     | Non       | Taille générale : 54,85 m Hauteur de la focale : 50 et 47 m |
|       | Phare de Nividic              | 1936            | 35,55               | 10                     | Non       | Taille générale : 35,55 m Hauteur de la focale : 32,70 m    |
|       | Phare de Kéréon               | 1916            | 48                  | 17                     | Non       | Taille générale : 47,25 m Hauteur focale : 40,95 m          |
|       | Phare de la Jument            | 1911            | 47                  | 22                     | Non       | Hauteur focale : 42,65 m                                    |
|       | Phare des Pierres Noires      | 1871            | 28                  | 19,5                   | Non       | Taille générale : 28 m Hauteur de la focale : 25 m          |
|       | Phare de Trézien              | 1894            | 37,2                | 23                     | Oui       | Taille générale : 37,20 m Hauteur de la focale : 35,06 m    |
|       | Phare de Saint-Mathieu        | 1835            | 37                  | 29                     | Oui       | Taille générale : 37 m Hauteur du plan focal : 34 m         |
|       | Phare du Petit Minou          | 1848            | 26                  | 19                     | Non       | Taille générale : 24 m Hauteur de la focale : 24 m          |
|       | Phare du Portzic              | 1848            | 35                  | 20                     | Non       | Taille générale : 35 m Hauteur de la focale : 33 m          |
|       | Grand phare de l'île de Sein  | 1951            | 52,9                | 29                     | Oui       | Taille générale : 51 m Hauteur de la focale : 46,90 m       |
|       | Phare d'Ar-Men                | 1881            | 33,5                | 23                     | Non       | Taille générale : 37 m Hauteur de la focale : 33,50 m       |
|       | Phare de la Vieille           | 1887            | 26,9                | 18                     | Non       | Taille générale : 26,90 m Hauteur focale 23,90 m            |
|       | Phare d'Eckmühl               | 1897            | 60                  | 23,5                   | Oui       | Taille générale : 64,80 m                                   |
|       | Phare de Bénodet              | 1848            | 38,91               | 14,5                   | Non       |                                                             |
|       | Phare de Penfret              | 1837            | 24,25               |                        |           | Taille générale : 24,10 m Hauteur focale : 22 m.            |
|       | Phare de Pen-Men              | 1839            | 27,66               | 29                     | Non       | Taille générale : 27,60 m Hauteur de la focale : 23,50 m    |
|       | Phare des Birvideaux          | 1934            | 29,40               |                        | Non       |                                                             |
|       | Phare de Goulphar             | 1836            | 52,25               | 27                     | Oui       | Taille générale : 52,25 m Hauteur de la focale : 47,25 m    |
|       | Phare de Port-Maria           | 1892            | 24,8                | 14                     | Non       | Taille générale : 24,80 m Hauteur de la focale : 22,50 m    |
|       | Phare des Grands Cardinaux    | 1875            | 27                  | 12,5                   | Non       | Taille générale : 27 m Hauteur focale : 24,80 m             |
|       | Phare de la Banche            | 1865            | 26,5                | 15                     | Non       | Taille générale : 30,30 m Hauteur de la focale : 26,50      |
|       | Phare du Grand-Charpentier    | 1888            | 25,4                | 14                     | Non       | Taille générale : 27,60 m Hauteur de la focale : 25,40 m    |
|       | Phare de Kerlédé              | 1897            | 26                  | Éteint en 1981         | Oui       |                                                             |
|       | Phare du Pilier               | 1876            | 34                  | 29                     | Non       | Taille générale : 34 m Hauteur focale 30,20 m               |
|       | Phare de l'île d'Yeu          | 1950            | 37,5                | 23,5                   | Oui       | Taille générale : 37,50 m Hauteur de la focale : 36 m       |
|       | Phare des Barges              | 1861            | 24,81               | 13,5                   | Non       | Taille générale : 31,30 m Hauteur de la focale : 29,25 m    |
|       | Phare de la Chaume            | 1855            | 27,5                |                        | Non       | Taille générale : 27,50 m Hauteur de la focale : 25,60 m    |
|       | Phare de l'Armandèche         | 1968            | 39                  | 23                     | Non       | Taille générale : 39 m Hauteur de la focale : 35,80 m       |
|       | Phare des Baleines            | 1854            | 57                  |                        | Oui       | Taille générale : 54 m Hauteur de la focale : 51,30 m       |
|       | Phare de Chauveau             | 1842            | 30,7                | 15                     | Non       | Taille générale : 27,30 m Hauteur de la focale : 23 m       |
|       | Phare du Quai Valin           | 1852            | 24                  | 14                     | Non       | Taille générale : 27,30 m Hauteur de la focale : 23 m       |
|       | Phare de l'île d'Aix          | 1889            | 25,3                | 24                     | Non       |                                                             |
|       | Phare de Chassiron            | 1836            | 46                  | 28                     | Oui       | Taille générale : 46, 20 m Hauteur moyenne : 43 m           |
|       | Phare de la Coubre            | 1905            | 64                  | 28                     | Oui       | Taille générale : 64 m Hauteur de la focale : 58 m          |
|       | Phare de La Palmyre           | 1960            | 36,2                | 27                     | Non       |                                                             |
|       | Phare de Terre-Nègre          | 1838            | 26,64               | 18                     |           | Taille générale : 25 m Hauteur de la focale : 23,60 m       |
|       | Phare de Vallières            | 1901            | 36                  | Éteint le 28 juin 1969 | Oui       |                                                             |
|       | Phare de Cordouan             | 1611            | 67,5                | 22                     | Oui       | Taille générale : 67,50 m Hauteur focale : 63 m             |
|       | Phare de Grave                | 1860            | 29,2                | 19                     | Oui       | Taille générale : 27 m Hauteur focale : 25 m                |
|       | Phare d'Hourtin               | 1863            | 27                  | 21,5                   |           | Taille générale : 27 m Hauteur de la focale 23,60 m         |
|       | Phare du Cap-Ferret           | 1947            | 52                  | 22,5                   | Oui       | Taille générale : 52,10 m Hauteur de la focale : 50 m       |
|       | Phare de Contis               | 1863            | 39                  | 23                     | Oui       | Taille générale : 41,50 m Hauteur de la focale : 39 m       |
|       | Phare de Biarritz             | 1832            | 47,05               | 26                     | Oui       | Taille générale : 47,05 Hauteur de la focale : 44 m         |
|       | Phare du cap Béar             | 1905            | 27                  | 30                     | Non       | Taille générale : 27,01 m Hauteur de la focale : 22,96 m    |
|       | Phare Saint-Louis             | 1949            | 33,5                | 15                     | Oui       | Élévation : 35,80 m Hauteur de la focale : 29,80 m          |
|       | Phare du Mont-Saint-Clair     | 1903            | 23                  | 29                     | Non       | Taille générale : 23 m Hauteur de la focale : 18, 90 m      |
|       | Phare de l'Espiguette         | 1869            | 27                  | 24                     |           | Taille générale : 27, 40 m Hauteur de la focale : 25, 25 m  |
|       | Phare de Beauduc              | 1903            | 25                  | 17                     | Non       | Taille générale : 27, 20 m Hauteur focale : 25 m            |
|       | Phare de Faraman              | 1892            | 43,3                | 27,5                   | Non       | Taille générale : 43,30 m Hauteur de la focale : 38,70 m    |
|       | Phare du Fort de Bouc         | 1840            | 28,5                | 13                     | Oui       | Taille générale : 28,50 m Hauteur focale : 26,20 m          |
|       | Phare de Cap Couronne         | 1959            | 33                  | 20                     | Non       | Taille générale : 33 m Hauteur de la focale : 29,15 m       |
|       | Phare de Saint-Gervais        | 1978            | 46,5                | 25                     | Non       | Taille générale : 46,50 m Hauteur focale : 41,50 m          |
|       | Phare de Planier              | 1959            | 66,37               | 23                     | Non       | Taille générale : 66,37 m Hauteur de la focale : 62,50 m    |
|       | Phare du cap Camarat          | 1832            | 25,3                | 26                     | Non       | Taille générale : 25,10 m Hauteur de la focale : 20,50 m    |
|       | Phare de la Garoupe           | 1948            | 29,5                | 32                     |           | Taille générale : 29,05 m Hauteur de la focale : 24,50 m    |
|       | Phare du cap Ferrat           | 1952            | 34                  |                        | Non       | Taille générale : 34 m Hauteur de la focale 32 m            |
|       | Phare de la Giraglia          | 1848            | 25,8                | 26                     | Non       | Taille générale : 25,80 m Hauteur de focale : 22,20 m       |
|       | Phare d'Alistro               | 1864            | 27                  | 23                     | Non       | Taille générale : 29,30 Hauteur de la focale 25 m           |
|       | Phare de l'îlet Cabrits       | 1929            | 27                  | 21                     | Non       |                                                             |
|       | Phare de la Pointe des Nègres | 1927            | 28                  | 24                     | Non       | Élévation : 36 m                                            |
|       | Phare Amédée                  | 1865            | 56                  | 24,5                   | Oui       |                                                             |
|       | Phare de la pointe Vénus      | 1867            | 32                  | 14                     | Non       |                                                             |